# Плей-офф Кубка Стэнли 2021
Плей-офф Кубка Стэнли 2021 стартовал 15 мая 2021 года среди 16 команд НХЛ и состоит из четырёх раундов.
В связи с пандемией коронавируса лига сократила сезон 2020/21 и изменила его формат. Так были упразднены конференции и изменены составы дивизионов. Из-за трудностей с пересечением канадско-американской границы, первые два раунда клубы проводили с соперниками по дивизиону.
Первым клубом попавшим в плей-офф стал «Вегас Голден Найтс», который обеспечил своё участие 21 апреля 2021 года.
6 июня 2021 года правительство Канады разрешило клубам из США пересекать границу для проведения игр, начиная с полуфинальной стадии плей-офф, без обязательного прохождения двухнедельного карантина.
Из-за упразднения конференций в сезоне 2020/21 лига первоначально не планировала вручать призы принца Уэльского и Кларенса Кэмпбелла, однако перед стартом полуфинала Кубка Стэнли было принято решение, что победитель пары «Тампа-Бэй Лайтнинг» — «Нью-Йорк Айлендерс» получит приз принца Уэльского, а победитель пары «Вегас Голден Найтс» — «Монреаль Канадиенс» приз Кларенса Кэмпбелла.
Обладателем Кубка Стэнли второй год подряд стал клуб «Тампа-Бэй Лайтнинг», который в финале обыграл «Монреаль Канадиенс» в пяти матчах.

## Формат плей-офф
Всего в плей-офф участвуют 16 команд, по 4 от каждого дивизиона. Первые два раунда играются между соперниками по дивизиону, 1-й против 4-го, а 2-й против 3-го. В полуфинале Кубка Стэнли происходит перепосев команд исходя из очков, набранных в регулярном сезоне: первый номер играет с четвертым, а второй с третьим. Каждая серия состоит максимум из семи игр и ведётся до четырёх побед, в формате Д-Д-Г-Г-Д-Г-Д.

## Посев команд в плей-офф

### Восточный дивизион
1. «Питтсбург Пингвинз» — чемпион Восточного дивизиона (77 очков, 29 ВО, 34 ВОО);
2. «Вашингтон Кэпиталз» — 2-е место в Восточном дивизионе (77 очков, 29 ВО, 33 ВОО);
3. «Бостон Брюинз» — 3-е место в Восточном дивизионе (73 очка);
4. «Нью-Йорк Айлендерс» — 4-е место в Восточном дивизионе (71 очко).

### Западный дивизион
1. «Колорадо Эвеланш» — обладатель Президентского кубка, чемпион Западного дивизиона (82 очка, 35 ВО);
2. «Вегас Голден Найтс» — 2-е место в Западном дивизионе (82 очка, 30 ВО);
3. «Миннесота Уайлд» — 3-е место в Западном дивизионе (75 очков);
4. «Сент-Луис Блюз» — 4-е место в Западном дивизионе (63 очка).

### Северный дивизион
1. «Торонто Мейпл Лифс» — чемпион Северного дивизиона (77 очков);
2. «Эдмонтон Ойлерз» — 2-е место в Северном дивизионе (72 очка);
3. «Виннипег Джетс» — 3-е место в Северном дивизионе (63 очка);
4. «Монреаль Канадиенс» — 4-е место в Северном дивизионе (59 очков).

### Центральный дивизион
1. «Каролина Харрикейнз» — чемпион Центрального дивизиона (80 очков);
2. «Флорида Пантерз» — 2-е место в Центральном дивизионе (79 очков);
3. «Тампа-Бэй Лайтнинг» — 3-е место в Центральном дивизионе (75 очков);
4. «Нэшвилл Предаторз» — 4-е место в Центральном дивизионе (64 очка).

## Сетка плей-офф
|  | Первый раунд         | Первый раунд | Первый раунд | Первый раунд | Первый раунд | Первый раунд | Первый раунд | Первый раунд | Первый раунд | Первый раунд |           |           | Второй раунд | Второй раунд | Второй раунд | Второй раунд | Второй раунд | Второй раунд | Второй раунд | Второй раунд | Второй раунд | Второй раунд |   |           | Полуфинал Кубка Стэнли (перепосев) | Полуфинал Кубка Стэнли (перепосев) | Полуфинал Кубка Стэнли (перепосев) | Полуфинал Кубка Стэнли (перепосев) | Полуфинал Кубка Стэнли (перепосев) | Полуфинал Кубка Стэнли (перепосев) | Полуфинал Кубка Стэнли (перепосев) | Полуфинал Кубка Стэнли (перепосев) | Полуфинал Кубка Стэнли (перепосев) | Полуфинал Кубка Стэнли (перепосев) |   |          | Финал Кубка Стэнли | Финал Кубка Стэнли | Финал Кубка Стэнли | Финал Кубка Стэнли | Финал Кубка Стэнли | Финал Кубка Стэнли | Финал Кубка Стэнли | Финал Кубка Стэнли | Финал Кубка Стэнли | Финал Кубка Стэнли |
|  |                      |              |              |              |              |              |              |              |              |              |           |           |              |              |              |              |              |              |              |              |              |              |   |           |                                    |                                    |                                    |                                    |                                    |                                    |                                    |                                    |                                    |                                    |   |          |                    |                    |                    |                    |                    |                    |                    |                    |                    |                    |
|  | В1                   | Питтсбург    | Питтсбург    | Питтсбург    | Питтсбург    | Питтсбург    | Питтсбург    | Питтсбург    | Питтсбург    | 2            |           |           |              |              |              |              |              |              |              |              |              |              |   |           |                                    |                                    |                                    |                                    |                                    |                                    |                                    |                                    |                                    |                                    |   |          |                    |                    |                    |                    |                    |                    |                    |                    |                    |                    |
|  | В1                   | Питтсбург    | Питтсбург    | Питтсбург    | Питтсбург    | Питтсбург    | Питтсбург    | Питтсбург    | Питтсбург    | 2            |           |           |              |              |              |              |              |              |              |              |              |              |   |           |                                    |                                    |                                    |                                    |                                    |                                    |                                    |                                    |                                    |                                    |   |          |                    |                    |                    |                    |                    |                    |                    |                    |                    |                    |
|  | В4                   | Айлендерс    | Айлендерс    | Айлендерс    | Айлендерс    | Айлендерс    | Айлендерс    | Айлендерс    | Айлендерс    | 4            |           |           |              |              |              |              |              |              |              |              |              |              |   |           |                                    |                                    |                                    |                                    |                                    |                                    |                                    |                                    |                                    |                                    |   |          |                    |                    |                    |                    |                    |                    |                    |                    |                    |                    |
|  | В4                   | Айлендерс    | Айлендерс    | Айлендерс    | Айлендерс    | Айлендерс    | Айлендерс    | Айлендерс    | Айлендерс    | 4            | В4        | Айлендерс | Айлендерс    | Айлендерс    | Айлендерс    | Айлендерс    | Айлендерс    | Айлендерс    | Айлендерс    | 4            |              |              |   |           |                                    |                                    |                                    |                                    |                                    |                                    |                                    |                                    |                                    |                                    |   |          |                    |                    |                    |                    |                    |                    |                    |                    |                    |                    |
|  | Восточный дивизион   |              |              |              |              |              |              |              |              |              | В4        | Айлендерс | Айлендерс    | Айлендерс    | Айлендерс    | Айлендерс    | Айлендерс    | Айлендерс    | Айлендерс    | 4            |              |              |   |           |                                    |                                    |                                    |                                    |                                    |                                    |                                    |                                    |                                    |                                    |   |          |                    |                    |                    |                    |                    |                    |                    |                    |                    |                    |
|  |                      |              | В3           | Бостон       | Бостон       | Бостон       | Бостон       | Бостон       | Бостон       | Бостон       | Бостон    | 2         |              |              |              |              |              |              |              |              |              |              |   |           |                                    |                                    |                                    |                                    |                                    |                                    |                                    |                                    |                                    |                                    |   |          |                    |                    |                    |                    |                    |                    |                    |                    |                    |                    |
|  | В2                   | Вашингтон    | Вашингтон    | Вашингтон    | Вашингтон    | Вашингтон    | Вашингтон    | Вашингтон    | Вашингтон    | Бостон       | Бостон    | 2         | 1            |              |              |              |              |              |              |              |              |              |   |           |                                    |                                    |                                    |                                    |                                    |                                    |                                    |                                    |                                    |                                    |   |          |                    |                    |                    |                    |                    |                    |                    |                    |                    |                    |
|  | В2                   | Вашингтон    | Вашингтон    | Вашингтон    | Вашингтон    | Вашингтон    | Вашингтон    | Вашингтон    | Вашингтон    |              |           |           | 1            |              |              |              |              |              |              |              |              |              |   |           |                                    |                                    |                                    |                                    |                                    |                                    |                                    |                                    |                                    |                                    |   |          |                    |                    |                    |                    |                    |                    |                    |                    |                    |                    |
|  | В3                   | Бостон       | Бостон       | Бостон       | Бостон       | Бостон       | Бостон       | Бостон       | Бостон       | 4            |           |           |              |              |              |              |              |              |              |              |              |              |   |           |                                    |                                    |                                    |                                    |                                    |                                    |                                    |                                    |                                    |                                    |   |          |                    |                    |                    |                    |                    |                    |                    |                    |                    |                    |
|  | В3                   | Бостон       | Бостон       | Бостон       | Бостон       | Бостон       | Бостон       | Бостон       | Бостон       | 4            |           |           |              |              |              |              |              |              |              |              |              |              | 1 | Вегас     | Вегас                              | Вегас                              | Вегас                              | Вегас                              | Вегас                              | Вегас                              | Вегас                              | 2                                  |                                    |                                    |   |          |                    |                    |                    |                    |                    |                    |                    |                    |                    |                    |
|  |                      |              |              |              |              |              |              |              |              |              |           |           |              |              |              |              |              |              |              |              |              |              | 1 | Вегас     | Вегас                              | Вегас                              | Вегас                              | Вегас                              | Вегас                              | Вегас                              | Вегас                              | 2                                  |                                    |                                    |   |          |                    |                    |                    |                    |                    |                    |                    |                    |                    |                    |
|  |                      |              | 4            | Монреаль     | Монреаль     | Монреаль     | Монреаль     | Монреаль     | Монреаль     | Монреаль     | Монреаль  | 4         |              |              |              |              |              |              |              |              |              |              |   |           |                                    |                                    |                                    |                                    |                                    |                                    |                                    |                                    |                                    |                                    |   |          |                    |                    |                    |                    |                    |                    |                    |                    |                    |                    |
|  | З1                   | Колорадо     | Колорадо     | Колорадо     | Колорадо     | Колорадо     | Колорадо     | Колорадо     | Колорадо     | Монреаль     | Монреаль  | 4         | 4            |              |              |              |              |              |              |              |              |              |   |           |                                    |                                    |                                    |                                    |                                    |                                    |                                    |                                    |                                    |                                    |   |          |                    |                    |                    |                    |                    |                    |                    |                    |                    |                    |
|  | З1                   | Колорадо     | Колорадо     | Колорадо     | Колорадо     | Колорадо     | Колорадо     | Колорадо     | Колорадо     |              |           |           | 4            |              |              |              |              |              |              |              |              |              |   |           |                                    |                                    |                                    |                                    |                                    |                                    |                                    |                                    |                                    |                                    |   |          |                    |                    |                    |                    |                    |                    |                    |                    |                    |                    |
|  | З4                   | Сент-Луис    | Сент-Луис    | Сент-Луис    | Сент-Луис    | Сент-Луис    | Сент-Луис    | Сент-Луис    | Сент-Луис    | 0            |           |           |              |              |              |              |              |              |              |              |              |              |   |           |                                    |                                    |                                    |                                    |                                    |                                    |                                    |                                    |                                    |                                    |   |          |                    |                    |                    |                    |                    |                    |                    |                    |                    |                    |
|  | З4                   | Сент-Луис    | Сент-Луис    | Сент-Луис    | Сент-Луис    | Сент-Луис    | Сент-Луис    | Сент-Луис    | Сент-Луис    | 0            | З1        | Колорадо  | Колорадо     | Колорадо     | Колорадо     | Колорадо     | Колорадо     | Колорадо     | Колорадо     | 2            |              |              |   |           |                                    |                                    |                                    |                                    |                                    |                                    |                                    |                                    |                                    |                                    |   |          |                    |                    |                    |                    |                    |                    |                    |                    |                    |                    |
|  | Западный дивизион    |              |              |              |              |              |              |              |              |              | З1        | Колорадо  | Колорадо     | Колорадо     | Колорадо     | Колорадо     | Колорадо     | Колорадо     | Колорадо     | 2            |              |              |   |           |                                    |                                    |                                    |                                    |                                    |                                    |                                    |                                    |                                    |                                    |   |          |                    |                    |                    |                    |                    |                    |                    |                    |                    |                    |
|  |                      |              | З2           | Вегас        | Вегас        | Вегас        | Вегас        | Вегас        | Вегас        | Вегас        | Вегас     | 4         |              |              |              |              |              |              |              |              |              |              |   |           |                                    |                                    |                                    |                                    |                                    |                                    |                                    |                                    |                                    |                                    |   |          |                    |                    |                    |                    |                    |                    |                    |                    |                    |                    |
|  | З2                   | Вегас        | Вегас        | Вегас        | Вегас        | Вегас        | Вегас        | Вегас        | Вегас        | Вегас        | Вегас     | 4         | 4            |              |              |              |              |              |              |              |              |              |   |           |                                    |                                    |                                    |                                    |                                    |                                    |                                    |                                    |                                    |                                    |   |          |                    |                    |                    |                    |                    |                    |                    |                    |                    |                    |
|  | З2                   | Вегас        | Вегас        | Вегас        | Вегас        | Вегас        | Вегас        | Вегас        | Вегас        |              |           |           | 4            |              |              |              |              |              |              |              |              |              |   |           |                                    |                                    |                                    |                                    |                                    |                                    |                                    |                                    |                                    |                                    |   |          |                    |                    |                    |                    |                    |                    |                    |                    |                    |                    |
|  | З3                   | Миннесота    | Миннесота    | Миннесота    | Миннесота    | Миннесота    | Миннесота    | Миннесота    | Миннесота    | 3            |           |           |              |              |              |              |              |              |              |              |              |              |   |           |                                    |                                    |                                    |                                    |                                    |                                    |                                    |                                    |                                    |                                    |   |          |                    |                    |                    |                    |                    |                    |                    |                    |                    |                    |
|  | З3                   | Миннесота    | Миннесота    | Миннесота    | Миннесота    | Миннесота    | Миннесота    | Миннесота    | Миннесота    | 3            |           |           |              |              |              |              |              |              |              |              |              |              |   |           |                                    |                                    |                                    |                                    |                                    |                                    |                                    |                                    |                                    |                                    | 4 | Монреаль | Монреаль           | Монреаль           | Монреаль           | Монреаль           | Монреаль           | Монреаль           | Монреаль           | 1                  |                    |                    |
|  |                      |              |              |              |              |              |              |              |              |              |           |           |              |              |              |              |              |              |              |              |              |              |   |           |                                    |                                    |                                    |                                    |                                    |                                    |                                    |                                    |                                    |                                    | 4 | Монреаль | Монреаль           | Монреаль           | Монреаль           | Монреаль           | Монреаль           | Монреаль           | Монреаль           | 1                  |                    |                    |
|  |                      |              | 2            | Тампа-Бэй    | Тампа-Бэй    | Тампа-Бэй    | Тампа-Бэй    | Тампа-Бэй    | Тампа-Бэй    | Тампа-Бэй    | Тампа-Бэй | 4         |              |              |              |              |              |              |              |              |              |              |   |           |                                    |                                    |                                    |                                    |                                    |                                    |                                    |                                    |                                    |                                    |   |          |                    |                    |                    |                    |                    |                    |                    |                    |                    |                    |
|  | С1                   | Торонто      | Торонто      | Торонто      | Торонто      | Торонто      | Торонто      | Торонто      | Торонто      | Тампа-Бэй    | Тампа-Бэй | 4         | 3            |              |              |              |              |              |              |              |              |              |   |           |                                    |                                    |                                    |                                    |                                    |                                    |                                    |                                    |                                    |                                    |   |          |                    |                    |                    |                    |                    |                    |                    |                    |                    |                    |
|  | С1                   | Торонто      | Торонто      | Торонто      | Торонто      | Торонто      | Торонто      | Торонто      | Торонто      |              |           |           | 3            |              |              |              |              |              |              |              |              |              |   |           |                                    |                                    |                                    |                                    |                                    |                                    |                                    |                                    |                                    |                                    |   |          |                    |                    |                    |                    |                    |                    |                    |                    |                    |                    |
|  | С4                   | Монреаль     | Монреаль     | Монреаль     | Монреаль     | Монреаль     | Монреаль     | Монреаль     | Монреаль     | 4            |           |           |              |              |              |              |              |              |              |              |              |              |   |           |                                    |                                    |                                    |                                    |                                    |                                    |                                    |                                    |                                    |                                    |   |          |                    |                    |                    |                    |                    |                    |                    |                    |                    |                    |
|  | С4                   | Монреаль     | Монреаль     | Монреаль     | Монреаль     | Монреаль     | Монреаль     | Монреаль     | Монреаль     | 4            | С4        | Монреаль  | Монреаль     | Монреаль     | Монреаль     | Монреаль     | Монреаль     | Монреаль     | Монреаль     | 4            |              |              |   |           |                                    |                                    |                                    |                                    |                                    |                                    |                                    |                                    |                                    |                                    |   |          |                    |                    |                    |                    |                    |                    |                    |                    |                    |                    |
|  | Северный дивизион    |              |              |              |              |              |              |              |              |              | С4        | Монреаль  | Монреаль     | Монреаль     | Монреаль     | Монреаль     | Монреаль     | Монреаль     | Монреаль     | 4            |              |              |   |           |                                    |                                    |                                    |                                    |                                    |                                    |                                    |                                    |                                    |                                    |   |          |                    |                    |                    |                    |                    |                    |                    |                    |                    |                    |
|  |                      |              | С3           | Виннипег     | Виннипег     | Виннипег     | Виннипег     | Виннипег     | Виннипег     | Виннипег     | Виннипег  | 0         |              |              |              |              |              |              |              |              |              |              |   |           |                                    |                                    |                                    |                                    |                                    |                                    |                                    |                                    |                                    |                                    |   |          |                    |                    |                    |                    |                    |                    |                    |                    |                    |                    |
|  | С2                   | Эдмонтон     | Эдмонтон     | Эдмонтон     | Эдмонтон     | Эдмонтон     | Эдмонтон     | Эдмонтон     | Эдмонтон     | Виннипег     | Виннипег  | 0         | 0            |              |              |              |              |              |              |              |              |              |   |           |                                    |                                    |                                    |                                    |                                    |                                    |                                    |                                    |                                    |                                    |   |          |                    |                    |                    |                    |                    |                    |                    |                    |                    |                    |
|  | С2                   | Эдмонтон     | Эдмонтон     | Эдмонтон     | Эдмонтон     | Эдмонтон     | Эдмонтон     | Эдмонтон     | Эдмонтон     |              |           |           | 0            |              |              |              |              |              |              |              |              |              |   |           |                                    |                                    |                                    |                                    |                                    |                                    |                                    |                                    |                                    |                                    |   |          |                    |                    |                    |                    |                    |                    |                    |                    |                    |                    |
|  | С3                   | Виннипег     | Виннипег     | Виннипег     | Виннипег     | Виннипег     | Виннипег     | Виннипег     | Виннипег     | 4            |           |           |              |              |              |              |              |              |              |              |              |              |   |           |                                    |                                    |                                    |                                    |                                    |                                    |                                    |                                    |                                    |                                    |   |          |                    |                    |                    |                    |                    |                    |                    |                    |                    |                    |
|  | С3                   | Виннипег     | Виннипег     | Виннипег     | Виннипег     | Виннипег     | Виннипег     | Виннипег     | Виннипег     | 4            |           |           |              |              |              |              |              |              |              |              |              |              | 2 | Тампа-Бэй | Тампа-Бэй                          | Тампа-Бэй                          | Тампа-Бэй                          | Тампа-Бэй                          | Тампа-Бэй                          | Тампа-Бэй                          | Тампа-Бэй                          | 4                                  |                                    |                                    |   |          |                    |                    |                    |                    |                    |                    |                    |                    |                    |                    |
|  |                      |              |              |              |              |              |              |              |              |              |           |           |              |              |              |              |              |              |              |              |              |              | 2 | Тампа-Бэй | Тампа-Бэй                          | Тампа-Бэй                          | Тампа-Бэй                          | Тампа-Бэй                          | Тампа-Бэй                          | Тампа-Бэй                          | Тампа-Бэй                          | 4                                  |                                    |                                    |   |          |                    |                    |                    |                    |                    |                    |                    |                    |                    |                    |
|  |                      |              | 3            | Айлендерс    | Айлендерс    | Айлендерс    | Айлендерс    | Айлендерс    | Айлендерс    | Айлендерс    | Айлендерс | 3         |              |              |              |              |              |              |              |              |              |              |   |           |                                    |                                    |                                    |                                    |                                    |                                    |                                    |                                    |                                    |                                    |   |          |                    |                    |                    |                    |                    |                    |                    |                    |                    |                    |
|  | Ц1                   | Каролина     | Каролина     | Каролина     | Каролина     | Каролина     | Каролина     | Каролина     | Каролина     | Айлендерс    | Айлендерс | 3         | 4            |              |              |              |              |              |              |              |              |              |   |           |                                    |                                    |                                    |                                    |                                    |                                    |                                    |                                    |                                    |                                    |   |          |                    |                    |                    |                    |                    |                    |                    |                    |                    |                    |
|  | Ц1                   | Каролина     | Каролина     | Каролина     | Каролина     | Каролина     | Каролина     | Каролина     | Каролина     |              |           |           | 4            |              |              |              |              |              |              |              |              |              |   |           |                                    |                                    |                                    |                                    |                                    |                                    |                                    |                                    |                                    |                                    |   |          |                    |                    |                    |                    |                    |                    |                    |                    |                    |                    |
|  | Ц4                   | Нэшвилл      | Нэшвилл      | Нэшвилл      | Нэшвилл      | Нэшвилл      | Нэшвилл      | Нэшвилл      | Нэшвилл      | 2            |           |           |              |              |              |              |              |              |              |              |              |              |   |           |                                    |                                    |                                    |                                    |                                    |                                    |                                    |                                    |                                    |                                    |   |          |                    |                    |                    |                    |                    |                    |                    |                    |                    |                    |
|  | Ц4                   | Нэшвилл      | Нэшвилл      | Нэшвилл      | Нэшвилл      | Нэшвилл      | Нэшвилл      | Нэшвилл      | Нэшвилл      | 2            | Ц1        | Каролина  | Каролина     | Каролина     | Каролина     | Каролина     | Каролина     | Каролина     | Каролина     | 1            |              |              |   |           |                                    |                                    |                                    |                                    |                                    |                                    |                                    |                                    |                                    |                                    |   |          |                    |                    |                    |                    |                    |                    |                    |                    |                    |                    |
|  | Центральный дивизион |              |              |              |              |              |              |              |              |              | Ц1        | Каролина  | Каролина     | Каролина     | Каролина     | Каролина     | Каролина     | Каролина     | Каролина     | 1            |              |              |   |           |                                    |                                    |                                    |                                    |                                    |                                    |                                    |                                    |                                    |                                    |   |          |                    |                    |                    |                    |                    |                    |                    |                    |                    |                    |
|  |                      |              | Ц3           | Тампа-Бэй    | Тампа-Бэй    | Тампа-Бэй    | Тампа-Бэй    | Тампа-Бэй    | Тампа-Бэй    | Тампа-Бэй    | Тампа-Бэй | 4         |              |              |              |              |              |              |              |              |              |              |   |           |                                    |                                    |                                    |                                    |                                    |                                    |                                    |                                    |                                    |                                    |   |          |                    |                    |                    |                    |                    |                    |                    |                    |                    |                    |
|  | Ц2                   | Флорида      | Флорида      | Флорида      | Флорида      | Флорида      | Флорида      | Флорида      | Флорида      | Тампа-Бэй    | Тампа-Бэй | 4         | 2            |              |              |              |              |              |              |              |              |              |   |           |                                    |                                    |                                    |                                    |                                    |                                    |                                    |                                    |                                    |                                    |   |          |                    |                    |                    |                    |                    |                    |                    |                    |                    |                    |
|  | Ц2                   | Флорида      | Флорида      | Флорида      | Флорида      | Флорида      | Флорида      | Флорида      | Флорида      |              |           |           | 2            |              |              |              |              |              |              |              |              |              |   |           |                                    |                                    |                                    |                                    |                                    |                                    |                                    |                                    |                                    |                                    |   |          |                    |                    |                    |                    |                    |                    |                    |                    |                    |                    |
|  | Ц3                   | Тампа-Бэй    | Тампа-Бэй    | Тампа-Бэй    | Тампа-Бэй    | Тампа-Бэй    | Тампа-Бэй    | Тампа-Бэй    | Тампа-Бэй    | 4            |           |           |              |              |              |              |              |              |              |              |              |              |   |           |                                    |                                    |                                    |                                    |                                    |                                    |                                    |                                    |                                    |                                    |   |          |                    |                    |                    |                    |                    |                    |                    |                    |                    |                    |

## Первый раунд
Начало матчей указано по Североамериканскому восточному времени (UTC-4).

### Восточный дивизион

#### «Питтсбург Пингвинз» (В1) — «Нью-Йорк Айлендерс» (В4)
Шестая встреча «Пингвинз» и «Айлендерс» в плей-офф. «Островитяне» выиграли 4 из предыдущих пяти серий, включая последнюю встречу в первом раунде Кубка Стэнли 2019 со счётом 4-0. В регулярном чемпионате 2020/21 «Питтсбург» выиграл у «Нью-Йорк Айлендерс» шесть матчей из восьми.
«Нью-Йорк Айлендерс» победил в серии со счётом 4-2. Самыми результативными игроками серии стали нападающие «Айлендерс» Энтони Бовилье и Жан-Габриэль Пажо, которые в шести матчах набрали по 7 очков.
| 16 мая 12:00 | Питтсбург Пингвинз | 3 : 4 (ОТ) (1:1, 1:0, 1:2, 0:1) | Нью-Йорк Айлендерс | PPG Paints-арена Зрителей: 4672 |

| Отчёт | Отчёт                               | Отчёт | Отчёт        | Отчёт                                                                             |
| --- | ----------------------------------- | --- | ------------ | --------------------------------------------------------------------------------- |
| |                                     | |              |                                                                                   |
| | Тристан Джарри                      | Вратари | Илья Сорокин | Судьи: Брайан Покмара Стив Козари Линейные судьи: Мэтт Макферсон Брэндон Гаврилец |
| | Голы:                               | |              | Судьи: Брайан Покмара Стив Козари Линейные судьи: Мэтт Макферсон Брэндон Гаврилец |
| Фредерик Годро — 11:10 (Э. Родригес) Сидни Кросби — 23:47 (Б. Дюмулин, Дж. Генцел) Каспери Капанен — 56:21 (Дж. Картер, К. Сиси) | 0 : 1 : 1 2 : 1 2 : 2 : 3 : 3 3 : 4 | 07:58 — Кайл Палмьери (Ж.-Г. Пажо, Н. Добсон) 43:33 — Жан-Габриэль Пажо (С. Мэйфилд) 55:50 — Брок Нельсон (Э. Бовилье) 66:30 — Кайл Палмьери (Ж.-Г. Пажо, О. Вальстрём) |              | Судьи: Брайан Покмара Стив Козари Линейные судьи: Мэтт Макферсон Брэндон Гаврилец |
| |                                     | |              | Судьи: Брайан Покмара Стив Козари Линейные судьи: Мэтт Макферсон Брэндон Гаврилец |
| |                                     | |              | Судьи: Брайан Покмара Стив Козари Линейные судьи: Мэтт Макферсон Брэндон Гаврилец |
| |                                     | |              | Судьи: Брайан Покмара Стив Козари Линейные судьи: Мэтт Макферсон Брэндон Гаврилец |
| 4 мин | Штраф                               | 6 мин |              | Судьи: Брайан Покмара Стив Козари Линейные судьи: Мэтт Макферсон Брэндон Гаврилец |
| |                                     | |              |                                                                                   |
| | 42                                  | Броски | 41           |                                                                                   |

| 18 мая 19:30 | Питтсбург Пингвинз | 2 : 1 (2:0, 0:1, 0:0) | Нью-Йорк Айлендерс | PPG Paints-арена Зрителей: 9344 |

| Отчёт                                                              | Отчёт             | Отчёт                                       | Отчёт          | Отчёт                                                                              |
| ------------------------------------------------------------------ | ----------------- | ------------------------------------------- | -------------- | ---------------------------------------------------------------------------------- |
|                                                                    |                   |                                             |                |                                                                                    |
|                                                                    | Тристан Джарри    | Вратари                                     | Семён Варламов | Судьи: Ти Джей Лаксмор Горд Дуайер Линейные судьи: Мэтт Макферсон Брэндон Гаврилец |
|                                                                    | Голы:             |                                             |                | Судьи: Ти Джей Лаксмор Горд Дуайер Линейные судьи: Мэтт Макферсон Брэндон Гаврилец |
| Брайан Раст — 03:22 Джефф Картер — 13:07 (Дж. Макканн, К. Капанен) | 1 : 0 2 : 0 2 : 1 | 34:44 — Джош Бэйли (Б. Нельсон, С. Мэйфилд) |                | Судьи: Ти Джей Лаксмор Горд Дуайер Линейные судьи: Мэтт Макферсон Брэндон Гаврилец |
|                                                                    |                   |                                             |                | Судьи: Ти Джей Лаксмор Горд Дуайер Линейные судьи: Мэтт Макферсон Брэндон Гаврилец |
|                                                                    |                   |                                             |                | Судьи: Ти Джей Лаксмор Горд Дуайер Линейные судьи: Мэтт Макферсон Брэндон Гаврилец |
|                                                                    |                   |                                             |                | Судьи: Ти Джей Лаксмор Горд Дуайер Линейные судьи: Мэтт Макферсон Брэндон Гаврилец |
| 6 мин                                                              | Штраф             | 8 мин                                       |                | Судьи: Ти Джей Лаксмор Горд Дуайер Линейные судьи: Мэтт Макферсон Брэндон Гаврилец |
|                                                                    |                   |                                             |                |                                                                                    |
|                                                                    | 45                | Броски                                      | 38             |                                                                                    |

| 20 мая 19:00 | Нью-Йорк Айлендерс | 4 : 5 (0:1, 1:2, 3:2) | Питтсбург Пингвинз | Нассау Ветеранз Мемориал Колизеум Зрителей: 6800 |

| Отчёт | Отчёт                                             | Отчёт | Отчёт          | Отчёт                                                                         |
| --- | ------------------------------------------------- | --- | -------------- | ----------------------------------------------------------------------------- |
| |                                                   | |                |                                                                               |
| | Семён Варламов                                    | Вратари | Тристан Джарри | Судьи: Гарретт Рэнк Келли Сазерленд Линейные судьи: Джонни Мюррей Беван Миллз |
| | Голы:                                             | |                | Судьи: Гарретт Рэнк Келли Сазерленд Линейные судьи: Джонни Мюррей Беван Миллз |
| Скотт Мэйфилд — 31:03 (М. Барзал, Дж. Эберле) Кэл Клаттербак — 43:46 (К. Сизикас, С. Мэйфилд) Энтони Бовилье (бол.) — 45:54 (М. Барзал, Н. Добсон) Кэл Клаттербак — 54:17 (С. Мэйфилд) | 0 : 1 : 1 1 : 2 1 : 3 2 : 3 3 : 3 3 : 4 : 4 4 : 5 | 02:01 — Крис Летанг 33:33 — Джефф Картер (Ф. Годро, М. Петтерссон) 38:03 — Джейсон Цукер (Е. Малкин, К. Летанг) 47:00 — Джефф Картер (бол.) (Е. Малкин) 56:24 — Брэндон Танев (К. Летанг, З. Астон-Риз) |                | Судьи: Гарретт Рэнк Келли Сазерленд Линейные судьи: Джонни Мюррей Беван Миллз |
| |                                                   | |                | Судьи: Гарретт Рэнк Келли Сазерленд Линейные судьи: Джонни Мюррей Беван Миллз |
| |                                                   | |                | Судьи: Гарретт Рэнк Келли Сазерленд Линейные судьи: Джонни Мюррей Беван Миллз |
| |                                                   | |                | Судьи: Гарретт Рэнк Келли Сазерленд Линейные судьи: Джонни Мюррей Беван Миллз |
| 16 мин | Штраф                                             | 20 мин |                | Судьи: Гарретт Рэнк Келли Сазерленд Линейные судьи: Джонни Мюррей Беван Миллз |
| |                                                   | |                |                                                                               |
| | 30                                                | Броски | 27             |                                                                               |

| 22 мая 15:00 | Нью-Йорк Айлендерс | 4 : 1 (0:0, 2:0, 2:1) | Питтсбург Пингвинз | Нассау Ветеранз Мемориал Колизеум Зрителей: 6800 |

| Отчёт | Отчёт                         | Отчёт                                               | Отчёт          | Отчёт                                                                       |
| --- | ----------------------------- | --------------------------------------------------- | -------------- | --------------------------------------------------------------------------- |
| |                               |                                                     |                |                                                                             |
| | Илья Сорокин                  | Вратари                                             | Тристан Джарри | Судьи: Стив Козари Брайан Покмара Линейные судьи: Джонни Мюррей Беван Миллз |
| | Голы:                         |                                                     |                | Судьи: Стив Козари Брайан Покмара Линейные судьи: Джонни Мюррей Беван Миллз |
| Джош Бэйли — 28:07 (Б. Нельсон, Э. Бовилье) Райан Пулок — 34:51 (О. Вальстрём, Н. Ледди) Оливер Вальстрём (бол.) — 46:04 Джордан Эберле (бол.) — 46:28 (М. Барзал, Ж.-Г. Пажо) | 1 : 0 2 : 0 3 : 0 4 : 0 4 : 1 | 57:25 — Зак Астон-Риз (мен.) (Б. Дюмулин, Ф. Годро) |                | Судьи: Стив Козари Брайан Покмара Линейные судьи: Джонни Мюррей Беван Миллз |
| |                               |                                                     |                | Судьи: Стив Козари Брайан Покмара Линейные судьи: Джонни Мюррей Беван Миллз |
| |                               |                                                     |                | Судьи: Стив Козари Брайан Покмара Линейные судьи: Джонни Мюррей Беван Миллз |
| |                               |                                                     |                | Судьи: Стив Козари Брайан Покмара Линейные судьи: Джонни Мюррей Беван Миллз |
| 4 мин | Штраф                         | 12 мин                                              |                | Судьи: Стив Козари Брайан Покмара Линейные судьи: Джонни Мюррей Беван Миллз |
| |                               |                                                     |                |                                                                             |
| | 26                            | Броски                                              | 30             |                                                                             |

| 24 мая 19:00 | Питтсбург Пингвинз | 2 : 3 (2ОТ) (1:1, 1:0, 0:1, 0:0, 0:1) | Нью-Йорк Айлендерс | PPG Paints-арена Зрителей: 9344 |

| Отчёт                                                                                         | Отчёт                       | Отчёт | Отчёт        | Отчёт                                                                    |
| --------------------------------------------------------------------------------------------- | --------------------------- | --- | ------------ | ------------------------------------------------------------------------ |
|                                                                                               |                             | |              |                                                                          |
|                                                                                               | Тристан Джарри              | Вратари | Илья Сорокин | Судьи: Дэн О’Рурк Кайл Реман Линейные судьи: Райан Гиббонс Либор Суханек |
|                                                                                               | Голы:                       | |              | Судьи: Дэн О’Рурк Кайл Реман Линейные судьи: Райан Гиббонс Либор Суханек |
| Евгений Малкин (бол.) — 08:20 (К. Летанг, Б. Раст) Брайан Раст — 27:37 (С. Кросби, К. Летанг) | 1 : 0 1 : 1 2 : 1 2 : 2 : 3 | 19:05 — Энтони Бовилье (Дж. Бэйли, Н. Ледди) 48:50 — Джордан Эберле (Л. Комаров, Ж.-Г. Пажо) 80:51 — Джош Бэйли |              | Судьи: Дэн О’Рурк Кайл Реман Линейные судьи: Райан Гиббонс Либор Суханек |
|                                                                                               |                             | |              | Судьи: Дэн О’Рурк Кайл Реман Линейные судьи: Райан Гиббонс Либор Суханек |
|                                                                                               |                             | |              | Судьи: Дэн О’Рурк Кайл Реман Линейные судьи: Райан Гиббонс Либор Суханек |
|                                                                                               |                             | |              | Судьи: Дэн О’Рурк Кайл Реман Линейные судьи: Райан Гиббонс Либор Суханек |
| 4 мин                                                                                         | Штраф                       | 4 мин |              | Судьи: Дэн О’Рурк Кайл Реман Линейные судьи: Райан Гиббонс Либор Суханек |
|                                                                                               |                             | |              |                                                                          |
|                                                                                               | 50                          | Броски | 28           |                                                                          |

| 26 мая 18:30 | Нью-Йорк Айлендерс | 5 : 3 (2:2, 3:1, 0:0) | Питтсбург Пингвинз | Нассау Ветеранз Мемориал Колизеум Зрителей: 9000 |

| Отчёт | Отчёт                                     | Отчёт | Отчёт          | Отчёт                                                                |
| --- | ----------------------------------------- | --- | -------------- | -------------------------------------------------------------------- |
| |                                           | |                |                                                                      |
| | Илья Сорокин                              | Вратари | Тристан Джарри | Судьи: Франсуа Сан-Лоран Крис Ли Линейные судьи: Девин Берг Вон Роди |
| | Голы:                                     | |                | Судьи: Франсуа Сан-Лоран Крис Ли Линейные судьи: Девин Берг Вон Роди |
| Энтони Бовилье — 05:16 (Б. Нельсон, Дж. Бэйли) Кайл Палмьери — 12:25 (Ж.-Г. Пажо) Брок Нельсон — 28:35 (Дж. Бэйли, Э. Бовилье) Райан Пулок — 28:48 (Ж.-Г. Пажо, Т. Зэйджек) Брок Нельсон — 31:34 (Э. Бовилье) | 0 : 1 : 1 1 : 2 : 2 2 : 3 : 3 4 : 3 5 : 3 | 01:27 — Джефф Картер (К. Капанен, Дж. Цукер) 11:12 — Джейк Генцел (бол.) (К. Летанг, Е. Малкин) 21:53 — Джейсон Цукер (К. Сиси, Е. Малкин) |                | Судьи: Франсуа Сан-Лоран Крис Ли Линейные судьи: Девин Берг Вон Роди |
| |                                           | |                | Судьи: Франсуа Сан-Лоран Крис Ли Линейные судьи: Девин Берг Вон Роди |
| |                                           | |                | Судьи: Франсуа Сан-Лоран Крис Ли Линейные судьи: Девин Берг Вон Роди |
| |                                           | |                | Судьи: Франсуа Сан-Лоран Крис Ли Линейные судьи: Девин Берг Вон Роди |
| 4 мин | Штраф                                     | 4 мин |                | Судьи: Франсуа Сан-Лоран Крис Ли Линейные судьи: Девин Берг Вон Роди |
| |                                           | |                |                                                                      |
| | 24                                        | Броски | 37             |                                                                      |

#### «Вашингтон Кэпиталз» (В2) — «Бостон Брюинз» (В3)
Четвёртая встреча «Вашингтона» и «Бостона» в плей-офф. «Вашингтон» выиграли две из трёх предыдущих серий, включая последнюю встречу в четвертьфинале Восточной конференции 2012 в семи матчах. В регулярном чемпионате 2020/21 команды встречались между собой 8 раз и каждая одержала по 4 победы.
«Бостон Брюинз» выиграл серию в пяти матчах. В 3-м матче серии капитан «Вашингтон Кэпиталз» Александр Овечкин забросил свою 800-ю шайбу в НХЛ (включая регулярные чемпионаты и плей-офф) и стал 6-м в истории игроком достигшим данной отметки. Самым результативным игроком серии стал нападающий «Бостона» Давид Пастрняк, который в пяти матчах набрал 6 (2+4) очков.
| 15 мая 19:15 | Вашингтон Кэпиталз | 3 : 2 (ОТ) (1:1, 1:1, 0:0, 1:0) | Бостон Брюинз | Кэпитал Уан-арена Зрителей: 5333 |

| Отчёт | Отчёт                                                    | Отчёт                                                                               | Отчёт       | Отчёт                                                                        |
| --- | -------------------------------------------------------- | ----------------------------------------------------------------------------------- | ----------- | ---------------------------------------------------------------------------- |
| |                                                          |                                                                                     |             |                                                                              |
| | Витек Ванечек — 00:00-13:10 Крэйг Андерсон — 13:10-64:41 | Вратари                                                                             | Туукка Раск | Судьи: Горд Дуайер Ти Джей Лаксмор Линейные судьи: Мишель Кормье Райан Дэйзи |
| | Голы:                                                    |                                                                                     |             | Судьи: Горд Дуайер Ти Джей Лаксмор Линейные судьи: Мишель Кормье Райан Дэйзи |
| Том Уилсон — 06:22 (Ти Джей Оши, Д. Спронг) Бренден Диллон — 28:44 (Э. Манта, А. Овечкин) Ник Дауд — 64:41 (Ти Джей Оши, Т. Уилсон) | 1 : 0 1 : 1 2 : 1 2 : 2 3 : 2                            | 13:10 — Джейк Дебраск (К. Лазар) 36:38 — Ник Ритчи (бол.) (Д. Пастрняк, Ч. Макэвой) |             | Судьи: Горд Дуайер Ти Джей Лаксмор Линейные судьи: Мишель Кормье Райан Дэйзи |
| |                                                          |                                                                                     |             | Судьи: Горд Дуайер Ти Джей Лаксмор Линейные судьи: Мишель Кормье Райан Дэйзи |
| |                                                          |                                                                                     |             | Судьи: Горд Дуайер Ти Джей Лаксмор Линейные судьи: Мишель Кормье Райан Дэйзи |
| |                                                          |                                                                                     |             | Судьи: Горд Дуайер Ти Джей Лаксмор Линейные судьи: Мишель Кормье Райан Дэйзи |
| 8 мин | Штраф                                                    | 2 мин                                                                               |             | Судьи: Горд Дуайер Ти Джей Лаксмор Линейные судьи: Мишель Кормье Райан Дэйзи |
| |                                                          |                                                                                     |             |                                                                              |
| | 32                                                       | Броски                                                                              | 26          |                                                                              |

| 17 мая 19:30 | Вашингтон Кэпиталз | 3 : 4 (ОТ) (2:2, 0:0, 1:1, 0:1) | Бостон Брюинз | Кэпитал Уан-арена Зрителей: 5333 |

| Отчёт | Отчёт                               | Отчёт | Отчёт       | Отчёт                                                       |
| --- | ----------------------------------- | --- | ----------- | ----------------------------------------------------------- |
| |                                     | |             |                                                             |
| | Крэйг Андерсон                      | Вратари | Туукка Раск | Судьи: Крис Ли Жан Эбер Линейные судьи: Девин Берг Вон Роди |
| | Голы:                               | |             | Судьи: Крис Ли Жан Эбер Линейные судьи: Девин Берг Вон Роди |
| Ти Джей Оши (бол.) — 06:31 (А. Овечкин, Дж. Карлсон) Гарнет Хэтэуэй — 16:42 (Д. Орлов, Л. Эллер) Гарнет Хэтэуэй — 47:04 (Д. Орлов, К. Хагелин) | 0 : 1 : 1 1 : 2 : 2 3 : 2 3 : 3 : 4 | 05:05 — Джейк Дебраск (Ч. Койл, Н. Ритчи) 09:21 — Патрис Бержерон (Д. Пастрняк) 57:11 — Тэйлор Холл (К. Смит, М. Гризлик) 60:39 — Брэд Маршан (М. Гризлик, Д. Крейчи) |             | Судьи: Крис Ли Жан Эбер Линейные судьи: Девин Берг Вон Роди |
| |                                     | |             | Судьи: Крис Ли Жан Эбер Линейные судьи: Девин Берг Вон Роди |
| |                                     | |             | Судьи: Крис Ли Жан Эбер Линейные судьи: Девин Берг Вон Роди |
| |                                     | |             | Судьи: Крис Ли Жан Эбер Линейные судьи: Девин Берг Вон Роди |
| 12 мин | Штраф                               | 16 мин |             | Судьи: Крис Ли Жан Эбер Линейные судьи: Девин Берг Вон Роди |
| |                                     | |             |                                                             |
| | 39                                  | Броски | 48          |                                                             |

| 19 мая 18:30 | Бостон Брюинз | 3 : 2 (2ОТ) (0:0, 1:2, 1:0, 0:0, 1:0) | Вашингтон Кэпиталз | ТД-гарден Зрителей: 4565 |

| Отчёт | Отчёт                     | Отчёт                                                                     | Отчёт         | Отчёт                                                            |
| --- | ------------------------- | ------------------------------------------------------------------------- | ------------- | ---------------------------------------------------------------- |
| |                           |                                                                           |               |                                                                  |
| | Туукка Раск               | Вратари                                                                   | Илья Самсонов | Судьи: Дэн О’Рурк Кайл Реман Линейные судьи: Вон Роди Девин Берг |
| | Голы:                     |                                                                           |               | Судьи: Дэн О’Рурк Кайл Реман Линейные судьи: Вон Роди Девин Берг |
| Тэйлор Холл — 29:17 (К. Смит, К. Миллер) Брэд Маршан (бол.) — 51:32 (П. Бержерон, Ч. Макэвой) Крэйг Смит — 85:48 | 0 : 1 : 1 1 : 2 : 2 3 : 2 | 28:21 — Александр Овечкин (бол.) (Э. Манта) 38:15 — Ник Дауд (Г. Хэтэуэй) |               | Судьи: Дэн О’Рурк Кайл Реман Линейные судьи: Вон Роди Девин Берг |
| |                           |                                                                           |               | Судьи: Дэн О’Рурк Кайл Реман Линейные судьи: Вон Роди Девин Берг |
| |                           |                                                                           |               | Судьи: Дэн О’Рурк Кайл Реман Линейные судьи: Вон Роди Девин Берг |
| |                           |                                                                           |               | Судьи: Дэн О’Рурк Кайл Реман Линейные судьи: Вон Роди Девин Берг |
| 10 мин | Штраф                     | 10 мин                                                                    |               | Судьи: Дэн О’Рурк Кайл Реман Линейные судьи: Вон Роди Девин Берг |
| |                           |                                                                           |               |                                                                  |
| | 43                        | Броски                                                                    | 37            |                                                                  |

| 21 мая 18:30 | Бостон Брюинз | 4 : 1 (0:0, 1:0, 3:1) | Вашингтон Кэпиталз | ТД-гарден Зрителей: 4565 |

| Отчёт | Отчёт                         | Отчёт                                                       | Отчёт         | Отчёт                                                                        |
| --- | ----------------------------- | ----------------------------------------------------------- | ------------- | ---------------------------------------------------------------------------- |
| |                               |                                                             |               |                                                                              |
| | Туукка Раск                   | Вратари                                                     | Илья Самсонов | Судьи: Горд Дуайер Ти Джей Лаксмор Линейные судьи: Мишель Кормье Райан Дэйзи |
| | Голы:                         |                                                             |               | Судьи: Горд Дуайер Ти Джей Лаксмор Линейные судьи: Мишель Кормье Райан Дэйзи |
| Брэд Маршан (бол.) — 28:00 (Д. Пастрняк, Ч. Макэвой) Давид Пастряк (бол.) — 40:29 (Ч. Макэвой, Д. Крейчи) Чарли Койл — 41:03 (Дж. Дебраск) Мэтт Гризлик (бол.) — 54:50 (Ч. Макэвой, Т. Холл) | 1 : 0 2 : 0 3 : 0 3 : 1 4 : 1 | 44:54 — Александр Овечкин (бол.) (Дж. Карлсон, Н. Бекстрём) |               | Судьи: Горд Дуайер Ти Джей Лаксмор Линейные судьи: Мишель Кормье Райан Дэйзи |
| |                               |                                                             |               | Судьи: Горд Дуайер Ти Джей Лаксмор Линейные судьи: Мишель Кормье Райан Дэйзи |
| |                               |                                                             |               | Судьи: Горд Дуайер Ти Джей Лаксмор Линейные судьи: Мишель Кормье Райан Дэйзи |
| |                               |                                                             |               | Судьи: Горд Дуайер Ти Джей Лаксмор Линейные судьи: Мишель Кормье Райан Дэйзи |
| 18 мин | Штраф                         | 14 мин                                                      |               | Судьи: Горд Дуайер Ти Джей Лаксмор Линейные судьи: Мишель Кормье Райан Дэйзи |
| |                               |                                                             |               |                                                                              |
| | 37                            | Броски                                                      | 20            |                                                                              |

| 23 мая 19:00 | Вашингтон Кэпиталз | 1 : 3 (0:0, 0:2, 1:1) | Бостон Брюинз | Кэпитал Уан-арена Зрителей: 5333 |

| Отчёт                                      | Отчёт                   | Отчёт | Отчёт       | Отчёт                                                             |
| ------------------------------------------ | ----------------------- | --- | ----------- | ----------------------------------------------------------------- |
|                                            |                         | |             |                                                                   |
|                                            | Илья Самсонов           | Вратари | Туукка Раск | Судьи: Крис Ли Жан Эбер Линейные судьи: Эндрю Смит Мэтт Макферсон |
|                                            | Голы:                   | |             | Судьи: Крис Ли Жан Эбер Линейные судьи: Эндрю Смит Мэтт Макферсон |
| Конор Шири — 40:11 (Ти Джей Оши, Д. Орлов) | 0 : 1 0 : 2 1 : 2 1 : 3 | 22:28 — Давид Пастрняк (М. Райлли) 34:05 — Патрис Бержерон (М. Райлли, Д. Пастрняк) 52:25 — Патрис Бержерон |             | Судьи: Крис Ли Жан Эбер Линейные судьи: Эндрю Смит Мэтт Макферсон |
|                                            |                         | |             | Судьи: Крис Ли Жан Эбер Линейные судьи: Эндрю Смит Мэтт Макферсон |
|                                            |                         | |             | Судьи: Крис Ли Жан Эбер Линейные судьи: Эндрю Смит Мэтт Макферсон |
|                                            |                         | |             | Судьи: Крис Ли Жан Эбер Линейные судьи: Эндрю Смит Мэтт Макферсон |
| 8 мин                                      | Штраф                   | 10 мин |             | Судьи: Крис Ли Жан Эбер Линейные судьи: Эндрю Смит Мэтт Макферсон |
|                                            |                         | |             |                                                                   |
|                                            | 41                      | Броски | 19          |                                                                   |

### Западный дивизион

#### «Колорадо Эвеланш» (З1) — «Сент-Луис Блюз» (З4)
Вторая встреча «Колорадо» и «Сент-Луиса» в плей-офф. Предыдущая состоялась в финале Западной конференции 2001 года, где в пяти матчах сильнее оказались «Эвеланш». В регулярном чемпионате 2020/21 «лавины» выиграли у «Блюз» пять матчей из восьми.
«Колорадо» «всухую» победил в серии. Нападающий «Эвеланш» Назем Кадри был дисквалифицирован на 8 матчей за удар в голову защитника «Блюз» Джастина Фолка во второй игре серии. Самым результативным игроком серии стал нападающий «Колорадо Эвеланш» Натан Маккиннон, который в четырёх матчах набрал 9 (6+3) очков.
| 17 мая 22:00 | Колорадо Эвеланш | 4 : 1 (1:0, 0:1, 3:0) | Сент-Луис Блюз | Болл-арена Зрителей: 7741 |

| Отчёт | Отчёт                         | Отчёт                                         | Отчёт              | Отчёт                                                                             |
| --- | ----------------------------- | --------------------------------------------- | ------------------ | --------------------------------------------------------------------------------- |
| |                               |                                               |                    |                                                                                   |
| | Филипп Грубауэр               | Вратари                                       | Джордан Биннингтон | Судьи: Франсис Шаррон Джон Макайзек Линейные судьи: Брайан Пансич Шендор Альфонсо |
| | Голы:                         |                                               |                    | Судьи: Франсис Шаррон Джон Макайзек Линейные судьи: Брайан Пансич Шендор Альфонсо |
| Кейл Макар (бол.) — 15:15 (М. Рантанен) Натан Маккиннон — 40:30 (М. Рантанен, Г. Ландескуг) Габриэль Ландескуг — 48:30 (Н. Маккиннон, С. Жирар) Натан Маккиннон (п.в.) — 59:20 (Г. Ландескуг) | 1 : 0 1 : 1 2 : 1 3 : 1 4 : 1 | 36:31 — Джордан Кайру (И. Барбашёв, Р. Томас) |                    | Судьи: Франсис Шаррон Джон Макайзек Линейные судьи: Брайан Пансич Шендор Альфонсо |
| |                               |                                               |                    | Судьи: Франсис Шаррон Джон Макайзек Линейные судьи: Брайан Пансич Шендор Альфонсо |
| |                               |                                               |                    | Судьи: Франсис Шаррон Джон Макайзек Линейные судьи: Брайан Пансич Шендор Альфонсо |
| |                               |                                               |                    | Судьи: Франсис Шаррон Джон Макайзек Линейные судьи: Брайан Пансич Шендор Альфонсо |
| 9 мин | Штраф                         | 11 мин                                        |                    | Судьи: Франсис Шаррон Джон Макайзек Линейные судьи: Брайан Пансич Шендор Альфонсо |
| |                               |                                               |                    |                                                                                   |
| | 50                            | Броски                                        | 23                 |                                                                                   |

| 19 мая 22:30 | Колорадо Эвеланш | 6 : 3 (2:0, 1:1, 3:2) | Сент-Луис Блюз | Болл-арена Зрителей: 7739 |

| Отчёт | Отчёт                                                 | Отчёт | Отчёт              | Отчёт                                                                             |
| --- | ----------------------------------------------------- | --- | ------------------ | --------------------------------------------------------------------------------- |
| |                                                       | |                    |                                                                                   |
| | Филипп Грубауэр                                       | Вратари | Джордан Биннингтон | Судьи: Джон Макайзек Франсис Шаррон Линейные судьи: Шендор Альфонсо Брайан Пансич |
| | Голы:                                                 | |                    | Судьи: Джон Макайзек Франсис Шаррон Линейные судьи: Шендор Альфонсо Брайан Пансич |
| Йоонас Донской — 00:35 (Р. Грэйвс, Н. Кадри) Натан Маккиннон (бол.) — 18:05 (К. Макар, Й, Донской) Йоонас Донской (бол.) — 23:14 (Н. Маккиннон, М. Рантанен) Натан Маккиннон — 55:25 (Д. Тэйвз, Г. Ландескуг) Брэндон Саад (п.в.) — 57:51 (Т. Джост) Натан Маккиннон (п.в.) — 59:48 (М. Рантанен, Г. Ландескуг) | 1 : 0 2 : 0 3 : 0 3 : 1 3 : 2 4 : 2 4 : 3 5 : 3 6 : 3 | 36:17 — Сэмми Блэй (К. Клиффорд, Т. Круг) 50:07 — Брэйден Шенн (бол.) (Т. Бозак, Т. Круг) 55:40 — Майк Хоффман (Н. Миккола, Р. Томас) |                    | Судьи: Джон Макайзек Франсис Шаррон Линейные судьи: Шендор Альфонсо Брайан Пансич |
| |                                                       | |                    | Судьи: Джон Макайзек Франсис Шаррон Линейные судьи: Шендор Альфонсо Брайан Пансич |
| |                                                       | |                    | Судьи: Джон Макайзек Франсис Шаррон Линейные судьи: Шендор Альфонсо Брайан Пансич |
| |                                                       | |                    | Судьи: Джон Макайзек Франсис Шаррон Линейные судьи: Шендор Альфонсо Брайан Пансич |
| 5 мин | Штраф                                                 | 4 мин |                    | Судьи: Джон Макайзек Франсис Шаррон Линейные судьи: Шендор Альфонсо Брайан Пансич |
| |                                                       | |                    |                                                                                   |
| | 35                                                    | Броски | 35                 |                                                                                   |

| 21 мая 21:30 | Сент-Луис Блюз | 1 : 5 (0:0, 1:3, 0:2) | Колорадо Эвеланш | Энтерпрайз-центр Зрителей: 9000 |

| Отчёт                                                | Отчёт                               | Отчёт | Отчёт           | Отчёт                                                       |
| ---------------------------------------------------- | ----------------------------------- | --- | --------------- | ----------------------------------------------------------- |
|                                                      |                                     | |                 |                                                             |
|                                                      | Джордан Биннингтон                  | Вратари | Филипп Грубауэр | Судьи: Крис Ли Жан Эбер Линейные судьи: Девин Берг Вон Роди |
|                                                      | Голы:                               | |                 | Судьи: Крис Ли Жан Эбер Линейные судьи: Девин Берг Вон Роди |
| Тайлер Бозак (мен.) — 36:17 (Р. О’Райли, К. Парайко) | 0 : 1 0 : 2 0 : 3 1 : 3 1 : 4 1 : 5 | 21:57 — Райан Грэйвс 32:37 — Алекс Ньюхук (Р. Грэйвс, В. Ничушкин) 36:08 — Тайсон Джост (М. Рантанен, Г. Ландескуг) 53:42 — Брэндон Саад (А. Бураковски, К. Сёдерберг) 59:06 — Джей Ти Комфер (п.в.) (мен.) (Р. Грэйвс, П.-Э. Белльмар) |                 | Судьи: Крис Ли Жан Эбер Линейные судьи: Девин Берг Вон Роди |
|                                                      |                                     | |                 | Судьи: Крис Ли Жан Эбер Линейные судьи: Девин Берг Вон Роди |
|                                                      |                                     | |                 | Судьи: Крис Ли Жан Эбер Линейные судьи: Девин Берг Вон Роди |
|                                                      |                                     | |                 | Судьи: Крис Ли Жан Эбер Линейные судьи: Девин Берг Вон Роди |
| 10 мин                                               | Штраф                               | 8 мин |                 | Судьи: Крис Ли Жан Эбер Линейные судьи: Девин Берг Вон Роди |
|                                                      |                                     | |                 |                                                             |
|                                                      | 32                                  | Броски | 26              |                                                             |

| 23 мая 17:00 | Сент-Луис Блюз | 2 : 5 (0:0, 1:2, 1:3) | Колорадо Эвеланш | Энтерпрайз-центр Зрителей: 9000 |

| Отчёт                                                                                            | Отчёт                                   | Отчёт | Отчёт           | Отчёт                                                                   |
| ------------------------------------------------------------------------------------------------ | --------------------------------------- | --- | --------------- | ----------------------------------------------------------------------- |
|                                                                                                  |                                         | |                 |                                                                         |
|                                                                                                  | Джордан Биннингтон                      | Вратари | Филипп Грубауэр | Судьи: Фредерик Л’Экюйе Уэс Макколи Линейные судьи: Девин Берг Вон Роди |
|                                                                                                  | Голы:                                   | |                 | Судьи: Фредерик Л’Экюйе Уэс Макколи Линейные судьи: Девин Берг Вон Роди |
| Владимир Тарасенко — 24:25 (Р. О’Райли) Владимир Тарасенко (бол.) — 48:39 (Р. Томас, Р. О’Райли) | 1 : 0 1 : 1 : 2 1 : 3 2 : 3 2 : 4 2 : 5 | 31:37 — Брэндон Саад (бол.) (К. Макар, Ф. Грубауэр) 34:53 — Габриэль Ландескуг (С. Жирар, М. Рантанен) 44:20 — Микко Рантанен (Н. Маккиннон, Г. Ландескуг) 59:04 — Натан Маккиннон (бол.) (п.в.) 59:54 — Валерий Ничушкин (бол.) (п.в.) |                 | Судьи: Фредерик Л’Экюйе Уэс Макколи Линейные судьи: Девин Берг Вон Роди |
|                                                                                                  |                                         | |                 | Судьи: Фредерик Л’Экюйе Уэс Макколи Линейные судьи: Девин Берг Вон Роди |
|                                                                                                  |                                         | |                 | Судьи: Фредерик Л’Экюйе Уэс Макколи Линейные судьи: Девин Берг Вон Роди |
|                                                                                                  |                                         | |                 | Судьи: Фредерик Л’Экюйе Уэс Макколи Линейные судьи: Девин Берг Вон Роди |
| 8 мин                                                                                            | Штраф                                   | 6 мин |                 | Судьи: Фредерик Л’Экюйе Уэс Макколи Линейные судьи: Девин Берг Вон Роди |
|                                                                                                  |                                         | |                 |                                                                         |
|                                                                                                  | 20                                      | Броски | 34              |                                                                         |

#### «Вегас Голден Найтс» (З2) — «Миннесота Уайлд» (З3)
Первый раз в своей истории клубы встречаются в плей-офф. В регулярном чемпионате 2020/21 «Миннесота» выиграла сезонную серию у «Вегаса» со счётом 5-3.
«Вегас» выиграл серию в семи матчах. Самым результативным игроком стал нападающий «Голден Найтс» Маттиас Янмарк, который в семи матчах набрал 6 (3+3) очков.
| 16 мая 15:00 | Вегас Голден Найтс | 0 : 1 (ОТ) (0:0, 0:0, 0:0, 0:1) | Миннесота Уайлд | Ти-Мобайл Арена Зрителей: 8683 |

| Отчёт | Отчёт            | Отчёт                                              | Отчёт      | Отчёт                                                                         |
| ----- | ---------------- | -------------------------------------------------- | ---------- | ----------------------------------------------------------------------------- |
|       |                  |                                                    |            |                                                                               |
|       | Марк-Андре Флёри | Вратари                                            | Кэм Тэлбот | Судьи: Фредерик Л’Экюйе Уэс Макколи Линейные судьи: Беван Миллс Джонни Мюррей |
|       | Голы:            |                                                    |            | Судьи: Фредерик Л’Экюйе Уэс Макколи Линейные судьи: Беван Миллс Джонни Мюррей |
|       | 0 : 1            | 63:20 — Юэль Эрикссон Эк (М. Фолиньо, Дж. Гринуэй) |            | Судьи: Фредерик Л’Экюйе Уэс Макколи Линейные судьи: Беван Миллс Джонни Мюррей |
|       |                  |                                                    |            | Судьи: Фредерик Л’Экюйе Уэс Макколи Линейные судьи: Беван Миллс Джонни Мюррей |
|       |                  |                                                    |            | Судьи: Фредерик Л’Экюйе Уэс Макколи Линейные судьи: Беван Миллс Джонни Мюррей |
|       |                  |                                                    |            | Судьи: Фредерик Л’Экюйе Уэс Макколи Линейные судьи: Беван Миллс Джонни Мюррей |
| 4 мин | Штраф            | 6 мин                                              |            | Судьи: Фредерик Л’Экюйе Уэс Макколи Линейные судьи: Беван Миллс Джонни Мюррей |
|       |                  |                                                    |            |                                                                               |
|       | 42               | Броски                                             | 30         |                                                                               |

| 18 мая 22:00 | Вегас Голден Найтс | 3 : 1 (0:0, 2:1, 1:0) | Миннесота Уайлд | Ти-Мобайл Арена Зрителей: 8683 |

| Отчёт | Отчёт                 | Отчёт                                       | Отчёт      | Отчёт                                                                              |
| --- | --------------------- | ------------------------------------------- | ---------- | ---------------------------------------------------------------------------------- |
| |                       |                                             |            |                                                                                    |
| | Марк-Андре Флёри      | Вратари                                     | Кэм Тэлбот | Судьи: Франсуа Сан-Лоран Фредерик Л’Экюйе Линейные судьи: Джонни Мюррей Эндрю Смит |
| | Голы:                 |                                             |            | Судьи: Франсуа Сан-Лоран Фредерик Л’Экюйе Линейные судьи: Джонни Мюррей Эндрю Смит |
| Жонатан Маршессо — 32:25 (Р. Смит, В. Карлссон) Алекс Так — 37:19 (М. Янмарк, А. Пьетранжело) Алекс Так (бол.) — 59:07 (Ч. Стивенсон, М. Стоун) | 0 : 1 : 1 2 : 1 3 : 1 | 32:07 — Мэтт Дамба (Ю. Бродин, Дж. Гринуэй) |            | Судьи: Франсуа Сан-Лоран Фредерик Л’Экюйе Линейные судьи: Джонни Мюррей Эндрю Смит |
| |                       |                                             |            | Судьи: Франсуа Сан-Лоран Фредерик Л’Экюйе Линейные судьи: Джонни Мюррей Эндрю Смит |
| |                       |                                             |            | Судьи: Франсуа Сан-Лоран Фредерик Л’Экюйе Линейные судьи: Джонни Мюррей Эндрю Смит |
| |                       |                                             |            | Судьи: Франсуа Сан-Лоран Фредерик Л’Экюйе Линейные судьи: Джонни Мюррей Эндрю Смит |
| 4 мин | Штраф                 | 6 мин                                       |            | Судьи: Франсуа Сан-Лоран Фредерик Л’Экюйе Линейные судьи: Джонни Мюррей Эндрю Смит |
| |                       |                                             |            |                                                                                    |
| | 28                    | Броски                                      | 35         |                                                                                    |

| 20 мая 21:30 | Миннесота Уайлд | 2 : 5 (2:0, 0:3, 0:2) | Вегас Голден Найтс | Эксел Энерджи-центр Зрителей: 4500 |

| Отчёт                                                                                          | Отчёт                                   | Отчёт | Отчёт            | Отчёт                                                                            |
| ---------------------------------------------------------------------------------------------- | --------------------------------------- | --- | ---------------- | -------------------------------------------------------------------------------- |
|                                                                                                |                                         | |                  |                                                                                  |
|                                                                                                | Кэм Тэлбот                              | Вратари | Марк-Андре Флёри | Судьи: Уэс Макколи Франсуа Сан-Лоран Линейные судьи: Райан Гиббонс Либор Суханек |
|                                                                                                | Голы:                                   | |                  | Судьи: Уэс Макколи Франсуа Сан-Лоран Линейные судьи: Райан Гиббонс Либор Суханек |
| Райан Хартман — 02:16 (К. Капризов, Ю. Бродин) Юэль Эрикссон Эк — 08:30 (М. Фолиньо, М. Дамба) | 1 : 0 2 : 0 2 : 1 2 : 2 : 3 2 : 4 2 : 5 | 28:39 — Марк Стоун (Ч. Стивенсон, Б. Макнэбб) 35:19 — Патрик Браун (Н. Холден, У. Каррье) 37:33 — Райлли Смит (Н. Холден, В. Карлссон) 57:36 — Вильям Карлссон (Р. Смит, М.-А. Флёри) 59:01 — Марк Стоун |                  | Судьи: Уэс Макколи Франсуа Сан-Лоран Линейные судьи: Райан Гиббонс Либор Суханек |
|                                                                                                |                                         | |                  | Судьи: Уэс Макколи Франсуа Сан-Лоран Линейные судьи: Райан Гиббонс Либор Суханек |
|                                                                                                |                                         | |                  | Судьи: Уэс Макколи Франсуа Сан-Лоран Линейные судьи: Райан Гиббонс Либор Суханек |
|                                                                                                |                                         | |                  | Судьи: Уэс Макколи Франсуа Сан-Лоран Линейные судьи: Райан Гиббонс Либор Суханек |
| 10 мин                                                                                         | Штраф                                   | 4 мин |                  | Судьи: Уэс Макколи Франсуа Сан-Лоран Линейные судьи: Райан Гиббонс Либор Суханек |
|                                                                                                |                                         | |                  |                                                                                  |
|                                                                                                | 16                                      | Броски | 40               |                                                                                  |

| 22 мая 20:00 | Миннесота Уайлд | 0 : 4 (0:1, 0:2, 0:1) | Вегас Голден Найтс | Эксел Энерджи-центр Зрителей: 4500 |

| Отчёт | Отчёт                   | Отчёт | Отчёт            | Отчёт                                                                    |
| ----- | ----------------------- | --- | ---------------- | ------------------------------------------------------------------------ |
|       |                         | |                  |                                                                          |
|       | Кэм Тэлбот              | Вратари | Марк-Андре Флёри | Судьи: Дэн О’Рурк Кайл Реман Линейные судьи: Либор Суханек Райан Гиббонс |
|       | Голы:                   | |                  | Судьи: Дэн О’Рурк Кайл Реман Линейные судьи: Либор Суханек Райан Гиббонс |
|       | 0 : 1 0 : 2 0 : 3 0 : 4 | 10:37 — Николя Руа (К. Колесар) 29:08 — Алекс Так (Ч. Стивенсон, З. Уайтклауд) 33:41 — Марк Стоун (мен.) 38:32 — Николя Руа (п.в.) (М. Янмарк, К. Колесар) |                  | Судьи: Дэн О’Рурк Кайл Реман Линейные судьи: Либор Суханек Райан Гиббонс |
|       |                         | |                  | Судьи: Дэн О’Рурк Кайл Реман Линейные судьи: Либор Суханек Райан Гиббонс |
|       |                         | |                  | Судьи: Дэн О’Рурк Кайл Реман Линейные судьи: Либор Суханек Райан Гиббонс |
|       |                         | |                  | Судьи: Дэн О’Рурк Кайл Реман Линейные судьи: Либор Суханек Райан Гиббонс |
| 2 мин | Штраф                   | 6 мин |                  | Судьи: Дэн О’Рурк Кайл Реман Линейные судьи: Либор Суханек Райан Гиббонс |
|       |                         | |                  |                                                                          |
|       | 35                      | Броски | 18               |                                                                          |

| 24 мая 22:30 | Вегас Голден Найтс | 2 : 4 (1:3, 1:0, 0:1) | Миннесота Уайлд | Ти-Мобайл Арена Зрителей: 12 156 |

| Отчёт                                                                                              | Отчёт                             | Отчёт | Отчёт      | Отчёт                                                                            |
| -------------------------------------------------------------------------------------------------- | --------------------------------- | --- | ---------- | -------------------------------------------------------------------------------- |
| |                                   | |            |                                                                                  |
| | Марк-Андре Флёри                  | Вратари | Кэм Тэлбот | Судьи: Франсис Шаррон Джон Маккайзек Линейные судьи: Мишель Кормье Тайсон Бейкер |
| | Голы:                             | |            | Судьи: Франсис Шаррон Джон Маккайзек Линейные судьи: Мишель Кормье Тайсон Бейкер |
| Марк Стоун — 08:14 (А. Так, Н. Холден) Алек Мартинес (бол.) — 29:43 (А. Пьетранжело, Ч. Стивенсон) | 1 : 0 1 : 1 : 2 1 : 3 2 : 3 2 : 4 | 09:06 — Кирилл Капризов (М. Цуккарелло) 11:57 — Зак Паризе (Ю. Бродин, М. Дамба) 16:34 — Джордан Гринуэй (К. Эддисон) 59:21 — Нико Штурм (п.в.) |            | Судьи: Франсис Шаррон Джон Маккайзек Линейные судьи: Мишель Кормье Тайсон Бейкер |
| |                                   | |            | Судьи: Франсис Шаррон Джон Маккайзек Линейные судьи: Мишель Кормье Тайсон Бейкер |
| |                                   | |            | Судьи: Франсис Шаррон Джон Маккайзек Линейные судьи: Мишель Кормье Тайсон Бейкер |
| |                                   | |            | Судьи: Франсис Шаррон Джон Маккайзек Линейные судьи: Мишель Кормье Тайсон Бейкер |
| 0 мин                                                                                              | Штраф                             | 4 мин |            | Судьи: Франсис Шаррон Джон Маккайзек Линейные судьи: Мишель Кормье Тайсон Бейкер |
| |                                   | |            |                                                                                  |
| | 40                                | Броски | 14         |                                                                                  |

| 26 мая 21:00 | Миннесота Уайлд | 3 : 0 (0:0, 0:0, 3:0) | Вегас Голден Найтс | Эксел Энерджи-центр Зрителей: 4500 |

| Отчёт | Отчёт             | Отчёт   | Отчёт            | Отчёт                                                                             |
| --- | ----------------- | ------- | ---------------- | --------------------------------------------------------------------------------- |
| |                   |         |                  |                                                                                   |
| | Кэм Тэлбот        | Вратари | Марк-Андре Флёри | Судьи: Горд Дуайер Ти Джей Лаксмор Линейные судьи: Мишель Кормье Брэндон Гаврилец |
| | Голы:             |         |                  | Судьи: Горд Дуайер Ти Джей Лаксмор Линейные судьи: Мишель Кормье Брэндон Гаврилец |
| Райан Хартман — 44:21 (К. Фиала, З. Паризе) Кевин Фиала (бол.) — 49:35 (Дж. Спёрджон, М. Цуккарелло) Ник Бьюгстад — 55:17 (Н. Штурм, Дж. Спёрджон) | 1 : 0 2 : 0 3 : 0 |         |                  | Судьи: Горд Дуайер Ти Джей Лаксмор Линейные судьи: Мишель Кормье Брэндон Гаврилец |
| |                   |         |                  | Судьи: Горд Дуайер Ти Джей Лаксмор Линейные судьи: Мишель Кормье Брэндон Гаврилец |
| |                   |         |                  | Судьи: Горд Дуайер Ти Джей Лаксмор Линейные судьи: Мишель Кормье Брэндон Гаврилец |
| |                   |         |                  | Судьи: Горд Дуайер Ти Джей Лаксмор Линейные судьи: Мишель Кормье Брэндон Гаврилец |
| 9 мин | Штраф             | 9 мин   |                  | Судьи: Горд Дуайер Ти Джей Лаксмор Линейные судьи: Мишель Кормье Брэндон Гаврилец |
| |                   |         |                  |                                                                                   |
| | 24                | Броски  | 23               |                                                                                   |

| 28 мая 21:00 | Вегас Голден Найтс | 6 : 2 (1:1, 3:1, 2:0) | Миннесота Уайлд | Ти-Мобайл Арена Зрителей: 12 156 |

| Отчёт | Отчёт                                           | Отчёт | Отчёт      | Отчёт                                                                       |
| --- | ----------------------------------------------- | --- | ---------- | --------------------------------------------------------------------------- |
| |                                                 | |            |                                                                             |
| | Марк-Андре Флёри                                | Вратари | Кэм Тэлбот | Судьи: Горд Дуайер Уэс Макколи Линейные судьи: Мэтт Макферсон Мишель Кормье |
| | Голы:                                           | |            | Судьи: Горд Дуайер Уэс Макколи Линейные судьи: Мэтт Макферсон Мишель Кормье |
| Маттиас Янмарк — 05:09 (Н. Руа, Н. Холден) Николас Хег — 22:05 (В. Карлссон) Макс Пачиоретти — 27:44 (Ч. Стивенсон, Ш. Теодор) Зак Уайтклауд — 33:38 (Ш. Теодор, Ч. Стивенсон) Маттиас Янмарк — 52:36 (Н. Руа) Маттиас Янмарк (п.в.) — 56:53 (А. Так, А. Пьетранжело) | 1 : 0 1 : 1 2 : 1 2 : 2 3 : 2 4 : 2 5 : 2 6 : 2 | 16:49 — Зак Паризе (Ю. Эрикссон Эк, Р. Сутер) 24:35 — Кирилл Капризов (бол.) (М. Цуккарелло, Дж. Спёрджон) |            | Судьи: Горд Дуайер Уэс Макколи Линейные судьи: Мэтт Макферсон Мишель Кормье |
| |                                                 | |            | Судьи: Горд Дуайер Уэс Макколи Линейные судьи: Мэтт Макферсон Мишель Кормье |
| |                                                 | |            | Судьи: Горд Дуайер Уэс Макколи Линейные судьи: Мэтт Макферсон Мишель Кормье |
| |                                                 | |            | Судьи: Горд Дуайер Уэс Макколи Линейные судьи: Мэтт Макферсон Мишель Кормье |
| 10 мин | Штраф                                           | 8 мин |            | Судьи: Горд Дуайер Уэс Макколи Линейные судьи: Мэтт Макферсон Мишель Кормье |
| |                                                 | |            |                                                                             |
| | 34                                              | Броски | 20         |                                                                             |

### Северный дивизион

#### «Торонто Мейпл Лифс» (С1) — «Монреаль Канадиенс» (С4)
Шестнадцатая встреча этих двух команд «Оригинальной шестёрки» в плей-офф. Из предыдущих пятнадцати «Монреаль» выиграл восемь. Последний раз команды встречались в четвертьфинале Кубка Стэнли 1979 года где «Канадиенс» победили в четырёх матчах. В регулярном чемпионате 2020/21 «Торонто» выиграл у «Монреаля» 7 матчей из 10.
«Монреаль» выиграл серию в семи матчах. После четырёх игр «Монреаль» уступал в серии со счётом 1-3, однако смог выиграть следующие три встречи и выйти во второй раунд. Самым результативным игроком серии стал нападающий «Торонто» Вильям Нюландер, который в семи матчах набрал 8 (5+3) очков.
| 20 мая 19:30 | Торонто Мейпл Лифс | 1 : 2 (0:1, 1:0, 0:1) | Монреаль Канадиенс | Скоушабэнк-арена |

| Отчёт                                           | Отчёт           | Отчёт                                                                             | Отчёт      | Отчёт                                                                    |
| ----------------------------------------------- | --------------- | --------------------------------------------------------------------------------- | ---------- | ------------------------------------------------------------------------ |
|                                                 |                 |                                                                                   |            |                                                                          |
|                                                 | Джек Кэмпбелл   | Вратари                                                                           | Кэри Прайс | Судьи: Брэд Майер Эрик Фурлатт Линейные судьи: Давид Брисбуа Скотт Черри |
|                                                 | Голы:           |                                                                                   |            | Судьи: Брэд Майер Эрик Фурлатт Линейные судьи: Давид Брисбуа Скотт Черри |
| Вильям Нюландер — 24:28 (Н. Фолиньо, М. Райлли) | 0 : 1 : 1 1 : 2 | 12:08 — Джош Андерсон (Э. Стаал, Т. Тоффоли) 52:44 — Пол Байрон (мен.) (Й. Армиа) |            | Судьи: Брэд Майер Эрик Фурлатт Линейные судьи: Давид Брисбуа Скотт Черри |
|                                                 |                 |                                                                                   |            | Судьи: Брэд Майер Эрик Фурлатт Линейные судьи: Давид Брисбуа Скотт Черри |
|                                                 |                 |                                                                                   |            | Судьи: Брэд Майер Эрик Фурлатт Линейные судьи: Давид Брисбуа Скотт Черри |
|                                                 |                 |                                                                                   |            | Судьи: Брэд Майер Эрик Фурлатт Линейные судьи: Давид Брисбуа Скотт Черри |
| 15 мин                                          | Штраф           | 13 мин                                                                            |            | Судьи: Брэд Майер Эрик Фурлатт Линейные судьи: Давид Брисбуа Скотт Черри |
|                                                 |                 |                                                                                   |            |                                                                          |
|                                                 | 36              | Броски                                                                            | 30         |                                                                          |

| 22 мая 19:00 | Торонто Мейпл Лифс | 5 : 1 (1:1, 2:0, 2:0) | Монреаль Канадиенс | Скоушабэнк-арена |

| Отчёт | Отчёт                             | Отчёт                                             | Отчёт      | Отчёт                                                                     |
| --- | --------------------------------- | ------------------------------------------------- | ---------- | ------------------------------------------------------------------------- |
| |                                   |                                                   |            |                                                                           |
| | Джек Кэмпбелл                     | Вратари                                           | Кэри Прайс | Судьи: Эрик Фурлатт Кевин Поллок Линейные судьи: Скотт Черри Кил Марчисон |
| | Голы:                             |                                                   |            | Судьи: Эрик Фурлатт Кевин Поллок Линейные судьи: Скотт Черри Кил Марчисон |
| Джейсон Спецца — 12:25 (З. Богосян) Остон Мэттьюс — 25:15 (Дж. Холл, М. Марнер) Расмус Сандин (бол.) — 33:20 (М. Марнер, О. Мэттьюс) Вильям Нюландер (бол.) — 48:50 (О. Мэттьюс, М. Райлли) Александр Керфут (п.в.) — 58:37 (В. Нюландер) | 0 : 1 : 1 2 : 1 3 : 1 4 : 1 5 : 1 | 07:57 — Йеспери Котканиеми (Й. Армиа, Т. Тоффоли) |            | Судьи: Эрик Фурлатт Кевин Поллок Линейные судьи: Скотт Черри Кил Марчисон |
| |                                   |                                                   |            | Судьи: Эрик Фурлатт Кевин Поллок Линейные судьи: Скотт Черри Кил Марчисон |
| |                                   |                                                   |            | Судьи: Эрик Фурлатт Кевин Поллок Линейные судьи: Скотт Черри Кил Марчисон |
| |                                   |                                                   |            | Судьи: Эрик Фурлатт Кевин Поллок Линейные судьи: Скотт Черри Кил Марчисон |
| 14 мин | Штраф                             | 24 мин                                            |            | Судьи: Эрик Фурлатт Кевин Поллок Линейные судьи: Скотт Черри Кил Марчисон |
| |                                   |                                                   |            |                                                                           |
| | 34                                | Броски                                            | 23         |                                                                           |

| 24 мая 19:00 | Монреаль Канадиенс | 1 : 2 (0:0, 1:2, 0:0) | Торонто Мейпл Лифс | Белл-центр |

| Отчёт                                   | Отчёт           | Отчёт                                                                                | Отчёт         | Отчёт                                                                       |
| --------------------------------------- | --------------- | ------------------------------------------------------------------------------------ | ------------- | --------------------------------------------------------------------------- |
|                                         |                 |                                                                                      |               |                                                                             |
|                                         | Кэри Прайс      | Вратари                                                                              | Джек Кэмпбелл | Судьи: Грэм Скиллитер Кевин Поллок Линейные судьи: Марк Шевчик Кил Марчисон |
|                                         | Голы:           |                                                                                      |               | Судьи: Грэм Скиллитер Кевин Поллок Линейные судьи: Марк Шевчик Кил Марчисон |
| Ник Сузуки — 33:56 (К. Перри, Т. Татар) | 0 : 1 : 1 1 : 2 | 27:18 — Вильям Нюландер (А. Керфут) 36:35 — Марган Райлли (М. Марнер, Ти Джей Броди) |               | Судьи: Грэм Скиллитер Кевин Поллок Линейные судьи: Марк Шевчик Кил Марчисон |
|                                         |                 |                                                                                      |               | Судьи: Грэм Скиллитер Кевин Поллок Линейные судьи: Марк Шевчик Кил Марчисон |
|                                         |                 |                                                                                      |               | Судьи: Грэм Скиллитер Кевин Поллок Линейные судьи: Марк Шевчик Кил Марчисон |
|                                         |                 |                                                                                      |               | Судьи: Грэм Скиллитер Кевин Поллок Линейные судьи: Марк Шевчик Кил Марчисон |
| 12 мин                                  | Штраф           | 10 мин                                                                               |               | Судьи: Грэм Скиллитер Кевин Поллок Линейные судьи: Марк Шевчик Кил Марчисон |
|                                         |                 |                                                                                      |               |                                                                             |
|                                         | 29              | Броски                                                                               | 29            |                                                                             |

| 25 мая 19:30 | Монреаль Канадиенс | 0 : 4 (0:0, 0:3, 0:1) | Торонто Мейпл Лифс | Белл-центр |

| Отчёт | Отчёт                   | Отчёт | Отчёт         | Отчёт                                                                       |
| ----- | ----------------------- | --- | ------------- | --------------------------------------------------------------------------- |
|       |                         | |               |                                                                             |
|       | Кэри Прайс              | Вратари | Джек Кэмпбелл | Судьи: Грэм Скиллитер Морк Жоаннетт Линейные судьи: Марк Шевчик Стив Бартон |
|       | Голы:                   | |               | Судьи: Грэм Скиллитер Морк Жоаннетт Линейные судьи: Марк Шевчик Стив Бартон |
|       | 0 : 1 0 : 2 0 : 3 0 : 4 | 21:27 — Вильям Нюландер (А. Гальченюк, А. Керфут) 32:28 — Джейсон Спецца (А. Гальченюк, Дж. Маззин) 34:56 — Джо Торнтон (бол.) (Дж. Спецца, А. Керфут) 56:29 — Алекс Гальченюк (п.в.) (А. Керфут) |               | Судьи: Грэм Скиллитер Морк Жоаннетт Линейные судьи: Марк Шевчик Стив Бартон |
|       |                         | |               | Судьи: Грэм Скиллитер Морк Жоаннетт Линейные судьи: Марк Шевчик Стив Бартон |
|       |                         | |               | Судьи: Грэм Скиллитер Морк Жоаннетт Линейные судьи: Марк Шевчик Стив Бартон |
|       |                         | |               | Судьи: Грэм Скиллитер Морк Жоаннетт Линейные судьи: Марк Шевчик Стив Бартон |
| 4 мин | Штраф                   | 8 мин |               | Судьи: Грэм Скиллитер Морк Жоаннетт Линейные судьи: Марк Шевчик Стив Бартон |
|       |                         | |               |                                                                             |
|       | 32                      | Броски | 28            |                                                                             |

| 27 мая 19:00 | Торонто Мейпл Лифс | 3 : 4 (ОТ) (0:2, 1:1, 2:0, 0:1) | Монреаль Канадиенс | Скоушабэнк-арена |

| Отчёт | Отчёт                                     | Отчёт | Отчёт      | Отчёт                                                                     |
| --- | ----------------------------------------- | --- | ---------- | ------------------------------------------------------------------------- |
| |                                           | |            |                                                                           |
| | Джек Кэмпбелл                             | Вратари | Кэри Прайс | Судьи: Марк Жоаннетт Брэд Майер Линейные судьи: Давид Брисбуа Стив Бартон |
| | Голы:                                     | |            | Судьи: Марк Жоаннетт Брэд Майер Линейные судьи: Давид Брисбуа Стив Бартон |
| Зак Хайман — 26:32 (М. Марнер, О. Мэттьюс) Джейк Маззин — 46:52 (У. Симмондс, В. Нюландер) Джейк Маззин — 51:54 (А. Гальченюк, В. Нюландер) | 0 : 1 0 : 2 0 : 3 1 : 3 2 : 3 3 : 3 3 : 4 | 05:13 — Йоэль Армиа 08:18 — Йоэль Армиа (К. Перри, Э. Стаал) 24:52 — Йеспери Котканиеми 60:59 — Ник Сузуки (К. Кофилд) |            | Судьи: Марк Жоаннетт Брэд Майер Линейные судьи: Давид Брисбуа Стив Бартон |
| |                                           | |            | Судьи: Марк Жоаннетт Брэд Майер Линейные судьи: Давид Брисбуа Стив Бартон |
| |                                           | |            | Судьи: Марк Жоаннетт Брэд Майер Линейные судьи: Давид Брисбуа Стив Бартон |
| |                                           | |            | Судьи: Марк Жоаннетт Брэд Майер Линейные судьи: Давид Брисбуа Стив Бартон |
| 2 мин | Штраф                                     | 2 мин |            | Судьи: Марк Жоаннетт Брэд Майер Линейные судьи: Давид Брисбуа Стив Бартон |
| |                                           | |            |                                                                           |
| | 35                                        | Броски | 30         |                                                                           |

| 29 мая 19:30 | Монреаль Канадиенс | 3 : 2 (ОТ) (0:0, 0:0, 2:2, 1:0) | Торонто Мейпл Лифс | Белл-центр |

| Отчёт | Отчёт                         | Отчёт                                                                 | Отчёт         | Отчёт                                                                     |
| --- | ----------------------------- | --------------------------------------------------------------------- | ------------- | ------------------------------------------------------------------------- |
| |                               |                                                                       |               |                                                                           |
| | Кэри Прайс                    | Вратари                                                               | Джек Кэмпбелл | Судьи: Кевин Поллок Эрик Фурлатт Линейные судьи: Скотт Черри Кил Марчисон |
| | Голы:                         |                                                                       |               | Судьи: Кевин Поллок Эрик Фурлатт Линейные судьи: Скотт Черри Кил Марчисон |
| Кори Перри (бол.) — 45:26 (Т. Тоффоли) Тайлер Тоффоли (бол.) — 46:43 (Н. Сузуки, Дж. Питри) Йеспери Котканиеми — 65:15 (П. Байрон) | 1 : 0 2 : 0 2 : 1 2 : 2 3 : 2 | 51:35 — Джейсон Спецца (А. Керфут) 56:49 — Ти Джей Броди (П. Энгвалл) |               | Судьи: Кевин Поллок Эрик Фурлатт Линейные судьи: Скотт Черри Кил Марчисон |
| |                               |                                                                       |               | Судьи: Кевин Поллок Эрик Фурлатт Линейные судьи: Скотт Черри Кил Марчисон |
| |                               |                                                                       |               | Судьи: Кевин Поллок Эрик Фурлатт Линейные судьи: Скотт Черри Кил Марчисон |
| |                               |                                                                       |               | Судьи: Кевин Поллок Эрик Фурлатт Линейные судьи: Скотт Черри Кил Марчисон |
| 8 мин | Штраф                         | 8 мин                                                                 |               | Судьи: Кевин Поллок Эрик Фурлатт Линейные судьи: Скотт Черри Кил Марчисон |
| |                               |                                                                       |               |                                                                           |
| | 31                            | Броски                                                                | 43            |                                                                           |

| 31 мая 19:00 | Торонто Мейпл Лифс | 1 : 3 (0:0, 0:2, 1:1) | Монреаль Канадиенс | Скоушабэнк-арена |

| Отчёт                                            | Отчёт                   | Отчёт | Отчёт      | Отчёт                                                                   |
| ------------------------------------------------ | ----------------------- | --- | ---------- | ----------------------------------------------------------------------- |
|                                                  |                         | |            |                                                                         |
|                                                  | Джек Кэмпбелл           | Вратари | Кэри Прайс | Судьи: Брэд Майер Кевин Поллок Линейные судьи: Скотт Черри Кил Марчисон |
|                                                  | Голы:                   | |            | Судьи: Брэд Майер Кевин Поллок Линейные судьи: Скотт Черри Кил Марчисон |
| Вильям Нюландер — 58:24 (О. Мэттьюс, Дж. Спецца) | 0 : 1 0 : 2 0 : 3 1 : 3 | 23:02 — Брендан Галлахер (Э. Стаал) 35:25 — Кори Перри (бол.) (Н. Сузуки, Э. Густафссон) 57:22 — Тайлер Тоффоли (п.в.) (Э. Стаал, Ф. Дано) |            | Судьи: Брэд Майер Кевин Поллок Линейные судьи: Скотт Черри Кил Марчисон |
|                                                  |                         | |            | Судьи: Брэд Майер Кевин Поллок Линейные судьи: Скотт Черри Кил Марчисон |
|                                                  |                         | |            | Судьи: Брэд Майер Кевин Поллок Линейные судьи: Скотт Черри Кил Марчисон |
|                                                  |                         | |            | Судьи: Брэд Майер Кевин Поллок Линейные судьи: Скотт Черри Кил Марчисон |
| 2 мин                                            | Штраф                   | 4 мин |            | Судьи: Брэд Майер Кевин Поллок Линейные судьи: Скотт Черри Кил Марчисон |
|                                                  |                         | |            |                                                                         |
|                                                  | 31                      | Броски | 23         |                                                                         |

#### «Эдмонтон Ойлерз» (С2) — «Виннипег Джетс» (С3)
Впервые «Эдмонтон» и «Виннипег» встречаются в плей-офф. В регулярном чемпионате «Ойлерз» выиграли у «Джетс» сезонную серию со счётом 7-2.
«Виннипег» выиграл серию у «Эдмонтона» в четырёх встречах. Первые два матча серии, которые проходили на домашней площадке «Эдмонтона», выиграл «Виннипег», пропустив в общей сложности только 1 шайбу. Менее чем за 10 минут до финальной сирены матча №3 «Джетс» уступали со счётом 1:4, однако за оставшееся время хоккеисты «Виннипега» смогли отыграть дефицит в 3 шайбы и перевести игру в овертайм, где нападающий Николай Элерс принёс победу хозяевам. Четвёртый матч серии как и предыдущие два завершился победой «Виннипег Джетс» в дополнительное время. Автором победного гола в 3-м овертайме стал нападающий Кайл Коннор, выведший свою команду во второй раунд.
| 19 мая 21:00 | Эдмонтон Ойлерз | 1 : 4 (0:0, 1:1, 0:3) | Виннипег Джетс | Роджерс Плэйс |

| Отчёт                                      | Отчёт                       | Отчёт | Отчёт            | Отчёт                                                                      |
| ------------------------------------------ | --------------------------- | --- | ---------------- | -------------------------------------------------------------------------- |
|                                            |                             | |                  |                                                                            |
|                                            | Майк Смит                   | Вратари | Коннор Хеллебайк | Судьи: Грэм Скиллитер Кевин Поллок Линейные судьи: Стив Бартон Марк Шевчик |
|                                            | Голы:                       | |                  | Судьи: Грэм Скиллитер Кевин Поллок Линейные судьи: Стив Бартон Марк Шевчик |
| Ессе Пульюярви — 28:24 (Т. Бэрри, Д. Нерс) | 1 : 0 1 : 1 : 2 1 : 3 1 : 4 | 31:01 — Такер Пулман (Б. Уилер, Н. Томпсон) 49:14 — Доминик Тонинато (Л. Стэнли, Н. Томпсон) 58:13 — Кайл Коннор (п.в.) (М. Шайфли, Н. Пионк) 58:45 — Блейк Уилер (п.в.) (К. Коннор, М. Шайфли) |                  | Судьи: Грэм Скиллитер Кевин Поллок Линейные судьи: Стив Бартон Марк Шевчик |
|                                            |                             | |                  | Судьи: Грэм Скиллитер Кевин Поллок Линейные судьи: Стив Бартон Марк Шевчик |
|                                            |                             | |                  | Судьи: Грэм Скиллитер Кевин Поллок Линейные судьи: Стив Бартон Марк Шевчик |
|                                            |                             | |                  | Судьи: Грэм Скиллитер Кевин Поллок Линейные судьи: Стив Бартон Марк Шевчик |
| 0 мин                                      | Штраф                       | 2 мин |                  | Судьи: Грэм Скиллитер Кевин Поллок Линейные судьи: Стив Бартон Марк Шевчик |
|                                            |                             | |                  |                                                                            |
|                                            | 33                          | Броски | 33               |                                                                            |

| 21 мая 21:00 | Эдмонтон Ойлерз | 0 : 1 (ОТ) (0:0, 0:0, 0:0, 0:1) | Виннипег Джетс | Роджерс Плэйс |

| Отчёт | Отчёт     | Отчёт                                    | Отчёт            | Отчёт                                                                       |
| ----- | --------- | ---------------------------------------- | ---------------- | --------------------------------------------------------------------------- |
|       |           |                                          |                  |                                                                             |
|       | Майк Смит | Вратари                                  | Коннор Хеллебайк | Судьи: Грэм Скиллитер Марк Жоаннетт Линейные судьи: Марк Шевчик Стив Бартон |
|       | Голы:     |                                          |                  | Судьи: Грэм Скиллитер Марк Жоаннетт Линейные судьи: Марк Шевчик Стив Бартон |
|       | 0 : 1     | 64:06 — Пол Штястны (Э. Копп, Т. Пулман) |                  | Судьи: Грэм Скиллитер Марк Жоаннетт Линейные судьи: Марк Шевчик Стив Бартон |
|       |           |                                          |                  | Судьи: Грэм Скиллитер Марк Жоаннетт Линейные судьи: Марк Шевчик Стив Бартон |
|       |           |                                          |                  | Судьи: Грэм Скиллитер Марк Жоаннетт Линейные судьи: Марк Шевчик Стив Бартон |
|       |           |                                          |                  | Судьи: Грэм Скиллитер Марк Жоаннетт Линейные судьи: Марк Шевчик Стив Бартон |
| 6 мин | Штраф     | 8 мин                                    |                  | Судьи: Грэм Скиллитер Марк Жоаннетт Линейные судьи: Марк Шевчик Стив Бартон |
|       |           |                                          |                  |                                                                             |
|       | 38        | Броски                                   | 36               |                                                                             |

| 23 мая 19:30 | Виннипег Джетс | 5 : 4 (ОТ) (0:2, 1:1, 3:1, 1:0) | Эдмонтон Ойлерз | Белл МТС Плэйс |

| Отчёт | Отчёт                                                 | Отчёт | Отчёт     | Отчёт                                                                     |
| --- | ----------------------------------------------------- | --- | --------- | ------------------------------------------------------------------------- |
| |                                                       | |           |                                                                           |
| | Коннор Хеллебайк                                      | Вратари | Майк Смит | Судьи: Марк Жоаннетт Брэд Майер Линейные судьи: Стив Бартон Давид Брисбуа |
| | Голы:                                                 | |           | Судьи: Марк Жоаннетт Брэд Майер Линейные судьи: Стив Бартон Давид Брисбуа |
| Николай Элерс (бол.) — 37:13 (П.-Л. Дюбуа, Н. Пионк) Матьё Перро (бол.) — 51:41 (Э. Копп, П.-Л. Дюбуа) Блейк Уилер — 54:28 (Дж. Моррисси, М. Шайфли) Джош Моррисси — 54:44 (А. Лаури) Николай Элерс — 69:13 (П. Штястны) | 0 : 1 0 : 2 1 : 2 1 : 3 1 : 4 2 : 4 3 : 4 4 : 4 5 : 4 | 06:33 — Леон Драйзайтль (С. Кукку, К. Макдэвид) 09:10 — Леон Драйзайтль (бол.) (К. Ямамото, К. Макдэвид) 38:17 — Зак Кассиан (Л. Драйзайтль, К. Макдэвид) 44:43 — Джуджхар Хаира (А. Ларссон, Д. Шор) |           | Судьи: Марк Жоаннетт Брэд Майер Линейные судьи: Стив Бартон Давид Брисбуа |
| |                                                       | |           | Судьи: Марк Жоаннетт Брэд Майер Линейные судьи: Стив Бартон Давид Брисбуа |
| |                                                       | |           | Судьи: Марк Жоаннетт Брэд Майер Линейные судьи: Стив Бартон Давид Брисбуа |
| |                                                       | |           | Судьи: Марк Жоаннетт Брэд Майер Линейные судьи: Стив Бартон Давид Брисбуа |
| 6 мин | Штраф                                                 | 6 мин |           | Судьи: Марк Жоаннетт Брэд Майер Линейные судьи: Стив Бартон Давид Брисбуа |
| |                                                       | |           |                                                                           |
| | 37                                                    | Броски | 48        |                                                                           |

| 24 мая 21:45 | Виннипег Джетс | 4 : 3 (3ОТ) (2:1, 0:2, 1:0, 0:0, 0:0, 1:0) | Эдмонтон Ойлерз | Белл МТС Плэйс |

| Отчёт | Отчёт                                 | Отчёт | Отчёт     | Отчёт                                                                    |
| --- | ------------------------------------- | --- | --------- | ------------------------------------------------------------------------ |
| |                                       | |           |                                                                          |
| | Коннор Хеллебайк                      | Вратари | Майк Смит | Судьи: Эрик Фурлатт Брэд Майер Линейные судьи: Скотт Черри Давид Брисбуа |
| | Голы:                                 | |           | Судьи: Эрик Фурлатт Брэд Майер Линейные судьи: Скотт Черри Давид Брисбуа |
| Марк Шайфли (бол.) — 06:16 (Б. Уилер, Дж. Моррисси) Мейсон Эпплтон — 15:55 (Дж. Моррисси, А. Лаури) Марк Шайфли — 46:01 (К. Коннор, Б. Уилер) Кайл Коннор — 106:52 (Н. Пионк) | 1 : 0 1 : 1 2 : 1 2 : 2 : 3 : 3 4 : 3 | 07:33 — Коннор Макдэвид (Л. Драйзайтль, Е. Пульюярви) 23:44 — Райан Нюджент-Хопкинс (З. Кассиан, А. Ларссон) 36:37 — Алекс Чейссон (бол.) (Л. Драйзайтль, Р. Нюджент-Хопкинс) |           | Судьи: Эрик Фурлатт Брэд Майер Линейные судьи: Скотт Черри Давид Брисбуа |
| |                                       | |           | Судьи: Эрик Фурлатт Брэд Майер Линейные судьи: Скотт Черри Давид Брисбуа |
| |                                       | |           | Судьи: Эрик Фурлатт Брэд Майер Линейные судьи: Скотт Черри Давид Брисбуа |
| |                                       | |           | Судьи: Эрик Фурлатт Брэд Майер Линейные судьи: Скотт Черри Давид Брисбуа |
| 8 мин | Штраф                                 | 10 мин |           | Судьи: Эрик Фурлатт Брэд Майер Линейные судьи: Скотт Черри Давид Брисбуа |
| |                                       | |           |                                                                          |
| | 43                                    | Броски | 40        |                                                                          |

### Центральный дивизион

#### «Каролина Харрикейнз» (Ц1) — «Нэшвилл Предаторз» (Ц4)
Никогда ранее «Каролина» и «Нэшвилл» не встречались в плей-офф. В регулярном чемпионате 2020/21 «Каролина» выиграла у «Нэшвилла» шесть матчей из восьми.
«Каролина» выиграла серию в шести матчах. В ходе противостояния только первые два матча завершились в основное время. Самым результативным игроком серии стал нападающий «Харрикейнз» Себастьян Ахо, который в шести матчах набрал 7 (4+3) очков.
| 17 мая 20:00 | Каролина Харрикейнз | 5 : 2 (1:1, 1:1, 3:0) | Нэшвилл Предаторз | Пи-эн-си-арена Зрителей: 12 000 |

| Отчёт | Отчёт                                   | Отчёт                                                                                    | Отчёт      | Отчёт                                                                           |
| --- | --------------------------------------- | ---------------------------------------------------------------------------------------- | ---------- | ------------------------------------------------------------------------------- |
| |                                         |                                                                                          |            |                                                                                 |
| | Алекс Неделькович                       | Вратари                                                                                  | Юусе Сарос | Судьи: Гарретт Рэнк Келли Сазерленд Линейные судьи: Либор Суханек Райан Гиббонс |
| | Голы:                                   |                                                                                          |            | Судьи: Гарретт Рэнк Келли Сазерленд Линейные судьи: Либор Суханек Райан Гиббонс |
| Теуво Терявяйнен — 13:41 (Б. Пеши, С. Лоренц) Джордан Стаал — 24:19 (Б. Пеши) Нино Нидеррайтер — 42:26 (М. Нечас, В. Трочек) Джордан Стаал — 48:00 Андрей Свечников (п.в.) — 58:13 | 0 : 1 : 1 2 : 1 2 : 2 3 : 2 4 : 2 5 : 2 | 12:14 — Филип Форсберг (Р. Джохансен, Р. Эллис) 28:41 — Эрик Хаула (М. Дюшен, А. Каррье) |            | Судьи: Гарретт Рэнк Келли Сазерленд Линейные судьи: Либор Суханек Райан Гиббонс |
| |                                         |                                                                                          |            | Судьи: Гарретт Рэнк Келли Сазерленд Линейные судьи: Либор Суханек Райан Гиббонс |
| |                                         |                                                                                          |            | Судьи: Гарретт Рэнк Келли Сазерленд Линейные судьи: Либор Суханек Райан Гиббонс |
| |                                         |                                                                                          |            | Судьи: Гарретт Рэнк Келли Сазерленд Линейные судьи: Либор Суханек Райан Гиббонс |
| 10 мин | Штраф                                   | 14 мин                                                                                   |            | Судьи: Гарретт Рэнк Келли Сазерленд Линейные судьи: Либор Суханек Райан Гиббонс |
| |                                         |                                                                                          |            |                                                                                 |
| | 38                                      | Броски                                                                                   | 24         |                                                                                 |

| 19 мая 20:00 | Каролина Харрикейнз | 3 : 0 (1:0, 0:0, 2:0) | Нэшвилл Предаторз | Пи-эн-си-арена Зрителей: 12 000 |

| Отчёт | Отчёт             | Отчёт   | Отчёт      | Отчёт                                                             |
| --- | ----------------- | ------- | ---------- | ----------------------------------------------------------------- |
| |                   |         |            |                                                                   |
| | Алекс Неделькович | Вратари | Юусе Сарос | Судьи: Крис Ли Жан Эбер Линейные судьи: Мишель Кормье Райан Дэйзи |
| | Голы:             |         |            | Судьи: Крис Ли Жан Эбер Линейные судьи: Мишель Кормье Райан Дэйзи |
| Себастьян Ахо (бол.) — 08:03 (А. Свечников) Себастьян Ахо (п.в.) — 59:07 (Б. Пеши) Уоррен Фогель — 59:32 (Й. Фаст) | 1 : 0 2 : 0 3 : 0 |         |            | Судьи: Крис Ли Жан Эбер Линейные судьи: Мишель Кормье Райан Дэйзи |
| |                   |         |            | Судьи: Крис Ли Жан Эбер Линейные судьи: Мишель Кормье Райан Дэйзи |
| |                   |         |            | Судьи: Крис Ли Жан Эбер Линейные судьи: Мишель Кормье Райан Дэйзи |
| |                   |         |            | Судьи: Крис Ли Жан Эбер Линейные судьи: Мишель Кормье Райан Дэйзи |
| 18 мин | Штраф             | 10 мин  |            | Судьи: Крис Ли Жан Эбер Линейные судьи: Мишель Кормье Райан Дэйзи |
| |                   |         |            |                                                                   |
| | 31                | Броски  | 32         |                                                                   |

| 21 мая 19:00 | Нэшвилл Предаторз | 5 : 4 (2ОТ) (2:1, 1:2, 1:1, 0:0, 1:0) | Каролина Харрикейнз | Бриджстоун-арена Зрителей: 12 135 |

| Отчёт | Отчёт                                             | Отчёт | Отчёт             | Отчёт                                                                         |
| --- | ------------------------------------------------- | --- | ----------------- | ----------------------------------------------------------------------------- |
| |                                                   | |                   |                                                                               |
| | Юусе Сарос                                        | Вратари | Алекс Неделькович | Судьи: Франсис Шаррон Джон Маккайзек Линейные судьи: Брайан Пансич Эндрю Смит |
| | Голы:                                             | |                   | Судьи: Франсис Шаррон Джон Маккайзек Линейные судьи: Брайан Пансич Эндрю Смит |
| Райан Эллис — 04:35 (Т. Жанно, К. Сиссонс) Филип Форсберг — 19:35 (М. Экхольм, Ю. Сарос) Микаэль Гранлунд (бол.) — 34:42 (Э. Хаула, Р. Йоси) Райан Джохансен — 45:01 (Р. Эллис, Ф. Форсберг) Мэтт Дюшен — 94:54 (Р. Йоси, А. Каррье) | 1 : 0 1 : 1 2 : 1 2 : 2 : 3 : 3 4 : 3 4 : 4 5 : 4 | 15:44 — Себастьян Ахо 23:31 — Джордан Стаал (У. Фогель) 32:46 — Винсент Трочек (бол.) (А. Свечников, С. Ахо) 56:39 — Бретт Пеши (Т. Терявяйнен, С. Ахо) |                   | Судьи: Франсис Шаррон Джон Маккайзек Линейные судьи: Брайан Пансич Эндрю Смит |
| |                                                   | |                   | Судьи: Франсис Шаррон Джон Маккайзек Линейные судьи: Брайан Пансич Эндрю Смит |
| |                                                   | |                   | Судьи: Франсис Шаррон Джон Маккайзек Линейные судьи: Брайан Пансич Эндрю Смит |
| |                                                   | |                   | Судьи: Франсис Шаррон Джон Маккайзек Линейные судьи: Брайан Пансич Эндрю Смит |
| 6 мин | Штраф                                             | 14 мин |                   | Судьи: Франсис Шаррон Джон Маккайзек Линейные судьи: Брайан Пансич Эндрю Смит |
| |                                                   | |                   |                                                                               |
| | 54                                                | Броски | 56                |                                                                               |

| 23 мая 14:30 | Нэшвилл Предаторз | 4 : 3 (2ОТ) (1:1, 1:1, 1:1, 0:0, 1:0) | Каролина Харрикейнз | Бриджстоун-арена Зрителей: 12 135 |

| Отчёт | Отчёт                                 | Отчёт | Отчёт             | Отчёт                                                                            |
| --- | ------------------------------------- | --- | ----------------- | -------------------------------------------------------------------------------- |
| |                                       | |                   |                                                                                  |
| | Юусе Сарос                            | Вратари | Алекс Неделькович | Судьи: Горд Дуайер Ти Джей Лаксмор Линейные судьи: Брайан Пансич Шендор Альфонсо |
| | Голы:                                 | |                   | Судьи: Горд Дуайер Ти Джей Лаксмор Линейные судьи: Брайан Пансич Шендор Альфонсо |
| Люк Кунин — 00:57 (М. Гранлунд, Р. Эллис) Райан Джохансен — 24:53 (М. Дюшен, М. Экхольм) Ник Казинс (бол.) — 43:15 (Э. Хаула, М. Экхольм) Люк Кунин — 96:10 (М. Гранлунд, К. Йернкрук) | 1 : 0 1 : 1 2 : 1 2 : 2 : 3 : 3 4 : 3 | 18:03 — Винсент Трочек (М. Нечас) 38:05 — Брок Макгинн (С. Лоренц, Дж. Мартинук) 40:13 — Брок Макгинн (Дж. Мартинук, Дж. Стаал) |                   | Судьи: Горд Дуайер Ти Джей Лаксмор Линейные судьи: Брайан Пансич Шендор Альфонсо |
| |                                       | |                   | Судьи: Горд Дуайер Ти Джей Лаксмор Линейные судьи: Брайан Пансич Шендор Альфонсо |
| |                                       | |                   | Судьи: Горд Дуайер Ти Джей Лаксмор Линейные судьи: Брайан Пансич Шендор Альфонсо |
| |                                       | |                   | Судьи: Горд Дуайер Ти Джей Лаксмор Линейные судьи: Брайан Пансич Шендор Альфонсо |
| 10 мин | Штраф                                 | 6 мин |                   | Судьи: Горд Дуайер Ти Джей Лаксмор Линейные судьи: Брайан Пансич Шендор Альфонсо |
| |                                       | |                   |                                                                                  |
| | 43                                    | Броски | 61                |                                                                                  |

| 25 мая 20:00 | Каролина Харрикейнз | 3 : 2 (ОТ) (1:1, 0:1, 1:0, 1:0) | Нэшвилл Предаторз | Пи-эн-си-арена Зрителей: 12 000 |

| Отчёт                                                                                             | Отчёт                     | Отчёт                                                          | Отчёт      | Отчёт                                                                        |
| ------------------------------------------------------------------------------------------------- | ------------------------- | -------------------------------------------------------------- | ---------- | ---------------------------------------------------------------------------- |
|                                                                                                   |                           |                                                                |            |                                                                              |
|                                                                                                   | Алекс Неделькович         | Вратари                                                        | Юусе Сарос | Судьи: Уэс Макколи Фредерик Л’Экюйе Линейные судьи: Эндрю Смит Брайан Пансич |
|                                                                                                   | Голы:                     |                                                                |            | Судьи: Уэс Макколи Фредерик Л’Экюйе Линейные судьи: Эндрю Смит Брайан Пансич |
| Мартин Нечас (бол.) — 14:21 (Д. Хэмилтон) Мартин Нечас — 52:55 (Дж. Слэвин) Джордан Стаал — 62:03 | 0 : 1 : 1 1 : 2 : 2 3 : 2 | 11:44 — Яков Тренин (Р. Йоси) 20:53 — Яков Тренин (К. Сиссонс) |            | Судьи: Уэс Макколи Фредерик Л’Экюйе Линейные судьи: Эндрю Смит Брайан Пансич |
|                                                                                                   |                           |                                                                |            | Судьи: Уэс Макколи Фредерик Л’Экюйе Линейные судьи: Эндрю Смит Брайан Пансич |
|                                                                                                   |                           |                                                                |            | Судьи: Уэс Макколи Фредерик Л’Экюйе Линейные судьи: Эндрю Смит Брайан Пансич |
|                                                                                                   |                           |                                                                |            | Судьи: Уэс Макколи Фредерик Л’Экюйе Линейные судьи: Эндрю Смит Брайан Пансич |
| 8 мин                                                                                             | Штраф                     | 8 мин                                                          |            | Судьи: Уэс Макколи Фредерик Л’Экюйе Линейные судьи: Эндрю Смит Брайан Пансич |
|                                                                                                   |                           |                                                                |            |                                                                              |
|                                                                                                   | 37                        | Броски                                                         | 25         |                                                                              |

| 27 мая 21:30 | Нэшвилл Предаторз | 3 : 4 (ОТ) (1:1, 2:1, 0:1, 0:1) | Каролина Харрикейнз | Бриджстоун-арена Зрителей: 14 107 |

| Отчёт | Отчёт                                   | Отчёт | Отчёт             | Отчёт                                                                       |
| --- | --------------------------------------- | --- | ----------------- | --------------------------------------------------------------------------- |
| |                                         | |                   |                                                                             |
| | Юусе Сарос                              | Вратари | Алекс Неделькович | Судьи: Стив Козари Брайан Покмара Линейные судьи: Беван Миллз Джонни Мюррей |
| | Голы:                                   | |                   | Судьи: Стив Козари Брайан Покмара Линейные судьи: Беван Миллз Джонни Мюррей |
| Ник Казинс — 01:44 (Э. Хаула, Б. Харпур) Микаэль Гранлунд — 21:13 (Р. Эллис) Райан Джохансен (бол.) — 27:32 (Р. Йоси. М. Гранлунд) | 1 : 0 1 : 1 2 : 1 3 : 1 3 : 2 3 : 3 : 4 | 04:21 — Брок Макгинн (М. Нечас) 33:34 — Себастьян Ахо (бол.) (Д. Хэмилтон) 53:59 — Дуги Хэмилтон (Дж. Слэвин, Б. Макгинн) 61:06 — Себастьян Ахо (Дж. Слэвин) |                   | Судьи: Стив Козари Брайан Покмара Линейные судьи: Беван Миллз Джонни Мюррей |
| |                                         | |                   | Судьи: Стив Козари Брайан Покмара Линейные судьи: Беван Миллз Джонни Мюррей |
| |                                         | |                   | Судьи: Стив Козари Брайан Покмара Линейные судьи: Беван Миллз Джонни Мюррей |
| |                                         | |                   | Судьи: Стив Козари Брайан Покмара Линейные судьи: Беван Миллз Джонни Мюррей |
| 6 мин | Штраф                                   | 8 мин |                   | Судьи: Стив Козари Брайан Покмара Линейные судьи: Беван Миллз Джонни Мюррей |
| |                                         | |                   |                                                                             |
| | 27                                      | Броски | 31                |                                                                             |

#### «Флорида Пантерз» (Ц2) — «Тампа-Бэй Лайтнинг» (Ц3)
Первая встреча «Флориды» и «Тампы» в розыгрыше Кубка Стэнли. В регулярном чемпионате 2020/21 «Пантерз» выиграли у «Лайтнинг» сезонную серию со счётом 5-3.
«Тампа» выиграла серию со счётом 4-2. После первого матча в составе «Пантерз» на один матч был дисквалифицирован нападающий Сэм Беннетт, за толчок на борт форварда «Лайтнинг» Блейка Коулмана. В третьей игре серии в воротах «Флориды» свой первый матч в плей-офф провёл вратарь-новичок Спенсер Найт. Отразив 36 из 37 бросков он принёс своей команде победу, благодаря чему стал вторым среди самых молодых вратарей, выигравших дебютный матч плей-офф. Самым результативным игроком серии стал нападающий «Лайтнинг» Никита Кучеров, который в шести матчах набрал 11 (3+8) очков.
| 16 мая 19:30 | Флорида Пантерз | 4 : 5 (2:1, 0:2, 2:2) | Тампа-Бэй Лайтнинг | BB&T-центр Зрителей: 9646 |

| Отчёт | Отчёт                                         | Отчёт | Отчёт              | Отчёт                                                               |
| --- | --------------------------------------------- | --- | ------------------ | ------------------------------------------------------------------- |
| |                                               | |                    |                                                                     |
| | Сергей Бобровский                             | Вратари | Андрей Василевский | Судьи: Дэн О’Рурк Кайл Реман Линейные судьи: Брэд Ковачик Кори Наги |
| | Голы:                                         | |                    | Судьи: Дэн О’Рурк Кайл Реман Линейные судьи: Брэд Ковачик Кори Наги |
| Александр Барков (бол.) — 09:41 (Дж. Юбердо, К. Яндл) Картер Верхеги — 16:31 (А. Барков, К. Яндл) Джонатан Юбердо — 41:27 (С. Беннетт, О. Типпетт) Оуэн Типпетт — 44:09 (С. Беннетт, Дж. Юбердо) | 0 : 1 : 1 2 : 1 2 : 2 : 3 : 3 4 : 3 4 : 4 : 5 | 07:42 — Блейк Коулман (мен.) (Я. Гурд, Р. Макдона) 24:58 — Никита Кучеров (бол.) (В. Хедман, С. Стэмкос) 34:51 — Никита Кучеров (бол.) (В. Хедман, С. Стэмкос) 53:00 — Брэйден Пойнт (бол.) (Н. Кучеров, В. Хедман) 58:46 — Брэйден Пойнт (Р. Макдона) |                    | Судьи: Дэн О’Рурк Кайл Реман Линейные судьи: Брэд Ковачик Кори Наги |
| |                                               | |                    | Судьи: Дэн О’Рурк Кайл Реман Линейные судьи: Брэд Ковачик Кори Наги |
| |                                               | |                    | Судьи: Дэн О’Рурк Кайл Реман Линейные судьи: Брэд Ковачик Кори Наги |
| |                                               | |                    | Судьи: Дэн О’Рурк Кайл Реман Линейные судьи: Брэд Ковачик Кори Наги |
| 18 мин | Штраф                                         | 16 мин |                    | Судьи: Дэн О’Рурк Кайл Реман Линейные судьи: Брэд Ковачик Кори Наги |
| |                                               | |                    |                                                                     |
| | 39                                            | Броски | 40                 |                                                                     |

| 18 мая 20:00 | Флорида Пантерз | 1 : 3 (0:2, 1:0, 0:1) | Тампа-Бэй Лайтнинг | BB&T-центр Зрителей: 9646 |

| Отчёт                                           | Отчёт                   | Отчёт | Отчёт              | Отчёт                                                                    |
| ----------------------------------------------- | ----------------------- | --- | ------------------ | ------------------------------------------------------------------------ |
|                                                 |                         | |                    |                                                                          |
|                                                 | Крис Дригер             | Вратари | Андрей Василевский | Судьи: Стив Козари Брайан Покмара Линейные судьи: Брэд Ковачик Кори Наги |
|                                                 | Голы:                   | |                    | Судьи: Стив Козари Брайан Покмара Линейные судьи: Брэд Ковачик Кори Наги |
| Мейсон Марчмент — 34:21 (К. Верхеги, А. Барков) | 0 : 1 0 : 2 1 : 2 1 : 3 | 04:52 — Стивен Стэмкос (А. Киллорн, Д. Савар) 14:57 — Ондржей Палат (Б. Пойнт, Н. Кучеров) 58:35 — Янни Гурд (п.в.) (О. Палат) |                    | Судьи: Стив Козари Брайан Покмара Линейные судьи: Брэд Ковачик Кори Наги |
|                                                 |                         | |                    | Судьи: Стив Козари Брайан Покмара Линейные судьи: Брэд Ковачик Кори Наги |
|                                                 |                         | |                    | Судьи: Стив Козари Брайан Покмара Линейные судьи: Брэд Ковачик Кори Наги |
|                                                 |                         | |                    | Судьи: Стив Козари Брайан Покмара Линейные судьи: Брэд Ковачик Кори Наги |
| 18 мин                                          | Штраф                   | 8 мин |                    | Судьи: Стив Козари Брайан Покмара Линейные судьи: Брэд Ковачик Кори Наги |
|                                                 |                         | |                    |                                                                          |
|                                                 | 33                      | Броски | 29                 |                                                                          |

| 20 мая 18:30 | Тампа-Бэй Лайтнинг | 5 : 6 (ОТ) (0:2, 5:1, 0:2, 0:1) | Флорида Пантерз | Амали-арена Зрителей: 9508 |

| Отчёт | Отчёт                                                           | Отчёт | Отчёт                                                     | Отчёт                                                                             |
| --- | --------------------------------------------------------------- | --- | --------------------------------------------------------- | --------------------------------------------------------------------------------- |
| |                                                                 | |                                                           |                                                                                   |
| | Андрей Василевский                                              | Вратари | 00:00-40:00 — Крис Дригер 40:00-65:56 — Сергей Бобровский | Судьи: Стив Козари Брайан Покмара Линейные судьи: Брэндон Гаврилец Мэтт Макферсон |
| | Голы:                                                           | |                                                           | Судьи: Стив Козари Брайан Покмара Линейные судьи: Брэндон Гаврилец Мэтт Макферсон |
| Энтони Сирелли — 21:57 (В. Хедман, А. Киллорн) Росс Колтон — 25:46 (Б. Коулман) Стивен Стэмкос — 28:38 (Р. Макдона) Брэйден Пойнт (бол.) — 34:17 (Н. Кучеров, В. Хедман) Алекс Киллорн (бол.) — 38:17 (В. Хедман, Б. Пойнт) | 0 : 1 0 : 2 1 : 2 2 : 2 3 : 2 3 : 3 4 : 3 5 : 3 5 : 4 5 : 5 : 6 | 04:31 — Сэм Беннетт (Дж. Юбердо, О. Типпетт) 07:05 — Радко Гудас (Г. Форслинг, Дж. Юбердо) 32:34 — Александр Веннберг (бол.) (М. Уигер, О. Типпетт) 41:45 — Патрик Хёрнквист (бол.) (Дж. Юбердо, А. Барков) 56:53 — Густав Форслинг (А. Веннберг, П. Хёрнквист) 65:56 — Райан Ломберг (Ф. Ватрано, Р. Гудас) |                                                           | Судьи: Стив Козари Брайан Покмара Линейные судьи: Брэндон Гаврилец Мэтт Макферсон |
| |                                                                 | |                                                           | Судьи: Стив Козари Брайан Покмара Линейные судьи: Брэндон Гаврилец Мэтт Макферсон |
| |                                                                 | |                                                           | Судьи: Стив Козари Брайан Покмара Линейные судьи: Брэндон Гаврилец Мэтт Макферсон |
| |                                                                 | |                                                           | Судьи: Стив Козари Брайан Покмара Линейные судьи: Брэндон Гаврилец Мэтт Макферсон |
| 6 мин | Штраф                                                           | 8 мин |                                                           | Судьи: Стив Козари Брайан Покмара Линейные судьи: Брэндон Гаврилец Мэтт Макферсон |
| |                                                                 | |                                                           |                                                                                   |
| | 31                                                              | Броски | 47                                                        |                                                                                   |

| 22 мая 12:30 | Тампа-Бэй Лайтнинг | 6 : 2 (3:1, 2:1, 1:0) | Флорида Пантерз | Амали-арена Зрителей: 9762 |

| Отчёт | Отчёт                                           | Отчёт | Отчёт                                                     | Отчёт                                                                               |
| --- | ----------------------------------------------- | --- | --------------------------------------------------------- | ----------------------------------------------------------------------------------- |
| |                                                 | |                                                           |                                                                                     |
| | Андрей Василевский                              | Вратари | 00:00-27:15 — Сергей Бобровский 27:15-60:00 — Крис Дригер | Судьи: Гарретт Рэнк Келли Сазерленд Линейные судьи: Мэтт Макферсон Брэндон Гаврилец |
| | Голы:                                           | |                                                           | Судьи: Гарретт Рэнк Келли Сазерленд Линейные судьи: Мэтт Макферсон Брэндон Гаврилец |
| Энтони Сирелли — 03:00 (А. Киллорн, Э. Чернак) Янни Гурд — 07:24 (Н. Кучеров, М. Сергачёв) Ондржей Палат — 16:45 (Э. Чернак, Н. Кучеров) Алекс Киллорн (бол.) — 25:41 (Н. Кучеров, В. Хедман) Алекс Киллорн — 27:15 (С. Стэмкос, Э. Сирелли) Никита Кучеров (бол.) — 44:47 (С. Стэмкос, А. Киллорн) | 1 : 0 2 : 0 2 : 1 3 : 1 4 : 1 5 : 1 5 : 2 6 : 2 | 08:49 — Джонатан Юбердо (бол.) (П. Хёрнквист, С. Беннетт) 38:45 — Картер Верхеги (бол.) (А. Барков, Дж. Юбердо) |                                                           | Судьи: Гарретт Рэнк Келли Сазерленд Линейные судьи: Мэтт Макферсон Брэндон Гаврилец |
| |                                                 | |                                                           | Судьи: Гарретт Рэнк Келли Сазерленд Линейные судьи: Мэтт Макферсон Брэндон Гаврилец |
| |                                                 | |                                                           | Судьи: Гарретт Рэнк Келли Сазерленд Линейные судьи: Мэтт Макферсон Брэндон Гаврилец |
| |                                                 | |                                                           | Судьи: Гарретт Рэнк Келли Сазерленд Линейные судьи: Мэтт Макферсон Брэндон Гаврилец |
| 28 мин | Штраф                                           | 26 мин |                                                           | Судьи: Гарретт Рэнк Келли Сазерленд Линейные судьи: Мэтт Макферсон Брэндон Гаврилец |
| |                                                 | |                                                           |                                                                                     |
| | 26                                              | Броски | 41                                                        |                                                                                     |

| 24 мая 20:00 | Флорида Пантерз | 4 : 1 (0:1, 2:0, 2:0) | Тампа-Бэй Лайтнинг | BB&T-центр Зрителей: 11 551 |

| Отчёт | Отчёт                       | Отчёт                                        | Отчёт              | Отчёт                                                                              |
| --- | --------------------------- | -------------------------------------------- | ------------------ | ---------------------------------------------------------------------------------- |
| |                             |                                              |                    |                                                                                    |
| | Спенсер Найт                | Вратари                                      | Андрей Василевский | Судьи: Франсуа Сан-Лоран Келли Сазерленд Линейные судьи: Джонни Мюррей Беван Миллз |
| | Голы:                       |                                              |                    | Судьи: Франсуа Сан-Лоран Келли Сазерленд Линейные судьи: Джонни Мюррей Беван Миллз |
| Маккензи Уигер — 26:19 (Дж. Юбердо, С. Беннетт) Мейсон Марчмент — 36:55 (А. Барков, М. Уигер) Патрик Хёрнквист (бол.) — 40:35 (А. Барков, Дж. Юбердо) Фрэнк Ватрано (п.в.) — 59:45 (П. Хёрнквист) | 0 : 1 : 1 2 : 1 3 : 1 4 : 1 | 00:53 — Росс Колтон (Б. Коулман, Р. Макдона) |                    | Судьи: Франсуа Сан-Лоран Келли Сазерленд Линейные судьи: Джонни Мюррей Беван Миллз |
| |                             |                                              |                    | Судьи: Франсуа Сан-Лоран Келли Сазерленд Линейные судьи: Джонни Мюррей Беван Миллз |
| |                             |                                              |                    | Судьи: Франсуа Сан-Лоран Келли Сазерленд Линейные судьи: Джонни Мюррей Беван Миллз |
| |                             |                                              |                    | Судьи: Франсуа Сан-Лоран Келли Сазерленд Линейные судьи: Джонни Мюррей Беван Миллз |
| 6 мин | Штраф                       | 22 мин                                       |                    | Судьи: Франсуа Сан-Лоран Келли Сазерленд Линейные судьи: Джонни Мюррей Беван Миллз |
| |                             |                                              |                    |                                                                                    |
| | 38                          | Броски                                       | 37                 |                                                                                    |

| 26 мая 20:00 | Тампа-Бэй Лайтнинг | 4 : 0 (1:0, 1:0, 2:0) | Флорида Пантерз | Амали-арена Зрителей: 10 092 |

| Отчёт | Отчёт                   | Отчёт   | Отчёт        | Отчёт                                                                              |
| --- | ----------------------- | ------- | ------------ | ---------------------------------------------------------------------------------- |
| |                         |         |              |                                                                                    |
| | Андрей Василевский      | Вратари | Спенсер Найт | Судьи: Франсис Шаррон Джон Макайзек Линейные судьи: Шендор Альфонсо Мэтт Макферсон |
| | Голы:                   |         |              | Судьи: Франсис Шаррон Джон Макайзек Линейные судьи: Шендор Альфонсо Мэтт Макферсон |
| Патрик Марун — 06:16 (Т. Джонсон, М. Сергачёв) Стивен Стэмкос (бол.) — 33:27 (В. Хедман, Н. Кучеров) Брэйден Пойнт — 54:36 (Н. Кучеров, Э. Чернак) Алекс Киллорн (п.в.) — 58:18 (Э. Чернак, С. Стэмкос) | 1 : 0 2 : 0 3 : 0 4 : 0 |         |              | Судьи: Франсис Шаррон Джон Макайзек Линейные судьи: Шендор Альфонсо Мэтт Макферсон |
| |                         |         |              | Судьи: Франсис Шаррон Джон Макайзек Линейные судьи: Шендор Альфонсо Мэтт Макферсон |
| |                         |         |              | Судьи: Франсис Шаррон Джон Макайзек Линейные судьи: Шендор Альфонсо Мэтт Макферсон |
| |                         |         |              | Судьи: Франсис Шаррон Джон Макайзек Линейные судьи: Шендор Альфонсо Мэтт Макферсон |
| 4 мин | Штраф                   | 6 мин   |              | Судьи: Франсис Шаррон Джон Макайзек Линейные судьи: Шендор Альфонсо Мэтт Макферсон |
| |                         |         |              |                                                                                    |
| | 24                      | Броски  | 29           |                                                                                    |

## Второй раунд
Начало матчей указано по Североамериканскому восточному времени (UTC-4).

### Восточный дивизион

#### «Бостон Брюинз» (В3) — «Нью-Йорк Айлендерс» (В4)
Третья встреча в плей-офф «Бостон Брюинз» и «Нью-Йорк Айлендерс». Обе предыдущие выиграли «Айлендерс», последняя из которых состоялась финале Конференции Принца Уэльского 1983 года и завершилась в шести матчах. Сезонная серия в регулярном чемпионате 2020/21 закончилась со счётом 5-3 в пользу «Нью-Йорк Айлендерс».
«Айлендерс» выиграли серию в шести матчах. Самыми результативными игроками серии стали нападающие «Бостона» Давид Пастрняк и Брэд Маршан, которые в шести играх набрали по 9 (5+4) очков.
| 29 мая 20:00 | Бостон Брюинз | 5 : 2 (1:1, 1:1, 3:0) | Нью-Йорк Айлендерс | ТД-гарден Зрителей: 17 400 |

| Отчёт | Отчёт                                   | Отчёт                                                                                            | Отчёт        | Отчёт                                                                            |
| --- | --------------------------------------- | ------------------------------------------------------------------------------------------------ | ------------ | -------------------------------------------------------------------------------- |
| |                                         |                                                                                                  |              |                                                                                  |
| | Туукка Раск                             | Вратари                                                                                          | Илья Сорокин | Судьи: Франсуа Сан-Лоран Франсис Шаррон Линейные судьи: Брайан Пансич Эндрю Смит |
| | Голы:                                   |                                                                                                  |              | Судьи: Франсуа Сан-Лоран Франсис Шаррон Линейные судьи: Брайан Пансич Эндрю Смит |
| Давид Пастрняк (бол.) — 19:36 (Д. Крейчи, П. Бержерон) Давид Пастрняк — 31:08 (П. Бержерон, Б. Маршан) Чарли Макэвой — 46:02 (Д. Крейчи) Давид Пастрняк — 55:50 Тэйлор Холл (п.в.) (бол.) — 58:35 (Д. Крейчи, М. Райлли) | 0 : 1 : 1 2 : 1 2 : 2 3 : 2 4 : 2 5 : 2 | 11:48 — Энтони Бовилье (бол.) (Н. Добсон, Д. Эберле) 32:34 — Адам Пелек (Дж. Эберле, Л. Комаров) |              | Судьи: Франсуа Сан-Лоран Франсис Шаррон Линейные судьи: Брайан Пансич Эндрю Смит |
| |                                         |                                                                                                  |              | Судьи: Франсуа Сан-Лоран Франсис Шаррон Линейные судьи: Брайан Пансич Эндрю Смит |
| |                                         |                                                                                                  |              | Судьи: Франсуа Сан-Лоран Франсис Шаррон Линейные судьи: Брайан Пансич Эндрю Смит |
| |                                         |                                                                                                  |              | Судьи: Франсуа Сан-Лоран Франсис Шаррон Линейные судьи: Брайан Пансич Эндрю Смит |
| 6 мин | Штраф                                   | 4 мин                                                                                            |              | Судьи: Франсуа Сан-Лоран Франсис Шаррон Линейные судьи: Брайан Пансич Эндрю Смит |
| |                                         |                                                                                                  |              |                                                                                  |
| | 40                                      | Броски                                                                                           | 22           |                                                                                  |

| 31 мая 19:30 | Бостон Брюинз | 3 : 4 (ОТ) (1:0, 0:3, 2:0, 0:1) | Нью-Йорк Айлендерс | ТД-гарден Зрителей: 17 400 |

| Отчёт | Отчёт                                   | Отчёт | Отчёт          | Отчёт                                                                      |
| --- | --------------------------------------- | --- | -------------- | -------------------------------------------------------------------------- |
| |                                         | |                |                                                                            |
| | Туукка Раск                             | Вратари | Семён Варламов | Судьи: Дэн О’Рурк Горд Дуайер Линейные судьи: Мишель Кормье Мэтт Макферсон |
| | Голы:                                   | |                | Судьи: Дэн О’Рурк Горд Дуайер Линейные судьи: Мишель Кормье Мэтт Макферсон |
| Чарли Койл — 02:38 (Н. Ритчи, К. Кульман) Патрис Бержерон — 50:34 (Б. Маршан, Д. Пастрняк) Брэд Маршан (бол.) — 55:06 (Ч. Макэвой) | 1 : 0 1 : 1 : 2 1 : 3 2 : 3 3 : 3 3 : 4 | 26:52 — Джош Бэйли (бол.) (К. Палмьери, Б. Нельсон) 31:00 — Кайл Палмьери (Н. Ледди, Ж.-Г. Пажо) 37:21 — Жан-Габриэль Пажо (бол.) (Э. Бовилье, М. Барзал) 74:48 — Кейси Сизикас |                | Судьи: Дэн О’Рурк Горд Дуайер Линейные судьи: Мишель Кормье Мэтт Макферсон |
| |                                         | |                | Судьи: Дэн О’Рурк Горд Дуайер Линейные судьи: Мишель Кормье Мэтт Макферсон |
| |                                         | |                | Судьи: Дэн О’Рурк Горд Дуайер Линейные судьи: Мишель Кормье Мэтт Макферсон |
| |                                         | |                | Судьи: Дэн О’Рурк Горд Дуайер Линейные судьи: Мишель Кормье Мэтт Макферсон |
| 10 мин | Штраф                                   | 8 мин |                | Судьи: Дэн О’Рурк Горд Дуайер Линейные судьи: Мишель Кормье Мэтт Макферсон |
| |                                         | |                |                                                                            |
| | 42                                      | Броски | 39             |                                                                            |

| 3 июня 19:30 | Нью-Йорк Айлендерс | 1 : 2 (ОТ) (0:1, 0:0, 1:0, 0:1) | Бостон Брюинз | Нассау Ветеранз Мемориал Колизеум Зрителей: 12 000 |

| Отчёт                                        | Отчёт           | Отчёт                                                                                  | Отчёт       | Отчёт                                                                           |
| -------------------------------------------- | --------------- | -------------------------------------------------------------------------------------- | ----------- | ------------------------------------------------------------------------------- |
|                                              |                 |                                                                                        |             |                                                                                 |
|                                              | Семён Варламов  | Вратари                                                                                | Туукка Раск | Судьи: Брайан Покмара Келли Сазерленд Линейные судьи: Марк Шевчик Райан Гиббонс |
|                                              | Голы:           |                                                                                        |             | Судьи: Брайан Покмара Келли Сазерленд Линейные судьи: Марк Шевчик Райан Гиббонс |
| Мэтью Барзал — 54:34 (К. Палмьери, Р. Пулок) | 0 : 1 : 1 1 : 2 | 05:52 — Крэйг Смит (Т. Холл, М. Гризлик) 63:36 — Брэд Маршан (Ч. Макэвой, П. Бержерон) |             | Судьи: Брайан Покмара Келли Сазерленд Линейные судьи: Марк Шевчик Райан Гиббонс |
|                                              |                 |                                                                                        |             | Судьи: Брайан Покмара Келли Сазерленд Линейные судьи: Марк Шевчик Райан Гиббонс |
|                                              |                 |                                                                                        |             | Судьи: Брайан Покмара Келли Сазерленд Линейные судьи: Марк Шевчик Райан Гиббонс |
|                                              |                 |                                                                                        |             | Судьи: Брайан Покмара Келли Сазерленд Линейные судьи: Марк Шевчик Райан Гиббонс |
| 4 мин                                        | Штраф           | 6 мин                                                                                  |             | Судьи: Брайан Покмара Келли Сазерленд Линейные судьи: Марк Шевчик Райан Гиббонс |
|                                              |                 |                                                                                        |             |                                                                                 |
|                                              | 29              | Броски                                                                                 | 41          |                                                                                 |

| 5 июня 19:15 | Нью-Йорк Айлендерс | 4 : 1 (0:0, 1:1, 3:0) | Бостон Брюинз | Нассау Ветеранз Мемориал Колизеум Зрителей: 12 000 |

| Отчёт | Отчёт                       | Отчёт                                                | Отчёт       | Отчёт                                                            |
| --- | --------------------------- | ---------------------------------------------------- | ----------- | ---------------------------------------------------------------- |
| |                             |                                                      |             |                                                                  |
| | Семён Варламов              | Вратари                                              | Туукка Раск | Судьи: Жан Эбер Крис Ли Линейные судьи: Эндрю Смит Брайан Пансич |
| | Голы:                       |                                                      |             | Судьи: Жан Эбер Крис Ли Линейные судьи: Эндрю Смит Брайан Пансич |
| Кайл Палмьери — 26:38 (М. Барзал, Дж. Эберле) Мэтю Барзал — 53:13 (С. Мэйфилд, Н. Добсон) Кейси Сизикас (п.в.) — 58:57 (К. Клаттербак) Жан-Габриэль Пажо (п.в.) — 59:57 (Л. Комаров) | 0 : 1 : 1 2 : 1 3 : 1 4 : 1 | 23:57 — Давид Крейчи (бол.) (Б. Маршан, Д. Пастрняк) |             | Судьи: Жан Эбер Крис Ли Линейные судьи: Эндрю Смит Брайан Пансич |
| |                             |                                                      |             | Судьи: Жан Эбер Крис Ли Линейные судьи: Эндрю Смит Брайан Пансич |
| |                             |                                                      |             | Судьи: Жан Эбер Крис Ли Линейные судьи: Эндрю Смит Брайан Пансич |
| |                             |                                                      |             | Судьи: Жан Эбер Крис Ли Линейные судьи: Эндрю Смит Брайан Пансич |
| 16 мин | Штраф                       | 14 мин                                               |             | Судьи: Жан Эбер Крис Ли Линейные судьи: Эндрю Смит Брайан Пансич |
| |                             |                                                      |             |                                                                  |
| | 34                          | Броски                                               | 29          |                                                                  |

| 7 июня 18:30 | Бостон Брюинз | 4 : 5 (1:1, 1:3, 2:1) | Нью-Йорк Айлендерс | ТД-гарден Зрителей: 17 400 |

| Отчёт | Отчёт                                                   | Отчёт | Отчёт          | Отчёт                                                                            |
| --- | ------------------------------------------------------- | --- | -------------- | -------------------------------------------------------------------------------- |
| |                                                         | |                |                                                                                  |
| | Туукка Раск — 00:00-40:00 Джереми Свэйман — 40:00-60:00 | Вратари | Семён Варламов | Судьи: Франсис Шаррон Франсуа Сан-Лоран Линейные судьи: Девин Берг Давид Брисбуа |
| | Голы:                                                   | |                | Судьи: Франсис Шаррон Франсуа Сан-Лоран Линейные судьи: Девин Берг Давид Брисбуа |
| Давид Пастрняк — 01:25 (Ч. Макэвой, Б. Маршан) Брэд Маршан — 27:27 (Д. Пастрняк, Ч. Макэвой) Давид Пастрняк (бол.) — 43:48 (Ч. Макэвой, П. Бержерон) Давид Крейчи — 54:43 (К. Смит, М. Райлли) | 1 : 0 1 : 1 : 2 : 2 2 : 3 2 : 4 2 : 5 3 : 5 4 : 5       | 18:49 — Мэтью Барзал (бол.) (Н. Добсон, Дж. Эберле) 24:49 — Кайл Палмьери (бол.) (Дж. Бэйли, Н. Ледди) 34:30 — Джош Бэйли (Ж.-Г. Пажо, Э. Бовилье) 36:38 — Джордан Эберле (бол.) (М. Барзал, Н. Добсон) 41:59 — Брок Нельсон (Э. Бовилье, А. Пелек) |                | Судьи: Франсис Шаррон Франсуа Сан-Лоран Линейные судьи: Девин Берг Давид Брисбуа |
| |                                                         | |                | Судьи: Франсис Шаррон Франсуа Сан-Лоран Линейные судьи: Девин Берг Давид Брисбуа |
| |                                                         | |                | Судьи: Франсис Шаррон Франсуа Сан-Лоран Линейные судьи: Девин Берг Давид Брисбуа |
| |                                                         | |                | Судьи: Франсис Шаррон Франсуа Сан-Лоран Линейные судьи: Девин Берг Давид Брисбуа |
| 8 мин | Штраф                                                   | 4 мин |                | Судьи: Франсис Шаррон Франсуа Сан-Лоран Линейные судьи: Девин Берг Давид Брисбуа |
| |                                                         | |                |                                                                                  |
| | 44                                                      | Броски | 19             |                                                                                  |

| 9 июня 19:30 | Нью-Йорк Айлендерс | 6 : 2 (1:1, 3:0, 2:1) | Бостон Брюинз | Нассау Ветеранз Мемориал Колизеум Зрителей: 12 000 |

| Отчёт | Отчёт                                           | Отчёт                                                                                                  | Отчёт       | Отчёт                                                                  |
| --- | ----------------------------------------------- | --- | ----------- | ---------------------------------------------------------------------- |
| |                                                 | |             |                                                                        |
| | Семён Варламов                                  | Вратари                                                                                                | Туукка Раск | Судьи: Горд Дуайер Дэн О’Рурк Линейные судьи: Брайан Пансич Эндрю Смит |
| | Голы:                                           | |             | Судьи: Горд Дуайер Дэн О’Рурк Линейные судьи: Брайан Пансич Эндрю Смит |
| Трэвис Зэйджек — 08:52 (Н. Добсон, Ж.-Г. Пажо) Брок Нельсон — 25:20 (Дж. Бэйли, Н. Ледди) Брок Нельсон — 32:39 (Дж. Бэйли) Кайл Палмьери — 36:07 Кэл Клаттербак (п.в.) — 59:01 (Ж.-Г. Пажо, К. Сизикас) Райан Пулок (п.в.) — 59:12 | 1 : 0 1 : 1 2 : 1 3 : 1 4 : 1 4 : 2 5 : 2 6 : 2 | 17:36 — Брэд Маршан (бол.) (Д. Пастрняк, Д. Крейчи) 45:38 — Брэд Маршан (бол.) (Д. Крейчи, Ч. Макэвой) |             | Судьи: Горд Дуайер Дэн О’Рурк Линейные судьи: Брайан Пансич Эндрю Смит |
| |                                                 | |             | Судьи: Горд Дуайер Дэн О’Рурк Линейные судьи: Брайан Пансич Эндрю Смит |
| |                                                 | |             | Судьи: Горд Дуайер Дэн О’Рурк Линейные судьи: Брайан Пансич Эндрю Смит |
| |                                                 | |             | Судьи: Горд Дуайер Дэн О’Рурк Линейные судьи: Брайан Пансич Эндрю Смит |
| 6 мин | Штраф                                           | 2 мин                                                                                                  |             | Судьи: Горд Дуайер Дэн О’Рурк Линейные судьи: Брайан Пансич Эндрю Смит |
| |                                                 | |             |                                                                        |
| | 29                                              | Броски                                                                                                 | 25          |                                                                        |

### Западный дивизион

#### «Колорадо Эвеланш» (З1) — «Вегас Голден Найтс» (З2)
Первая встреча «Колорадо» и «Вегаса» в плей-офф. В прошлогоднем розыгрыше Кубка Стэнли команды встречались между собой в групповом раунде квалификации плей-офф, где «Голден Найтс» выиграли матч в овертайме со счётом 4:3. В регулярном чемпионате 2020/21 в восьми очных встречах каждая из команд одержала по 4 победы.
«Вегас» обыграли обладателя Президентского кубка со счётом 4-2. «Голден Найтс» проиграли первые два матча серии на домашней площадке «Эвеланш», после чего одержали четыре победы подряд и в третий раз за четыре года преодолели рубеж второго раунда Кубка Стэнли.
| 30 мая 20:00 | Колорадо Эвеланш | 7 : 1 (2:0, 4:1, 1:0) | Вегас Голден Найтс | Болл-арена Зрителей: 10 489 |

| Отчёт | Отчёт                                           | Отчёт                                                | Отчёт       | Отчёт                                                                           |
| --- | ----------------------------------------------- | ---------------------------------------------------- | ----------- | ------------------------------------------------------------------------------- |
| |                                                 |                                                      |             |                                                                                 |
| | Филипп Грубауэр                                 | Вратари                                              | Робин Ленер | Судьи: Брайан Покмара Келли Сазерленд Линейные судьи: Райан Гиббонс Марк Шевчик |
| | Голы:                                           |                                                      |             | Судьи: Брайан Покмара Келли Сазерленд Линейные судьи: Райан Гиббонс Марк Шевчик |
| Микко Рантанен — 04:55 (Д. Тэйвз, К. Макар) Габриэль Ландескуг — 10:13 (К. Макар, С. Жирар) Брэндон Саад — 21:04 (В. Ничушкин, К. Макар) Натан Маккиннон — 24:03 (Р. Грэйвс) Габриэль Ландескуг (бол.) — 34:23 (М. Рантанен, Н. Маккиннон) Натан Маккиннон — 37:05 (Й. Донской, Г. Ландескуг) Кейл Макар (бол.) — 55:49 (Т. Джост, А. Бураковски) | 1 : 0 2 : 0 3 : 0 4 : 0 5 : 0 5 : 1 6 : 1 7 : 1 | 34:59 — Вильям Карлссон (М. Пачиоретти, Ж. Маршессо) |             | Судьи: Брайан Покмара Келли Сазерленд Линейные судьи: Райан Гиббонс Марк Шевчик |
| |                                                 |                                                      |             | Судьи: Брайан Покмара Келли Сазерленд Линейные судьи: Райан Гиббонс Марк Шевчик |
| |                                                 |                                                      |             | Судьи: Брайан Покмара Келли Сазерленд Линейные судьи: Райан Гиббонс Марк Шевчик |
| |                                                 |                                                      |             | Судьи: Брайан Покмара Келли Сазерленд Линейные судьи: Райан Гиббонс Марк Шевчик |
| 30 мин | Штраф                                           | 44 мин                                               |             | Судьи: Брайан Покмара Келли Сазерленд Линейные судьи: Райан Гиббонс Марк Шевчик |
| |                                                 |                                                      |             |                                                                                 |
| | 37                                              | Броски                                               | 25          |                                                                                 |

| 2 июня 22:00 | Колорадо Эвеланш | 3 : 2 (ОТ) (2:1, 0:1, 0:0, 1:0) | Вегас Голден Найтс | Болл-арена Зрителей: 10 491 |

| Отчёт | Отчёт                         | Отчёт                                                                                                | Отчёт            | Отчёт                                                            |
| --- | ----------------------------- | --- | ---------------- | ---------------------------------------------------------------- |
| |                               | |                  |                                                                  |
| | Филипп Грубауэр               | Вратари                                                                                              | Марк-Андре Флёри | Судьи: Жан Эбер Крис Ли Линейные судьи: Девин Берг Давид Брисбуа |
| | Голы:                         | |                  | Судьи: Жан Эбер Крис Ли Линейные судьи: Девин Берг Давид Брисбуа |
| Брэндон Саад — 03:39 (С. Жирар, Р. Грэйвс) Тайсон Джост (бол.) — 17:08 (С. Жирар, Д. Тэйвз) Микко Рантанен (бол.) — 62:07 (Н. Маккиннон, К. Макар) | 1 : 0 1 : 1 2 : 1 2 : 2 3 : 2 | 09:32 — Алек Мартинес (бол.) (М. Пачиоретти, Ш. Теодор) 30:28 — Райлли Смит (Ж. Маршессо, Ш. Теодор) |                  | Судьи: Жан Эбер Крис Ли Линейные судьи: Девин Берг Давид Брисбуа |
| |                               | |                  | Судьи: Жан Эбер Крис Ли Линейные судьи: Девин Берг Давид Брисбуа |
| |                               | |                  | Судьи: Жан Эбер Крис Ли Линейные судьи: Девин Берг Давид Брисбуа |
| |                               | |                  | Судьи: Жан Эбер Крис Ли Линейные судьи: Девин Берг Давид Брисбуа |
| 6 мин | Штраф                         | 12 мин                                                                                               |                  | Судьи: Жан Эбер Крис Ли Линейные судьи: Девин Берг Давид Брисбуа |
| |                               | |                  |                                                                  |
| | 25                            | Броски                                                                                               | 41               |                                                                  |

| 4 июня 22:00 | Вегас Голден Найтс | 3 : 2 (0:0, 1:1, 2:1) | Колорадо Эвеланш | Ти-Мобайл Арена Зрителей: 17 504 |

| Отчёт | Отчёт                     | Отчёт | Отчёт           | Отчёт                                                                         |
| --- | ------------------------- | --- | --------------- | ----------------------------------------------------------------------------- |
| |                           | |                 |                                                                               |
| | Марк-Андре Флёри          | Вратари                                                                                                   | Филипп Грубауэр | Судьи: Франсуа Сан-Лоран Уэс Макколи Линейные судьи: Бевин Берг Давид Брисбуа |
| | Голы:                     | |                 | Судьи: Франсуа Сан-Лоран Уэс Макколи Линейные судьи: Бевин Берг Давид Брисбуа |
| Вильям Карлссон — 24:38 (А. Пьетранжело, А. Мартинес) Жонатан Маршессо — 54:42 (Р. Смит, Н. Хег) Макс Пачиоретти — 55:27 (Н. Холден, М. Стоун) | 1 : 0 1 : 1 : 2 : 2 3 : 2 | 26:07 — Карл Сёдерберг (П.-Э. Белльмар, К. Шервуд) 45:04 — Микко Рантанен (бол.) (К. Макар, Г. Ландескуг) |                 | Судьи: Франсуа Сан-Лоран Уэс Макколи Линейные судьи: Бевин Берг Давид Брисбуа |
| |                           | |                 | Судьи: Франсуа Сан-Лоран Уэс Макколи Линейные судьи: Бевин Берг Давид Брисбуа |
| |                           | |                 | Судьи: Франсуа Сан-Лоран Уэс Макколи Линейные судьи: Бевин Берг Давид Брисбуа |
| |                           | |                 | Судьи: Франсуа Сан-Лоран Уэс Макколи Линейные судьи: Бевин Берг Давид Брисбуа |
| 4 мин | Штраф                     | 4 мин |                 | Судьи: Франсуа Сан-Лоран Уэс Макколи Линейные судьи: Бевин Берг Давид Брисбуа |
| |                           | |                 |                                                                               |
| | 43                        | Броски | 20              |                                                                               |

| 6 июня 20:30 | Вегас Голден Найтс | 5 : 1 (1:1, 2:0, 2:0) | Колорадо Эвеланш | Ти-Мобайл Арена Зрителей: 18 081 |

| Отчёт | Отчёт                             | Отчёт                                                | Отчёт           | Отчёт                                                                      |
| --- | --------------------------------- | ---------------------------------------------------- | --------------- | -------------------------------------------------------------------------- |
| |                                   |                                                      |                 |                                                                            |
| | Марк-Андре Флёри                  | Вратари                                              | Филипп Грубауэр | Судьи: Дэн О’Рурк Горд Дуайер Линейные судьи: Мэтт Макферсон Джонни Мюррей |
| | Голы:                             |                                                      |                 | Судьи: Дэн О’Рурк Горд Дуайер Линейные судьи: Мэтт Макферсон Джонни Мюррей |
| Жонатан Маршессо — 07:07 (В. Карлссон) Макс Пачиоретти — 21:11 (М. Стоун, З. Уайтклауд) Жонатан Маршессо (бол.) — 31:28 (А. Пьетранжело, В. Карлссон) Жонатан Маршессо — 46:01 (Р. Смит, В. Карлссон) Патрик Браун — 53:13 (Р. Ривз, У. Каррье) | 0 : 1 : 1 2 : 1 3 : 1 4 : 1 5 : 1 | 01:50 — Брэндон Саад (Джей Ти Комфер, А. Бураковски) |                 | Судьи: Дэн О’Рурк Горд Дуайер Линейные судьи: Мэтт Макферсон Джонни Мюррей |
| |                                   |                                                      |                 | Судьи: Дэн О’Рурк Горд Дуайер Линейные судьи: Мэтт Макферсон Джонни Мюррей |
| |                                   |                                                      |                 | Судьи: Дэн О’Рурк Горд Дуайер Линейные судьи: Мэтт Макферсон Джонни Мюррей |
| |                                   |                                                      |                 | Судьи: Дэн О’Рурк Горд Дуайер Линейные судьи: Мэтт Макферсон Джонни Мюррей |
| 6 мин | Штраф                             | 10 мин                                               |                 | Судьи: Дэн О’Рурк Горд Дуайер Линейные судьи: Мэтт Макферсон Джонни Мюррей |
| |                                   |                                                      |                 |                                                                            |
| | 35                                | Броски                                               | 18              |                                                                            |

| 8 июня 21:00 | Колорадо Эвеланш | 2 : 3 (ОТ) (1:0, 1:0, 0:2, 0:1) | Вегас Голден Найтс | Болл-арена Зрителей: 10 495 |

| Отчёт                                                                                     | Отчёт                       | Отчёт | Отчёт            | Отчёт                                                                              |
| ----------------------------------------------------------------------------------------- | --------------------------- | --- | ---------------- | ---------------------------------------------------------------------------------- |
|                                                                                           |                             | |                  |                                                                                    |
|                                                                                           | Филипп Грубауэр             | Вратари | Марк-Андре Флёри | Судьи: Келли Сазерленд Брайан Покмара Линейные судьи: Мишель Кормье Мэтт Макферсон |
|                                                                                           | Голы:                       | |                  | Судьи: Келли Сазерленд Брайан Покмара Линейные судьи: Мишель Кормье Мэтт Макферсон |
| Брендон Саад — 19:58 (Д. Тэйвз, М. Рантанен) Йоонас Донской — 36:28 (А. Ньюхук, П. Немет) | 1 : 0 2 : 0 2 : 1 2 : 2 : 3 | 41:03 — Алекс Так (Н. Руа, М. Янмарк) 44:07 — Жонатан Маршессо (В. Карлссон) 60:50 — Марк Стоун (М. Пачиоретти, А. Пьетранжело) |                  | Судьи: Келли Сазерленд Брайан Покмара Линейные судьи: Мишель Кормье Мэтт Макферсон |
|                                                                                           |                             | |                  | Судьи: Келли Сазерленд Брайан Покмара Линейные судьи: Мишель Кормье Мэтт Макферсон |
|                                                                                           |                             | |                  | Судьи: Келли Сазерленд Брайан Покмара Линейные судьи: Мишель Кормье Мэтт Макферсон |
|                                                                                           |                             | |                  | Судьи: Келли Сазерленд Брайан Покмара Линейные судьи: Мишель Кормье Мэтт Макферсон |
| 2 мин                                                                                     | Штраф                       | 2 мин |                  | Судьи: Келли Сазерленд Брайан Покмара Линейные судьи: Мишель Кормье Мэтт Макферсон |
|                                                                                           |                             | |                  |                                                                                    |
|                                                                                           | 30                          | Броски | 25               |                                                                                    |

| 10 июня 21:00 | Вегас Голден Найтс | 6 : 3 (2:1, 2:2, 2:0) | Колорадо Эвеланш | Ти-Мобайл Арена Зрителей: 18 149 |

| Отчёт | Отчёт                                               | Отчёт | Отчёт           | Отчёт                                                                               |
| --- | --------------------------------------------------- | --- | --------------- | ----------------------------------------------------------------------------------- |
| |                                                     | |                 |                                                                                     |
| | Марк-Андре Флёри                                    | Вратари | Филипп Грубауэр | Судьи: Франсис Шаррон Франсуа Сан-Лоран Линейные судьи: Мишель Кормье Райан Гиббонс |
| | Голы:                                               | |                 | Судьи: Франсис Шаррон Франсуа Сан-Лоран Линейные судьи: Мишель Кормье Райан Гиббонс |
| Ник Холден — 01:15 (Р. Смит, Н. Руа) Вильям Карлссон — 15:06 (А. Мартинес) Киган Колесар — 34:27 (А. Пьетранжело, Ш. Теодор) Алекс Пьетранжело — 39:42 (А. Так, М. Пачиоретти) Уильям Каррье — 51:46 (Ш. Теодор, Б. Макнэбб) Макс Пачиоретти (п.в.) — 56:50 | 0 : 1 : 1 2 : 1 2 : 2 3 : 2 3 : 3 4 : 3 5 : 3 6 : 3 | 00:23 — Девон Тэйвз (Н. Маккиннон, Б. Саад) 23:47 — Микко Рантанен (бол.) (Н. Маккиннон, Г. Ландескуг) 36:52 — Андре Бураковски (П.-Э. Белльмар, К. Макар) |                 | Судьи: Франсис Шаррон Франсуа Сан-Лоран Линейные судьи: Мишель Кормье Райан Гиббонс |
| |                                                     | |                 | Судьи: Франсис Шаррон Франсуа Сан-Лоран Линейные судьи: Мишель Кормье Райан Гиббонс |
| |                                                     | |                 | Судьи: Франсис Шаррон Франсуа Сан-Лоран Линейные судьи: Мишель Кормье Райан Гиббонс |
| |                                                     | |                 | Судьи: Франсис Шаррон Франсуа Сан-Лоран Линейные судьи: Мишель Кормье Райан Гиббонс |
| 2 мин | Штраф                                               | 2 мин |                 | Судьи: Франсис Шаррон Франсуа Сан-Лоран Линейные судьи: Мишель Кормье Райан Гиббонс |
| |                                                     | |                 |                                                                                     |
| | 23                                                  | Броски | 33              |                                                                                     |

### Северный дивизион

#### «Виннипег Джетс» (С3) — «Монреаль Канадиенс» (С4)
Первая встреча этих двух команд в плей-офф. «Виннипег» выиграл у «Монреаля» сезонную серию 2020/21 со счётом 6-3.
«Монреаль» выиграл серию в четырёх матчах. После первой встречи за грубую игру против нападающего «Хабс» Джейка Эванса в составе «Виннипега» на 4 игры был дисквалифицирован нападающий Марк Шайфли. Самым результативным игроком серии стал нападающий «Монреаль Канадиенс» Тайлер Тоффоли, который в четырёх матчах набрал 5 (2+3) очков.
| 2 июня 19:30 | Виннипег Джетс | 3 : 5 (1:3, 0:0, 2:2) | Монреаль Канадиенс | Белл МТС Плэйс |

| Отчёт | Отчёт                                           | Отчёт | Отчёт      | Отчёт                                                                   |
| --- | ----------------------------------------------- | --- | ---------- | ----------------------------------------------------------------------- |
| |                                                 | |            |                                                                         |
| | Коннор Хеллебайк                                | Вратари | Кэри Прайс | Судьи: Эрик Фурлатт Брэд Майер Линейные судьи: Стив Бартон Кил Марчисон |
| | Голы:                                           | |            | Судьи: Эрик Фурлатт Брэд Майер Линейные судьи: Стив Бартон Кил Марчисон |
| Адам Лаури (мен.) — 11:52 Дерек Форборт — 49:22 (П.-Л. Дюбуа, Дж. Моррисси) Кайл Коннор — 58:18 (Н. Элерс, Н. Пионк) | 0 : 1 0 : 2 1 : 2 1 : 3 2 : 3 2 : 4 3 : 4 3 : 5 | 03:30 — Йеспери Котканиеми (Дж. Питри, Э. Густафссон) 05:10 — Эрик Стаал (К. Перри, Дж. Эдмундсон) 17:14 — Ник Сузуки (Дж. Эдмундсон, К. Кофилд) 51:04 — Брендан Галлахер (бол.) (Ш. Уэбер, Дж. Питри) 59:03 — Джейк Эванс (Т. Тоффоли, Э. Стаал) |            | Судьи: Эрик Фурлатт Брэд Майер Линейные судьи: Стив Бартон Кил Марчисон |
| |                                                 | |            | Судьи: Эрик Фурлатт Брэд Майер Линейные судьи: Стив Бартон Кил Марчисон |
| |                                                 | |            | Судьи: Эрик Фурлатт Брэд Майер Линейные судьи: Стив Бартон Кил Марчисон |
| |                                                 | |            | Судьи: Эрик Фурлатт Брэд Майер Линейные судьи: Стив Бартон Кил Марчисон |
| 21 мин | Штраф                                           | 6 мин |            | Судьи: Эрик Фурлатт Брэд Майер Линейные судьи: Стив Бартон Кил Марчисон |
| |                                                 | |            |                                                                         |
| | 30                                              | Броски | 33         |                                                                         |

| 4 июня 19:30 | Виннипег Джетс | 0 : 1 (0:0, 0:1, 0:0) | Монреаль Канадиенс | Белл МТС Плэйс |

| Отчёт | Отчёт            | Отчёт                                                 | Отчёт      | Отчёт                                                                    |
| ----- | ---------------- | ----------------------------------------------------- | ---------- | ------------------------------------------------------------------------ |
|       |                  |                                                       |            |                                                                          |
|       | Коннор Хеллебайк | Вратари                                               | Кэри Прайс | Судьи: Эрик Фурлатт Кевин Поллок Линейные судьи: Стив Бартон Скотт Черри |
|       | Голы:            |                                                       |            | Судьи: Эрик Фурлатт Кевин Поллок Линейные судьи: Стив Бартон Скотт Черри |
|       | 0 : 1            | 21:41 — Тайлер Тоффоли (мен.) (Ш. Уэбер, А. Лехконен) |            | Судьи: Эрик Фурлатт Кевин Поллок Линейные судьи: Стив Бартон Скотт Черри |
|       |                  |                                                       |            | Судьи: Эрик Фурлатт Кевин Поллок Линейные судьи: Стив Бартон Скотт Черри |
|       |                  |                                                       |            | Судьи: Эрик Фурлатт Кевин Поллок Линейные судьи: Стив Бартон Скотт Черри |
|       |                  |                                                       |            | Судьи: Эрик Фурлатт Кевин Поллок Линейные судьи: Стив Бартон Скотт Черри |
| 2 мин | Штраф            | 4 мин                                                 |            | Судьи: Эрик Фурлатт Кевин Поллок Линейные судьи: Стив Бартон Скотт Черри |
|       |                  |                                                       |            |                                                                          |
|       | 30               | Броски                                                | 24         |                                                                          |

| 6 июня 18:00 | Монреаль Канадиенс | 5 : 1 (1:0, 2:1, 2:0) | Виннипег Джетс | Белл-центр Зрителей: 2500 |

| Отчёт | Отчёт                               | Отчёт                                     | Отчёт            | Отчёт                                                                   |
| --- | ----------------------------------- | ----------------------------------------- | ---------------- | ----------------------------------------------------------------------- |
| |                                     |                                           |                  |                                                                         |
| | Кэри Прайс                          | Вратари                                   | Коннор Хеллебайк | Судьи: Кевин Поллок Брэд Майер Линейные судьи: Кил Марчисон Скотт Черри |
| | Голы:                               |                                           |                  | Судьи: Кевин Поллок Брэд Майер Линейные судьи: Кил Марчисон Скотт Черри |
| Кори Перри — 04:45 (Э. Стаал, Й. Армиа) Арттури Лехконен — 29:24 (Ф. Дано, Б. Галлахер) Йоэль Армиа (мен.) — 33:41 Ник Сузуки (бол.) — 48:52 (К. Кофилд, Т. Тоффоли) Йоэль Армиа (мен.) (п.в.) — 56:42 (Дж. Эдмундсон, Ш. Уэбер) | 1 : 0 2 : 0 3 : 0 3 : 1 4 : 1 5 : 1 | 37:51 — Адам Лаури (М. Перро, М. Эпплтон) |                  | Судьи: Кевин Поллок Брэд Майер Линейные судьи: Кил Марчисон Скотт Черри |
| |                                     |                                           |                  | Судьи: Кевин Поллок Брэд Майер Линейные судьи: Кил Марчисон Скотт Черри |
| |                                     |                                           |                  | Судьи: Кевин Поллок Брэд Майер Линейные судьи: Кил Марчисон Скотт Черри |
| |                                     |                                           |                  | Судьи: Кевин Поллок Брэд Майер Линейные судьи: Кил Марчисон Скотт Черри |
| 4 мин | Штраф                               | 10 мин                                    |                  | Судьи: Кевин Поллок Брэд Майер Линейные судьи: Кил Марчисон Скотт Черри |
| |                                     |                                           |                  |                                                                         |
| | 33                                  | Броски                                    | 27               |                                                                         |

| 7 июня 20:00 | Монреаль Канадиенс | 3 : 2 (ОТ) (2:0, 0:2, 0:0, 1:0) | Виннипег Джетс | Белл-центр Зрителей: 2500 |

| Отчёт | Отчёт                         | Отчёт                                                                                   | Отчёт            | Отчёт                                                                   |
| --- | ----------------------------- | --------------------------------------------------------------------------------------- | ---------------- | ----------------------------------------------------------------------- |
| |                               |                                                                                         |                  |                                                                         |
| | Кэри Прайс                    | Вратари                                                                                 | Коннор Хеллебайк | Судьи: Эрик Фурлатт Брэд Майер Линейные судьи: Стив Бартон Кил Марчисон |
| | Голы:                         |                                                                                         |                  | Судьи: Эрик Фурлатт Брэд Майер Линейные судьи: Стив Бартон Кил Марчисон |
| Эрик Густафссон (бол.) — 08:01 (Н. Сузуки, Т. Тоффоли) Арттури Лехконен — 19:09 (Б. Кулак, Б. Галлахер) Тайлер Тоффоли — 61:39 (К. Кофилд, Н. Сузуки) | 1 : 0 2 : 0 2 : 1 2 : 2 3 : 2 | 21:40 — Логан Стэнли (Дж. Бенн, К. Коннор) 25:29 — Логан Стэнли (К. Коннор, М. Эпплтон) |                  | Судьи: Эрик Фурлатт Брэд Майер Линейные судьи: Стив Бартон Кил Марчисон |
| |                               |                                                                                         |                  | Судьи: Эрик Фурлатт Брэд Майер Линейные судьи: Стив Бартон Кил Марчисон |
| |                               |                                                                                         |                  | Судьи: Эрик Фурлатт Брэд Майер Линейные судьи: Стив Бартон Кил Марчисон |
| |                               |                                                                                         |                  | Судьи: Эрик Фурлатт Брэд Майер Линейные судьи: Стив Бартон Кил Марчисон |
| 2 мин | Штраф                         | 6 мин                                                                                   |                  | Судьи: Эрик Фурлатт Брэд Майер Линейные судьи: Стив Бартон Кил Марчисон |
| |                               |                                                                                         |                  |                                                                         |
| | 42                            | Броски                                                                                  | 16               |                                                                         |

### Центральный дивизион

#### «Каролина Харрикейнз» (Ц1) — «Тампа-Бэй Лайтнинг» (Ц3)
«Каролина» и «Тампа» впервые встретились в плей-офф. В восьми очных встречах регулярного чемпионата 2020/21 каждая из команд одержала по 4 победы.
«Тампа» победила в серии со счётом 4-1. Самым результативным игроком противостояния стал нападающий «Лайтнинг» Никита Кучеров, который в пяти матчах набрал 7 (2+5) очков.
| 30 мая 17:00 | Каролина Харрикейнз | 1 : 2 (0:0, 0:1, 1:1) | Тампа-Бэй Лайтнинг | Пи-эн-си-арена Зрителей: 16 299 |

| Отчёт                             | Отчёт             | Отчёт                                                                                   | Отчёт              | Отчёт                                                            |
| --------------------------------- | ----------------- | --------------------------------------------------------------------------------------- | ------------------ | ---------------------------------------------------------------- |
|                                   |                   |                                                                                         |                    |                                                                  |
|                                   | Алекс Неделькович | Вратари                                                                                 | Андрей Василевский | Судьи: Крис Ли Жан Эбер Линейные судьи: Давид Брисбуа Девин Берг |
|                                   | Голы:             |                                                                                         |                    | Судьи: Крис Ли Жан Эбер Линейные судьи: Давид Брисбуа Девин Берг |
| Джейк Бин (А. Свечников, Й. Фаст) | 0 : 1 : 1 1 : 2   | 28:15 — Брэйден Пойнт (бол.) (В. Хедман, Н. Кучеров) 52:39 — Баркли Гудроу (Б. Коулман) |                    | Судьи: Крис Ли Жан Эбер Линейные судьи: Давид Брисбуа Девин Берг |
|                                   |                   |                                                                                         |                    | Судьи: Крис Ли Жан Эбер Линейные судьи: Давид Брисбуа Девин Берг |
|                                   |                   |                                                                                         |                    | Судьи: Крис Ли Жан Эбер Линейные судьи: Давид Брисбуа Девин Берг |
|                                   |                   |                                                                                         |                    | Судьи: Крис Ли Жан Эбер Линейные судьи: Давид Брисбуа Девин Берг |
| 6 мин                             | Штраф             | 10 мин                                                                                  |                    | Судьи: Крис Ли Жан Эбер Линейные судьи: Давид Брисбуа Девин Берг |
|                                   |                   |                                                                                         |                    |                                                                  |
|                                   | 38                | Броски                                                                                  | 30                 |                                                                  |

| 1 июня 19:30 | Каролина Харрикейнз | 1 : 2 (0:0, 0:1, 1:1) | Тампа-Бэй Лайтнинг | Пи-эн-си-арена Зрителей: 16 299 |

| Отчёт                                               | Отчёт             | Отчёт                                                                            | Отчёт              | Отчёт                                                                       |
| --------------------------------------------------- | ----------------- | -------------------------------------------------------------------------------- | ------------------ | --------------------------------------------------------------------------- |
|                                                     |                   |                                                                                  |                    |                                                                             |
|                                                     | Алекс Неделькович | Вратари                                                                          | Андрей Василевский | Судьи: Уэс Макколи Франсис Шаррон Линейные судьи: Брайан Покмара Эндрю Смит |
|                                                     | Голы:             |                                                                                  |                    | Судьи: Уэс Макколи Франсис Шаррон Линейные судьи: Брайан Покмара Эндрю Смит |
| Андрей Свечников — 58:30 (Дж. Стаал, Т. Терявяйнен) | 0 : 1 0 : 2 1 : 2 | 27:09 — Алекс Киллорн (С. Стэмкос) 48:06 — Энтони Сирелли (В. Хедман, Э. Чернак) |                    | Судьи: Уэс Макколи Франсис Шаррон Линейные судьи: Брайан Покмара Эндрю Смит |
|                                                     |                   |                                                                                  |                    | Судьи: Уэс Макколи Франсис Шаррон Линейные судьи: Брайан Покмара Эндрю Смит |
|                                                     |                   |                                                                                  |                    | Судьи: Уэс Макколи Франсис Шаррон Линейные судьи: Брайан Покмара Эндрю Смит |
|                                                     |                   |                                                                                  |                    | Судьи: Уэс Макколи Франсис Шаррон Линейные судьи: Брайан Покмара Эндрю Смит |
| 4 мин                                               | Штраф             | 4 мин                                                                            |                    | Судьи: Уэс Макколи Франсис Шаррон Линейные судьи: Брайан Покмара Эндрю Смит |
|                                                     |                   |                                                                                  |                    |                                                                             |
|                                                     | 32                | Броски                                                                           | 15                 |                                                                             |

| 3 июня 20:00 | Тампа-Бэй Лайтнинг | 2 : 3 (ОТ) (0:0, 2:2, 0:0, 0:1) | Каролина Харрикейнз | Амали-арена Зрителей: 13 544 |

| Отчёт | Отчёт                         | Отчёт | Отчёт       | Отчёт                                                                     |
| --- | ----------------------------- | --- | ----------- | ------------------------------------------------------------------------- |
| |                               | |             |                                                                           |
| | Андрей Василевский            | Вратари | Петр Мразек | Судьи: Дэн О’Рурк Горд Дуайер Линейные судьи: Джонни Мюррей Мишель Кормье |
| | Голы:                         | |             | Судьи: Дэн О’Рурк Горд Дуайер Линейные судьи: Джонни Мюррей Мишель Кормье |
| Брэйден Пойнт (бол.) — 28:57 (Н. Кучеров, С. Стэмкос) Алекс Киллорн (бол.) — 36:18 (Н. Кучеров, Б. Пойнт) | 0 : 1 0 : 2 1 : 2 2 : 2 2 : 3 | 25:15 — Бретт Пеши (А. Свечников, С. Ахо) 27:40 — Себастьян Ахо (Т. Терявяйнен, Дж. Слэвин) 65:57 — Джордан Стаал (бол.) (С. Ахо, Т. Терявяйнен) |             | Судьи: Дэн О’Рурк Горд Дуайер Линейные судьи: Джонни Мюррей Мишель Кормье |
| |                               | |             | Судьи: Дэн О’Рурк Горд Дуайер Линейные судьи: Джонни Мюррей Мишель Кормье |
| |                               | |             | Судьи: Дэн О’Рурк Горд Дуайер Линейные судьи: Джонни Мюррей Мишель Кормье |
| |                               | |             | Судьи: Дэн О’Рурк Горд Дуайер Линейные судьи: Джонни Мюррей Мишель Кормье |
| 4 мин | Штраф                         | 6 мин |             | Судьи: Дэн О’Рурк Горд Дуайер Линейные судьи: Джонни Мюррей Мишель Кормье |
| |                               | |             |                                                                           |
| | 37                            | Броски | 27          |                                                                           |

| 5 июня 16:00 | Тампа-Бэй Лайтнинг | 6 : 4 (1:0, 4:4, 1:0) | Каролина Харрикейнз | Амали-арена Зрителей: 13 773 |

| Отчёт | Отчёт                                                   | Отчёт | Отчёт       | Отчёт                                                                           |
| --- | ------------------------------------------------------- | --- | ----------- | ------------------------------------------------------------------------------- |
| |                                                         | |             |                                                                                 |
| | Андрей Василевский                                      | Вратари | Петр Мразек | Судьи: Брайан Покмара Келли Сазерленд Линейные судьи: Райан Гиббонс Марк Шевчик |
| | Голы:                                                   | |             | Судьи: Брайан Покмара Келли Сазерленд Линейные судьи: Райан Гиббонс Марк Шевчик |
| Брэйден Пойнт — 14:24 (О. Палат, Э. Чернак) Стивен Стэмкос (бол.) — 29:54 (А. Киллорн, Б. Пойнт) Никита Кучеров (бол.) — 34:38 (С. Стэмкос, В. Хедман) Тайлер Джонсон — 37:10 (Р. Колтон, П. Марун) Стивен Стэмкос (бол.) — 39:37 (Н. Кучеров, Э. Сирелли) Никита Кучеров — 46:01 (О. Палат) | 1 : 0 1 : 1 : 2 : 2 2 : 3 2 : 4 3 : 4 4 : 4 5 : 4 6 : 4 | 24:30 — Теуво Терявяйнен (Дж. Стаал, А. Свечников) 25:09 — Йеспер Фаст (Дж. Мартинук, Дж. Слэвин) 30:35 — Дуги Хэмилтон (С. Ахо, А. Свечников) 32:41 — Джеккою Слэвин (С. Пакетт, С. Лоренц) |             | Судьи: Брайан Покмара Келли Сазерленд Линейные судьи: Райан Гиббонс Марк Шевчик |
| |                                                         | |             | Судьи: Брайан Покмара Келли Сазерленд Линейные судьи: Райан Гиббонс Марк Шевчик |
| |                                                         | |             | Судьи: Брайан Покмара Келли Сазерленд Линейные судьи: Райан Гиббонс Марк Шевчик |
| |                                                         | |             | Судьи: Брайан Покмара Келли Сазерленд Линейные судьи: Райан Гиббонс Марк Шевчик |
| 6 мин | Штраф                                                   | 14 мин |             | Судьи: Брайан Покмара Келли Сазерленд Линейные судьи: Райан Гиббонс Марк Шевчик |
| |                                                         | |             |                                                                                 |
| | 26                                                      | Броски | 25          |                                                                                 |

| 8 июня 18:30 | Каролина Харрикейнз | 0 : 2 (0:0, 0:1, 0:1) | Тампа-Бэй Лайтнинг | Пи-эн-си-арена Зрителей: 16 299 |

| Отчёт | Отчёт             | Отчёт                                                                     | Отчёт              | Отчёт                                                                |
| ----- | ----------------- | ------------------------------------------------------------------------- | ------------------ | -------------------------------------------------------------------- |
|       |                   |                                                                           |                    |                                                                      |
|       | Алекс Неделькович | Вратари                                                                   | Андрей Василевский | Судьи: Крис Ли Уэс Макколи Линейные судьи: Марк Шевчик Джонни Мюррей |
|       | Голы:             |                                                                           |                    | Судьи: Крис Ли Уэс Макколи Линейные судьи: Марк Шевчик Джонни Мюррей |
|       | 0 : 1 0 : 2       | 24:06 — Брэйден Пойнт (бол.) (А. Киллорн, Н. Кучеров) 49:04 — Росс Колтон |                    | Судьи: Крис Ли Уэс Макколи Линейные судьи: Марк Шевчик Джонни Мюррей |
|       |                   |                                                                           |                    | Судьи: Крис Ли Уэс Макколи Линейные судьи: Марк Шевчик Джонни Мюррей |
|       |                   |                                                                           |                    | Судьи: Крис Ли Уэс Макколи Линейные судьи: Марк Шевчик Джонни Мюррей |
|       |                   |                                                                           |                    | Судьи: Крис Ли Уэс Макколи Линейные судьи: Марк Шевчик Джонни Мюррей |
| 8 мин | Штраф             | 10 мин                                                                    |                    | Судьи: Крис Ли Уэс Макколи Линейные судьи: Марк Шевчик Джонни Мюррей |
|       |                   |                                                                           |                    |                                                                      |
|       | 29                | Броски                                                                    | 25                 |                                                                      |

## Полуфинал Кубка Стэнли
Начало матчей указано по Североамериканскому восточному времени (UTC-4).

### «Вегас Голден Найтс» (1) — «Монреаль Канадиенс» (4)
Первая встреча этих двух клубов в плей-офф и в сезоне 2020/21.
«Монреаль» выиграл серию в шести матчах и впервые в своей истории стал обладателем приза Кларенса Кэмпбелла. Перед 3-м матчем серии у и.о. главного тренера «Монреаля» Доминика Дюшарма был обнаружен коронавирус из-за чего он был вынужден пропустить все оставшиеся матчи серии.
| 14 июня 21:00 | Вегас Голден Найтс | 4 : 1 (1:0, 2:1, 1:0) | Монреаль Канадиенс | Ти-Мобайл Арена Зрителей: 17 884 |

| Отчёт | Отчёт                         | Отчёт                                             | Отчёт      | Отчёт                                                                      |
| --- | ----------------------------- | ------------------------------------------------- | ---------- | -------------------------------------------------------------------------- |
| |                               |                                                   |            |                                                                            |
| | Марк-Андре Флёри              | Вратари                                           | Кэри Прайс | Судьи: Франсис Шаррон Горд Дуайер Линейные судьи: Кил Марчисон Скотт Черри |
| | Голы:                         |                                                   |            | Судьи: Франсис Шаррон Горд Дуайер Линейные судьи: Кил Марчисон Скотт Черри |
| Ши Теодор — 09:15 (Б. Макнэбб, Ч. Стивенсон) Алек Мартинес — 22:18 (Ш. Теодор, Р. Смит) Маттиас Янмарк — 32:58 (А. Так, З. Уайтклауд) Ник Холден — 50:06 (Р. Смит, В. Карлссон) | 1 : 0 2 : 0 2 : 1 3 : 1 4 : 1 | 32:05 — Коул Кофилд (бол.) (Т. Тоффоли, К. Перри) |            | Судьи: Франсис Шаррон Горд Дуайер Линейные судьи: Кил Марчисон Скотт Черри |
| |                               |                                                   |            | Судьи: Франсис Шаррон Горд Дуайер Линейные судьи: Кил Марчисон Скотт Черри |
| |                               |                                                   |            | Судьи: Франсис Шаррон Горд Дуайер Линейные судьи: Кил Марчисон Скотт Черри |
| |                               |                                                   |            | Судьи: Франсис Шаррон Горд Дуайер Линейные судьи: Кил Марчисон Скотт Черри |
| 6 мин | Штраф                         | 8 мин                                             |            | Судьи: Франсис Шаррон Горд Дуайер Линейные судьи: Кил Марчисон Скотт Черри |
| |                               |                                                   |            |                                                                            |
| | 30                            | Броски                                            | 29         |                                                                            |

| 16 июня 21:00 | Вегас Голден Найтс | 2 : 3 (0:2, 1:1, 1:0) | Монреаль Канадиенс | Ти-Мобайл Арена Зрителей: 17 920 |

| Отчёт                                                                                       | Отчёт                         | Отчёт | Отчёт      | Отчёт                                                                      |
| ------------------------------------------------------------------------------------------- | ----------------------------- | --- | ---------- | -------------------------------------------------------------------------- |
|                                                                                             |                               | |            |                                                                            |
|                                                                                             | Марк-Андре Флёри              | Вратари | Кэри Прайс | Судьи: Франсис Шаррон Горд Дуайер Линейные судьи: Кил Марчисон Скотт Черри |
|                                                                                             | Голы:                         | |            | Судьи: Франсис Шаррон Горд Дуайер Линейные судьи: Кил Марчисон Скотт Черри |
| Алекс Пьетранжело — 38:46 (К. Колесар) Алекс Пьетранжело — 54:46 (Ж. Маршессо, В. Карлссон) | 0 : 1 0 : 2 0 : 3 1 : 3 2 : 3 | 06:12 — Йоэль Армиа (Дж. Эдмундсон, К. Перри) 16:30 — Тайлер Тоффоли (К. Кофилд, Дж. Питри) 37:45 — Пол Байрон (Й. Котканиеми, Дж. Эдмундсон) |            | Судьи: Франсис Шаррон Горд Дуайер Линейные судьи: Кил Марчисон Скотт Черри |
|                                                                                             |                               | |            | Судьи: Франсис Шаррон Горд Дуайер Линейные судьи: Кил Марчисон Скотт Черри |
|                                                                                             |                               | |            | Судьи: Франсис Шаррон Горд Дуайер Линейные судьи: Кил Марчисон Скотт Черри |
|                                                                                             |                               | |            | Судьи: Франсис Шаррон Горд Дуайер Линейные судьи: Кил Марчисон Скотт Черри |
| 0 мин                                                                                       | Штраф                         | 4 мин |            | Судьи: Франсис Шаррон Горд Дуайер Линейные судьи: Кил Марчисон Скотт Черри |
|                                                                                             |                               | |            |                                                                            |
|                                                                                             | 31                            | Броски | 23         |                                                                            |

| 18 июня 20:00 | Монреаль Канадиенс | 3 : 2 (ОТ) (0:0, 1:1, 1:1, 1:0) | Вегас Голден Найтс | Белл-центр Зрителей: 3500 |

| Отчёт                                                                                                  | Отчёт                     | Отчёт                                                                  | Отчёт            | Отчёт                                                              |
| --- | ------------------------- | ---------------------------------------------------------------------- | ---------------- | ------------------------------------------------------------------ |
| |                           |                                                                        |                  |                                                                    |
| | Кэри Прайс                | Вратари                                                                | Марк-Андре Флёри | Судьи: Крис Ли Дэн О’Рурк Линейные судьи: Брайан Пансич Эндрю Смит |
| | Голы:                     |                                                                        |                  | Судьи: Крис Ли Дэн О’Рурк Линейные судьи: Брайан Пансич Эндрю Смит |
| Коул Кофилд — 23:54 (Н. Сузуки) Джош Андерсон — 58:05 Джош Андерсон — 72:53 (П. Байрон, Й. Котканиеми) | 0 : 1 : 1 1 : 2 : 2 3 : 2 | 23:16 — Николя Руа 42:22 — Алекс Пьетранжело (М. Пачиоретти, Т. Носек) |                  | Судьи: Крис Ли Дэн О’Рурк Линейные судьи: Брайан Пансич Эндрю Смит |
| |                           |                                                                        |                  | Судьи: Крис Ли Дэн О’Рурк Линейные судьи: Брайан Пансич Эндрю Смит |
| |                           |                                                                        |                  | Судьи: Крис Ли Дэн О’Рурк Линейные судьи: Брайан Пансич Эндрю Смит |
| |                           |                                                                        |                  | Судьи: Крис Ли Дэн О’Рурк Линейные судьи: Брайан Пансич Эндрю Смит |
| 8 мин                                                                                                  | Штраф                     | 4 мин                                                                  |                  | Судьи: Крис Ли Дэн О’Рурк Линейные судьи: Брайан Пансич Эндрю Смит |
| |                           |                                                                        |                  |                                                                    |
| | 27                        | Броски                                                                 | 45               |                                                                    |

| 20 июня 20:00 | Монреаль Канадиенс | 1 : 2 (ОТ) (0:0, 1:0, 0:1, 0:1) | Вегас Голден Найтс | Белл-центр Зрителей: 3500 |

| Отчёт                          | Отчёт           | Отчёт                                                                                       | Отчёт       | Отчёт                                                              |
| ------------------------------ | --------------- | ------------------------------------------------------------------------------------------- | ----------- | ------------------------------------------------------------------ |
|                                |                 |                                                                                             |             |                                                                    |
|                                | Кэри Прайс      | Вратари                                                                                     | Робин Ленер | Судьи: Крис Ли Дэн О’Рурк Линейные судьи: Эндрю Смит Брайан Пансич |
|                                | Голы:           |                                                                                             |             | Судьи: Крис Ли Дэн О’Рурк Линейные судьи: Эндрю Смит Брайан Пансич |
| Пол Байрон — 38:55 (Н. Сузуки) | 1 : 0 1 : 1 : 2 | 50:37 — Брэйден Макнэбб (В. Карлссон, Ш. Теодор) 61:18 — Николя Руа (М. Пачиоретти, А. Так) |             | Судьи: Крис Ли Дэн О’Рурк Линейные судьи: Эндрю Смит Брайан Пансич |
|                                |                 |                                                                                             |             | Судьи: Крис Ли Дэн О’Рурк Линейные судьи: Эндрю Смит Брайан Пансич |
|                                |                 |                                                                                             |             | Судьи: Крис Ли Дэн О’Рурк Линейные судьи: Эндрю Смит Брайан Пансич |
|                                |                 |                                                                                             |             | Судьи: Крис Ли Дэн О’Рурк Линейные судьи: Эндрю Смит Брайан Пансич |
| 4 мин                          | Штраф           | 4 мин                                                                                       |             | Судьи: Крис Ли Дэн О’Рурк Линейные судьи: Эндрю Смит Брайан Пансич |
|                                |                 |                                                                                             |             |                                                                    |
|                                | 28              | Броски                                                                                      | 21          |                                                                    |

| 22 июня 21:00 | Вегас Голден Найтс | 1 : 4 (0:1, 0:2, 1:1) | Монреаль Канадиенс | Ти-Мобайл Арена Зрителей: 17 969 |

| Отчёт                            | Отчёт                         | Отчёт | Отчёт      | Отчёт                                                                                          |
| -------------------------------- | ----------------------------- | --- | ---------- | ---------------------------------------------------------------------------------------------- |
|                                  |                               | |            |                                                                                                |
|                                  | Марк-Андре Флёри              | Вратари | Кэри Прайс | Судьи: Эрик Фурлатт Келли Сазерленд Линейные судьи: Джонни Мюррей Давид Брисбуа Мэтт Макферсон |
|                                  | Голы:                         | |            | Судьи: Эрик Фурлатт Келли Сазерленд Линейные судьи: Джонни Мюррей Давид Брисбуа Мэтт Макферсон |
| Макс Пачиоретти — 44:09 (Н. Руа) | 0 : 1 0 : 2 0 : 3 1 : 3 1 : 4 | 08:45 — Йеспери Котканиеми (Дж. Андерсон, П. Байрон) 26:32 — Эрик Стаал (Н. Сузуки, Т. Тоффоли) 29:49 — Коул Кофилд (бол.) (К. Перри, Н. Сузуки) 58:54 — Ник Сузуки (п.в.) (Т. Тоффоли) |            | Судьи: Эрик Фурлатт Келли Сазерленд Линейные судьи: Джонни Мюррей Давид Брисбуа Мэтт Макферсон |
|                                  |                               | |            | Судьи: Эрик Фурлатт Келли Сазерленд Линейные судьи: Джонни Мюррей Давид Брисбуа Мэтт Макферсон |
|                                  |                               | |            | Судьи: Эрик Фурлатт Келли Сазерленд Линейные судьи: Джонни Мюррей Давид Брисбуа Мэтт Макферсон |
|                                  |                               | |            | Судьи: Эрик Фурлатт Келли Сазерленд Линейные судьи: Джонни Мюррей Давид Брисбуа Мэтт Макферсон |
| 4 мин                            | Штраф                         | 4 мин |            | Судьи: Эрик Фурлатт Келли Сазерленд Линейные судьи: Джонни Мюррей Давид Брисбуа Мэтт Макферсон |
|                                  |                               | |            |                                                                                                |
|                                  | 27                            | Броски | 26         |                                                                                                |

| 24 июня 20:00 | Монреаль Канадиенс | 3 : 2 (ОТ) (1:1, 1:0, 0:1, 1:0) | Вегас Голден Найтс | Белл-центр Зрителей: 3500 |

| Отчёт | Отчёт                         | Отчёт                                                                                            | Отчёт       | Отчёт                                                                           |
| --- | ----------------------------- | ------------------------------------------------------------------------------------------------ | ----------- | ------------------------------------------------------------------------------- |
| |                               |                                                                                                  |             |                                                                                 |
| | Кэри Прайс                    | Вратари                                                                                          | Робин Ленер | Судьи: Келли Сазерленд Эрик Фурлатт Линейные судьи: Давид Брисбуа Джонни Мюррей |
| | Голы:                         |                                                                                                  |             | Судьи: Келли Сазерленд Эрик Фурлатт Линейные судьи: Давид Брисбуа Джонни Мюррей |
| Ши Уэбер (бол.) — 14:06 Коул Кофилд — 29:36 (Дж. Эдмундсон, Дж. Питри) Арттури Лехконен — 61:39 (Ф. Дано, Б. Галлахер) | 1 : 0 1 : 1 2 : 1 2 : 2 3 : 2 | 14:54 — Райлли Смит (Ш. Теодор, В. Карлссон) 41:08 — Алек Мартинес (А. Пьетранжело, В. Карлссон) |             | Судьи: Келли Сазерленд Эрик Фурлатт Линейные судьи: Давид Брисбуа Джонни Мюррей |
| |                               |                                                                                                  |             | Судьи: Келли Сазерленд Эрик Фурлатт Линейные судьи: Давид Брисбуа Джонни Мюррей |
| |                               |                                                                                                  |             | Судьи: Келли Сазерленд Эрик Фурлатт Линейные судьи: Давид Брисбуа Джонни Мюррей |
| |                               |                                                                                                  |             | Судьи: Келли Сазерленд Эрик Фурлатт Линейные судьи: Давид Брисбуа Джонни Мюррей |
| 4 мин | Штраф                         | 6 мин                                                                                            |             | Судьи: Келли Сазерленд Эрик Фурлатт Линейные судьи: Давид Брисбуа Джонни Мюррей |
| |                               |                                                                                                  |             |                                                                                 |
| | 32                            | Броски                                                                                           | 39          |                                                                                 |

### «Тампа-Бэй Лайтнинг» (2) — «Нью-Йорк Айлендерс» (3)
Четвёртая встреча «Лайтнинг» и «Айлендерс» в плей-офф. «Тампа» выиграла все три предыдущих противостояния, последнее из которых состоялось в финале Восточной конференции 2020 года и завершилось со счётом 4-2. Также эти команды впервые встречаются между собой в сезоне 2020/21, так как в регулярном чемпионате клубы проводили матчи только с соперниками по своему дивизиону.
«Тампа» выиграла серию в семи матчах и в четвертый раз в своей истории завоевала приз принца Уэльского. Благодаря победе в 3-м матче серии голкипер «Лайтнинг» Андрей Василевский вышел на 1-е место по количеству побед в плей-офф среди российских вратарей (43) обойдя Евгения Набокова. Также Василевский стал первым вратарём, который смог завершить четыре серии плей-офф подряд «сухими матчами». Самым результативным игроком серии стал нападающий «молний» Никита Кучеров, который в семи матчах набрал 8 (0+8) очков.
| 13 июня 15:00 | Тампа-Бэй Лайтнинг | 1 : 2 (0:0, 0:1, 1:1) | Нью-Йорк Айлендерс | Амали-арена Зрителей: 14 513 |

| Отчёт                                                 | Отчёт              | Отчёт                                                             | Отчёт          | Отчёт                                                                           |
| ----------------------------------------------------- | ------------------ | ----------------------------------------------------------------- | -------------- | ------------------------------------------------------------------------------- |
|                                                       |                    |                                                                   |                |                                                                                 |
|                                                       | Андрей Василевский | Вратари                                                           | Семён Варламов | Судьи: Эрик Фурлатт Келли Сазерленд Линейные судьи: Давид Брисбуа Джонни Мюррей |
|                                                       | Голы:              |                                                                   |                | Судьи: Эрик Фурлатт Келли Сазерленд Линейные судьи: Давид Брисбуа Джонни Мюррей |
| Брэйден Пойнт (бол.) — 59:06 (А. Киллорн, Н. Кучеров) | 0 : 1 0 : 2 1 : 2  | 32:32 — Мэтью Барзал (Дж. Бэйли) 45:36 — Райан Пулок (Дж. Эберле) |                | Судьи: Эрик Фурлатт Келли Сазерленд Линейные судьи: Давид Брисбуа Джонни Мюррей |
|                                                       |                    |                                                                   |                | Судьи: Эрик Фурлатт Келли Сазерленд Линейные судьи: Давид Брисбуа Джонни Мюррей |
|                                                       |                    |                                                                   |                | Судьи: Эрик Фурлатт Келли Сазерленд Линейные судьи: Давид Брисбуа Джонни Мюррей |
|                                                       |                    |                                                                   |                | Судьи: Эрик Фурлатт Келли Сазерленд Линейные судьи: Давид Брисбуа Джонни Мюррей |
| 4 мин                                                 | Штраф              | 6 мин                                                             |                | Судьи: Эрик Фурлатт Келли Сазерленд Линейные судьи: Давид Брисбуа Джонни Мюррей |
|                                                       |                    |                                                                   |                |                                                                                 |
|                                                       | 31                 | Броски                                                            | 31             |                                                                                 |

| 15 июня 20:00 | Тампа-Бэй Лайтнинг | 4 : 2 (1:1, 1:0, 2:1) | Нью-Йорк Айлендерс | Амали-арена Зрителей: 14 771 |

| Отчёт | Отчёт                               | Отчёт                                                                   | Отчёт                                                                                | Отчёт                                                                           |
| --- | ----------------------------------- | ----------------------------------------------------------------------- | ------------------------------------------------------------------------------------ | ------------------------------------------------------------------------------- |
| |                                     |                                                                         |                                                                                      |                                                                                 |
| | Андрей Василевский                  | Вратари                                                                 | 00:00-13:10 — Семён Варламов 13:10-20:00 — Илья Сорокин 20:00-57:41 — Семён Варламов | Судьи: Дэн О’Рурк Франсуа Сан-Лоран Линейные судьи: Райан Гиббонс Мишель Кормье |
| | Голы:                               |                                                                         |                                                                                      | Судьи: Дэн О’Рурк Франсуа Сан-Лоран Линейные судьи: Райан Гиббонс Мишель Кормье |
| Брэйден Пойнт — 08:58 (Н. Кучеров, Д. Савар) Ондржей Палат — 33:15 (Н. Кучеров, В. Хедман) Ян Рутта — 42:16 (Б. Гудроу, Б. Коулман) Виктор Хедман (бол.) — 49:17 (Н. Кучеров, С. Стэмкос) | 1 : 0 1 : 1 2 : 1 3 : 1 4 : 1 4 : 2 | 13:30 — Брок Нельсон (бол.) 56:44 — Мэтью Барзал (Дж. Эберле, Н. Ледди) |                                                                                      | Судьи: Дэн О’Рурк Франсуа Сан-Лоран Линейные судьи: Райан Гиббонс Мишель Кормье |
| |                                     |                                                                         |                                                                                      | Судьи: Дэн О’Рурк Франсуа Сан-Лоран Линейные судьи: Райан Гиббонс Мишель Кормье |
| |                                     |                                                                         |                                                                                      | Судьи: Дэн О’Рурк Франсуа Сан-Лоран Линейные судьи: Райан Гиббонс Мишель Кормье |
| |                                     |                                                                         |                                                                                      | Судьи: Дэн О’Рурк Франсуа Сан-Лоран Линейные судьи: Райан Гиббонс Мишель Кормье |
| 21 мин | Штраф                               | 33 мин                                                                  |                                                                                      | Судьи: Дэн О’Рурк Франсуа Сан-Лоран Линейные судьи: Райан Гиббонс Мишель Кормье |
| |                                     |                                                                         |                                                                                      |                                                                                 |
| | 33                                  | Броски                                                                  | 26                                                                                   |                                                                                 |

| 17 июня 20:00 | Нью-Йорк Айлендерс | 1 : 2 (0:1, 1:1, 0:0) | Тампа-Бэй Лайтнинг | Нассау Ветеранз Мемориал Колизеум Зрителей: 12 978 |

| Отчёт                                          | Отчёт           | Отчёт                                                                                   | Отчёт              | Отчёт                                                                           |
| ---------------------------------------------- | --------------- | --------------------------------------------------------------------------------------- | ------------------ | ------------------------------------------------------------------------------- |
|                                                |                 |                                                                                         |                    |                                                                                 |
|                                                | Семён Варламов  | Вратари                                                                                 | Андрей Василевский | Судьи: Келли Сазерленд Эрик Фурлатт Линейные судьи: Давид Брисбуа Джонни Мюррей |
|                                                | Голы:           |                                                                                         |                    | Судьи: Келли Сазерленд Эрик Фурлатт Линейные судьи: Давид Брисбуа Джонни Мюррей |
| Кэл Клаттербак — 37:01 (М. Мартин, К. Сизикас) | 0 : 1 : 1 2 : 1 | 10:05 — Янни Гурд (Б. Коулман, Э. Чернак) 39:40 — Брэйден Пойнт (В. Хедман, Н. Кучеров) |                    | Судьи: Келли Сазерленд Эрик Фурлатт Линейные судьи: Давид Брисбуа Джонни Мюррей |
|                                                |                 |                                                                                         |                    | Судьи: Келли Сазерленд Эрик Фурлатт Линейные судьи: Давид Брисбуа Джонни Мюррей |
|                                                |                 |                                                                                         |                    | Судьи: Келли Сазерленд Эрик Фурлатт Линейные судьи: Давид Брисбуа Джонни Мюррей |
|                                                |                 |                                                                                         |                    | Судьи: Келли Сазерленд Эрик Фурлатт Линейные судьи: Давид Брисбуа Джонни Мюррей |
| 2 мин                                          | Штраф           | 2 мин                                                                                   |                    | Судьи: Келли Сазерленд Эрик Фурлатт Линейные судьи: Давид Брисбуа Джонни Мюррей |
|                                                |                 |                                                                                         |                    |                                                                                 |
|                                                | 28              | Броски                                                                                  | 25                 |                                                                                 |

| 19 июня 20:00 | Нью-Йорк Айлендерс | 3 : 2 (0:0, 3:0, 0:2) | Тампа-Бэй Лайтнинг | Нассау Ветеранз Мемориал Колизеум Зрителей: 12 978 |

| Отчёт | Отчёт                         | Отчёт                                                                                       | Отчёт              | Отчёт                                                                                |
| --- | ----------------------------- | ------------------------------------------------------------------------------------------- | ------------------ | ------------------------------------------------------------------------------------ |
| |                               |                                                                                             |                    |                                                                                      |
| | Семён Варламов                | Вратари                                                                                     | Андрей Василевский | Судьи: Франсуа Сан-Лоран Келли Сазерленд Линейные судьи: Мишель Кормье Райан Гиббонс |
| | Голы:                         |                                                                                             |                    | Судьи: Франсуа Сан-Лоран Келли Сазерленд Линейные судьи: Мишель Кормье Райан Гиббонс |
| Джош Бэйли — 25:30 (Б. Нельсон, Э. Бовилье) Мэтью Барзал — 33:46 (К. Клаттербак, А. Пелек) Мэтт Мартин — 37:57 (К. Клаттербак, А. Пелек) | 1 : 0 2 : 0 3 : 0 3 : 1 3 : 2 | 43:45 — Брэйден Пойнт (О. Палат, Э. Чернак) 46:43 — Тайлер Джонсон (Н. Кучеров, Р. Макдона) |                    | Судьи: Франсуа Сан-Лоран Келли Сазерленд Линейные судьи: Мишель Кормье Райан Гиббонс |
| |                               |                                                                                             |                    | Судьи: Франсуа Сан-Лоран Келли Сазерленд Линейные судьи: Мишель Кормье Райан Гиббонс |
| |                               |                                                                                             |                    | Судьи: Франсуа Сан-Лоран Келли Сазерленд Линейные судьи: Мишель Кормье Райан Гиббонс |
| |                               |                                                                                             |                    | Судьи: Франсуа Сан-Лоран Келли Сазерленд Линейные судьи: Мишель Кормье Райан Гиббонс |
| 4 мин | Штраф                         | 8 мин                                                                                       |                    | Судьи: Франсуа Сан-Лоран Келли Сазерленд Линейные судьи: Мишель Кормье Райан Гиббонс |
| |                               |                                                                                             |                    |                                                                                      |
| | 30                            | Броски                                                                                      | 30                 |                                                                                      |

| 21 июня 20:00 | Тампа-Бэй Лайтнинг | 8 : 0 (3:0, 3:0, 2:0) | Нью-Йорк Айлендерс | Амали-арена Зрителей: 14 791 |

| Отчёт | Отчёт                                           | Отчёт   | Отчёт                                                   | Отчёт                                                                      |
| --- | ----------------------------------------------- | ------- | ------------------------------------------------------- | -------------------------------------------------------------------------- |
| |                                                 |         |                                                         |                                                                            |
| | Андрей Василевский                              | Вратари | 00:00-15:27 — Семён Варламов 15:27-60:00 — Илья Сорокин | Судьи: Франсис Шаррон Горд Дуайер Линейные судьи: Скотт Черри Кил Марчисон |
| | Голы:                                           |         |                                                         | Судьи: Франсис Шаррон Горд Дуайер Линейные судьи: Скотт Черри Кил Марчисон |
| Стивен Стэмкос — 00:45 (А. Киллорн, Э. Сирелли) Янни Гурд — 11:04 (Б. Коулман) Алекс Киллорн — 15:27 (Д. Савар) Стивен Стэмкос (бол.) — 25:42 (В. Хедман, Н. Кучеров) Ондржей Палат — 35:43 (Д. Савар, Н. Кучеров) Алекс Киллорн (бол.) — 37:53 (В. Хедман, Б. Пойнт) Брэйден Пойнт (бол.) — 41:59 (Н. Кучеров, С. Стэмкос) Люк Шенн — 52:05 (П. Марун, Р. Колтон) | 1 : 0 2 : 0 3 : 0 4 : 0 5 : 0 6 : 0 7 : 0 8 : 0 |         |                                                         | Судьи: Франсис Шаррон Горд Дуайер Линейные судьи: Скотт Черри Кил Марчисон |
| |                                                 |         |                                                         | Судьи: Франсис Шаррон Горд Дуайер Линейные судьи: Скотт Черри Кил Марчисон |
| |                                                 |         |                                                         | Судьи: Франсис Шаррон Горд Дуайер Линейные судьи: Скотт Черри Кил Марчисон |
| |                                                 |         |                                                         | Судьи: Франсис Шаррон Горд Дуайер Линейные судьи: Скотт Черри Кил Марчисон |
| 28 мин | Штраф                                           | 57 мин  |                                                         | Судьи: Франсис Шаррон Горд Дуайер Линейные судьи: Скотт Черри Кил Марчисон |
| |                                                 |         |                                                         |                                                                            |
| | 42                                              | Броски  | 21                                                      |                                                                            |

| 23 июня 20:00 | Нью-Йорк Айлендерс | 3 : 2 (ОТ) (0:1, 1:1, 1:0, 1:0) | Тампа-Бэй Лайтнинг | Нассау Ветеранз Мемориал Колизеум Зрителей: 12 978 |

| Отчёт | Отчёт                         | Отчёт                                                                          | Отчёт              | Отчёт                                                               |
| --- | ----------------------------- | ------------------------------------------------------------------------------ | ------------------ | ------------------------------------------------------------------- |
| |                               |                                                                                |                    |                                                                     |
| | Семён Варламов                | Вратари                                                                        | Андрей Василевский | Судьи: Крис Ли Горд Дуайер Линейные судьи: Брайан Пансич Эндрю Смит |
| | Голы:                         |                                                                                |                    | Судьи: Крис Ли Горд Дуайер Линейные судьи: Брайан Пансич Эндрю Смит |
| Джордан Эберле — 34:22 (М. Барзал, Э. Грин) Скотт Мэйфилд — 51:16 (М. Барзал, А. Пелек) Энтони Бовилье — 61:08 | 0 : 1 0 : 2 1 : 2 2 : 2 3 : 2 | 16:02 — Брэйден Пойнт (Э. Сирелли) 32:36 — Энтони Сирелли (О. Палат, Б. Пойнт) |                    | Судьи: Крис Ли Горд Дуайер Линейные судьи: Брайан Пансич Эндрю Смит |
| |                               |                                                                                |                    | Судьи: Крис Ли Горд Дуайер Линейные судьи: Брайан Пансич Эндрю Смит |
| |                               |                                                                                |                    | Судьи: Крис Ли Горд Дуайер Линейные судьи: Брайан Пансич Эндрю Смит |
| |                               |                                                                                |                    | Судьи: Крис Ли Горд Дуайер Линейные судьи: Брайан Пансич Эндрю Смит |
| 6 мин | Штраф                         | 8 мин                                                                          |                    | Судьи: Крис Ли Горд Дуайер Линейные судьи: Брайан Пансич Эндрю Смит |
| |                               |                                                                                |                    |                                                                     |
| | 28                            | Броски                                                                         | 24                 |                                                                     |

| 25 июня 20:00 | Тампа-Бэй Лайтнинг | 1 : 0 (0:0, 1:0, 0:0) | Нью-Йорк Айлендерс | Амали-арена Зрителей: 14 805 |

| Отчёт                                             | Отчёт              | Отчёт   | Отчёт          | Отчёт                                                                       |
| ------------------------------------------------- | ------------------ | ------- | -------------- | --------------------------------------------------------------------------- |
|                                                   |                    |         |                |                                                                             |
|                                                   | Андрей Василевский | Вратари | Семён Варламов | Судьи: Франсис Шаррон Горд Дуайер Линейные судьи: Мишель Кормье Скотт Черри |
|                                                   | Голы:              |         |                | Судьи: Франсис Шаррон Горд Дуайер Линейные судьи: Мишель Кормье Скотт Черри |
| Янни Гурд (мен.) — 21:49 (Э. Сирелли, А. Киллорн) | 1 : 0              |         |                | Судьи: Франсис Шаррон Горд Дуайер Линейные судьи: Мишель Кормье Скотт Черри |
|                                                   |                    |         |                | Судьи: Франсис Шаррон Горд Дуайер Линейные судьи: Мишель Кормье Скотт Черри |
|                                                   |                    |         |                | Судьи: Франсис Шаррон Горд Дуайер Линейные судьи: Мишель Кормье Скотт Черри |
|                                                   |                    |         |                | Судьи: Франсис Шаррон Горд Дуайер Линейные судьи: Мишель Кормье Скотт Черри |
| 2 мин                                             | Штраф              | 0 мин   |                | Судьи: Франсис Шаррон Горд Дуайер Линейные судьи: Мишель Кормье Скотт Черри |
|                                                   |                    |         |                |                                                                             |
|                                                   | 31                 | Броски  | 18             |                                                                             |

## Финал Кубка Стэнли
Начало матчей указано по Североамериканскому восточному времени (UTC-4).

### «Тампа-Бэй Лайтнинг» (2) — «Монреаль Канадиенс» (4)
Четвёртая встреча «Тампы» и «Монреаля» в плей-офф. Из предыдущих трёх «Лайтнинг» выиграли две, включая их последнюю встречу во втором раунде плей-офф 2015 года со счётом 4-2. В регулярном чемпионате сезона 2020/21 команды матчей между собой не проводили. Для «Тампы-Бэй Лайтнинг» этот финал является 4-м в истории и команда дважды выигрывала Кубок Стэнли, последний из которых в прошлом году. «Монреаль Канадиенс» участвует в финалах в 35-й раз и имеет на своём счету рекордные 24 титула, последний из которых был завоёван в 1993 году.
«Тампа» выиграла серию в пяти матчах и защитила титул. Самым ценным игроком розыгрыша Кубка Стэнли 2021 стал вратарь «Лайтнинг» Андрей Василевский.
| 28 июня 20:00 | Тампа-Бэй Лайтнинг | 5 : 1 (1:0, 1:1, 3:0) | Монреаль Канадиенс | Амали-арена Зрителей: 15 911 |

| Отчёт | Отчёт                               | Отчёт                                       | Отчёт      | Отчёт                                                                       |
| --- | ----------------------------------- | ------------------------------------------- | ---------- | --------------------------------------------------------------------------- |
| |                                     |                                             |            |                                                                             |
| | Андрей Василевский                  | Вратари                                     | Кэри Прайс | Судьи: Дэн О’Рурк Франсис Шаррон Линейные судьи: Мишель Кормье Кил Марчисон |
| | Голы:                               |                                             |            | Судьи: Дэн О’Рурк Франсис Шаррон Линейные судьи: Мишель Кормье Кил Марчисон |
| Эрик Чернак — 06:19 (О. Палат, Б. Пойнт) Янни Гурд — 25:47 (Б. Коулман, Б. Гудроу) Никита Кучеров — 42:00 (М. Сергачёв) Никита Кучеров — 51:25 (Б. Пойнт) Стивен Стэмкос (бол.) — 58:50 (Н. Кучеров, Б. Пойнт) | 1 : 0 2 : 0 2 : 1 3 : 1 4 : 1 5 : 1 | 37:40 — Бен Шарот (Й. Котканиеми, Ш. Уэбер) |            | Судьи: Дэн О’Рурк Франсис Шаррон Линейные судьи: Мишель Кормье Кил Марчисон |
| |                                     |                                             |            | Судьи: Дэн О’Рурк Франсис Шаррон Линейные судьи: Мишель Кормье Кил Марчисон |
| |                                     |                                             |            | Судьи: Дэн О’Рурк Франсис Шаррон Линейные судьи: Мишель Кормье Кил Марчисон |
| |                                     |                                             |            | Судьи: Дэн О’Рурк Франсис Шаррон Линейные судьи: Мишель Кормье Кил Марчисон |
| 6 мин | Штраф                               | 8 мин                                       |            | Судьи: Дэн О’Рурк Франсис Шаррон Линейные судьи: Мишель Кормье Кил Марчисон |
| |                                     |                                             |            |                                                                             |
| | 27                                  | Броски                                      | 19         |                                                                             |

| 30 июня 20:00 | Тампа-Бэй Лайтнинг | 3 : 1 (0:0, 2:1, 1:0) | Монреаль Канадиенс | Амали-арена Зрителей: 17 166 |

| Отчёт | Отчёт                   | Отчёт                     | Отчёт      | Отчёт                                                                           |
| --- | ----------------------- | ------------------------- | ---------- | ------------------------------------------------------------------------------- |
| |                         |                           |            |                                                                                 |
| | Андрей Василевский      | Вратари                   | Кэри Прайс | Судьи: Келли Сазерленд Эрик Фурлатт Линейные судьи: Джонни Мюррей Давид Брисбуа |
| | Голы:                   |                           |            | Судьи: Келли Сазерленд Эрик Фурлатт Линейные судьи: Джонни Мюррей Давид Брисбуа |
| Энтони Сирелли — 26:40 (Т. Джонсон, Я. Рутта) Блейк Коулман — 39:58 (Б. Гудроу, Р. Макдона) Ондржей Палат — 55:42 | 1 : 0 1 : 1 2 : 1 3 : 1 | 30:36 — Ник Сузуки (бол.) |            | Судьи: Келли Сазерленд Эрик Фурлатт Линейные судьи: Джонни Мюррей Давид Брисбуа |
| |                         |                           |            | Судьи: Келли Сазерленд Эрик Фурлатт Линейные судьи: Джонни Мюррей Давид Брисбуа |
| |                         |                           |            | Судьи: Келли Сазерленд Эрик Фурлатт Линейные судьи: Джонни Мюррей Давид Брисбуа |
| |                         |                           |            | Судьи: Келли Сазерленд Эрик Фурлатт Линейные судьи: Джонни Мюррей Давид Брисбуа |
| 20 мин | Штраф                   | 20 мин                    |            | Судьи: Келли Сазерленд Эрик Фурлатт Линейные судьи: Джонни Мюррей Давид Брисбуа |
| |                         |                           |            |                                                                                 |
| | 23                      | Броски                    | 43         |                                                                                 |

| 2 июля 20:00 | Монреаль Канадиенс | 3 : 6 (1:2, 1:2, 1:2) | Тампа-Бэй Лайтнинг | Белл-центр Зрителей: 3500 |

| Отчёт | Отчёт                                                 | Отчёт | Отчёт              | Отчёт                                                                       |
| --- | ----------------------------------------------------- | --- | ------------------ | --------------------------------------------------------------------------- |
| |                                                       | |                    |                                                                             |
| | Кэри Прайс                                            | Вратари | Андрей Василевский | Судьи: Горд Дуайер Франсис Шаррон Линейные судьи: Скотт Черри Килл Марчисон |
| | Голы:                                                 | |                    | Судьи: Горд Дуайер Франсис Шаррон Линейные судьи: Скотт Черри Килл Марчисон |
| Филлип Дано — 11:16 (Ш. Уэбер) Ник Сузуки — 38:04 (Дж. Питри, К. Кофилд) Кори Перри — 55:58 (Б. Галлахер, Б. Шарот) | 0 : 1 0 : 2 1 : 2 1 : 3 1 : 4 2 : 4 2 : 5 3 : 5 3 : 6 | 01:52 — Ян Рутта (О. Палат, В. Хедман) 03:27 — Виктор Хедман (бол.) (Н. Кучеров, Э. Сирелли) 21:40 — Никита Кучеров (О. Палат, Э. Чернак) 23:33 — Тайлер Джонсон (М. Жозеф, Д. Савар) 55:19 — Тайлер Джонсон 56:48 — Блейк Коулман (п.в.) (Б. Гудроу) |                    | Судьи: Горд Дуайер Франсис Шаррон Линейные судьи: Скотт Черри Килл Марчисон |
| |                                                       | |                    | Судьи: Горд Дуайер Франсис Шаррон Линейные судьи: Скотт Черри Килл Марчисон |
| |                                                       | |                    | Судьи: Горд Дуайер Франсис Шаррон Линейные судьи: Скотт Черри Килл Марчисон |
| |                                                       | |                    | Судьи: Горд Дуайер Франсис Шаррон Линейные судьи: Скотт Черри Килл Марчисон |
| 2 мин | Штраф                                                 | 2 мин |                    | Судьи: Горд Дуайер Франсис Шаррон Линейные судьи: Скотт Черри Килл Марчисон |
| |                                                       | |                    |                                                                             |
| | 35                                                    | Броски | 30                 |                                                                             |

| 5 июля 20:00 | Монреаль Канадиенс | 3 : 2 (ОТ) (1:0, 0:1, 1:1, 1:0) | Тампа-Бэй Лайтнинг | Белл-центр Зрителей: 3500 |

| Отчёт | Отчёт                         | Отчёт                                                                                      | Отчёт              | Отчёт                                                                           |
| --- | ----------------------------- | ------------------------------------------------------------------------------------------ | ------------------ | ------------------------------------------------------------------------------- |
| |                               |                                                                                            |                    |                                                                                 |
| | Кэри Прайс                    | Вратари                                                                                    | Андрей Василевский | Судьи: Эрик Фурлатт Келли Сазерленд Линейные судьи: Давид Брисбуа Джонни Мюррей |
| | Голы:                         |                                                                                            |                    | Судьи: Эрик Фурлатт Келли Сазерленд Линейные судьи: Давид Брисбуа Джонни Мюррей |
| Джош Андерсон — 15:39 (Н. Сузуки, К. Кофилд) Александр Романов — 48:48 (Дж. Эванс) Джош Андерсон — 63:57 (К. Кофилд) | 1 : 0 1 : 1 2 : 1 2 : 2 3 : 2 | 37:20 — Баркли Гудроу (Р. Макдона, Б. Коулман) 53:48 — Патрик Марун (М. Жозеф, Т. Джонсон) |                    | Судьи: Эрик Фурлатт Келли Сазерленд Линейные судьи: Давид Брисбуа Джонни Мюррей |
| |                               |                                                                                            |                    | Судьи: Эрик Фурлатт Келли Сазерленд Линейные судьи: Давид Брисбуа Джонни Мюррей |
| |                               |                                                                                            |                    | Судьи: Эрик Фурлатт Келли Сазерленд Линейные судьи: Давид Брисбуа Джонни Мюррей |
| |                               |                                                                                            |                    | Судьи: Эрик Фурлатт Келли Сазерленд Линейные судьи: Давид Брисбуа Джонни Мюррей |
| 20 мин | Штраф                         | 12 мин                                                                                     |                    | Судьи: Эрик Фурлатт Келли Сазерленд Линейные судьи: Давид Брисбуа Джонни Мюррей |
| |                               |                                                                                            |                    |                                                                                 |
| | 21                            | Броски                                                                                     | 34                 |                                                                                 |

| 7 июля 20:00 | Тампа-Бэй Лайтнинг | 1 : 0 (0:0, 1:0, 0:0) | Монреаль Канадиенс | Амали-арена Зрителей: 18 110 |

| Отчёт                                      | Отчёт              | Отчёт   | Отчёт      | Отчёт                                                                   |
| ------------------------------------------ | ------------------ | ------- | ---------- | ----------------------------------------------------------------------- |
|                                            |                    |         |            |                                                                         |
|                                            | Андрей Василевский | Вратари | Кэри Прайс | Судьи: Горд Дуайер Дэн О’Рурк Линейные судьи: Мишель Кормье Скотт Черри |
|                                            | Голы:              |         |            | Судьи: Горд Дуайер Дэн О’Рурк Линейные судьи: Мишель Кормье Скотт Черри |
| Росс Колтон — 33:27 (Д. Савар, Р. Макдона) | 1 : 0              |         |            | Судьи: Горд Дуайер Дэн О’Рурк Линейные судьи: Мишель Кормье Скотт Черри |
|                                            |                    |         |            | Судьи: Горд Дуайер Дэн О’Рурк Линейные судьи: Мишель Кормье Скотт Черри |
|                                            |                    |         |            | Судьи: Горд Дуайер Дэн О’Рурк Линейные судьи: Мишель Кормье Скотт Черри |
|                                            |                    |         |            | Судьи: Горд Дуайер Дэн О’Рурк Линейные судьи: Мишель Кормье Скотт Черри |
| 8 мин                                      | Штраф              | 8 мин   |            | Судьи: Горд Дуайер Дэн О’Рурк Линейные судьи: Мишель Кормье Скотт Черри |
|                                            |                    |         |            |                                                                         |
|                                            | 30                 | Броски  | 22         |                                                                         |

## Статистика игроков

### Полевые игроки
| Игрок           | Команда            | И  | Г  | П  | Очки | +/- |
| --------------- | ------------------ | -- | -- | -- | ---- | --- |
| Никита Кучеров  | Тампа-Бэй Лайтнинг | 23 | 8  | 24 | 32   | +6  |
| Брэйден Пойнт   | Тампа-Бэй Лайтнинг | 23 | 14 | 9  | 23   | +7  |
| Виктор Хедман   | Тампа-Бэй Лайтнинг | 23 | 2  | 16 | 18   | +1  |
| Стивен Стэмкос  | Тампа-Бэй Лайтнинг | 23 | 8  | 10 | 18   | 0   |
| Алекс Киллорн   | Тампа-Бэй Лайтнинг | 19 | 8  | 9  | 17   | -1  |
| Вильям Карлссон | Вегас Голден Найтс | 19 | 4  | 12 | 16   | +10 |
| Ник Сузуки      | Монреаль Канадиенс | 22 | 7  | 9  | 16   | -6  |
| Натан Маккиннон | Колорадо Эвеланш   | 10 | 8  | 7  | 15   | +6  |
| Давид Пастрняк  | Бостон Брюинз      | 11 | 7  | 8  | 15   | +3  |
| Мэтью Барзал    | Нью-Йорк Айлендерс | 19 | 6  | 8  | 14   | 0   |

### Вратари
Указаны вратари сыгравшие не менее 420 минут
| Игрок              | Команда             | И  | В  | КН   | %ОБ  | СМ |
| ------------------ | ------------------- | -- | -- | ---- | ---- | -- |
| Джек Кэмпбелл      | Торонто Мейпл Лифс  | 7  | 3  | 1.81 | 93,4 | 1  |
| Андрей Василевский | Тампа-Бэй Лайтнинг  | 23 | 16 | 1.90 | 93,7 | 5  |
| Марк-Андре Флёри   | Вегас Голден Найтс  | 16 | 9  | 2.04 | 91,8 | 1  |
| Алекс Неделькович  | Каролина Харрикейнз | 9  | 4  | 2.17 | 92,0 | 1  |
| Коннор Хеллебайк   | Виннипег Джетс      | 14 | 7  | 2.56 | 92,2 | 0  |